# Giebelhäuser in Düsseldorf
Die Giebelhäuser in Düsseldorf haben eine lange Tradition. In der Gotik waren Treppen- und Fachwerkgiebel vorherrschend. Im Stil der Renaissance waren geschweifte Fialengiebel, Treppengiebel und Dreiecksgiebel in Düsseldorf zu sehen. Im Stil des Barock wurde das Giebelhaus in Düsseldorf durch verschiedene Architektur beeinflusst: So durch die südniederländisch-süddeutsche Architektur, durch die großen Düsseldorfer Sakralbauten wie St.-Andreas-Kirche und Jesuitenkolleg im italienischen Barockstil, durch das Schloss Ehreshoven und den holländischen Klassizismus. Insgesamt wurde das barocke Giebelhaus durch italienisch-süddeutsche, italienische, italienisch-französische und niederländische Architektur beeinflusst.

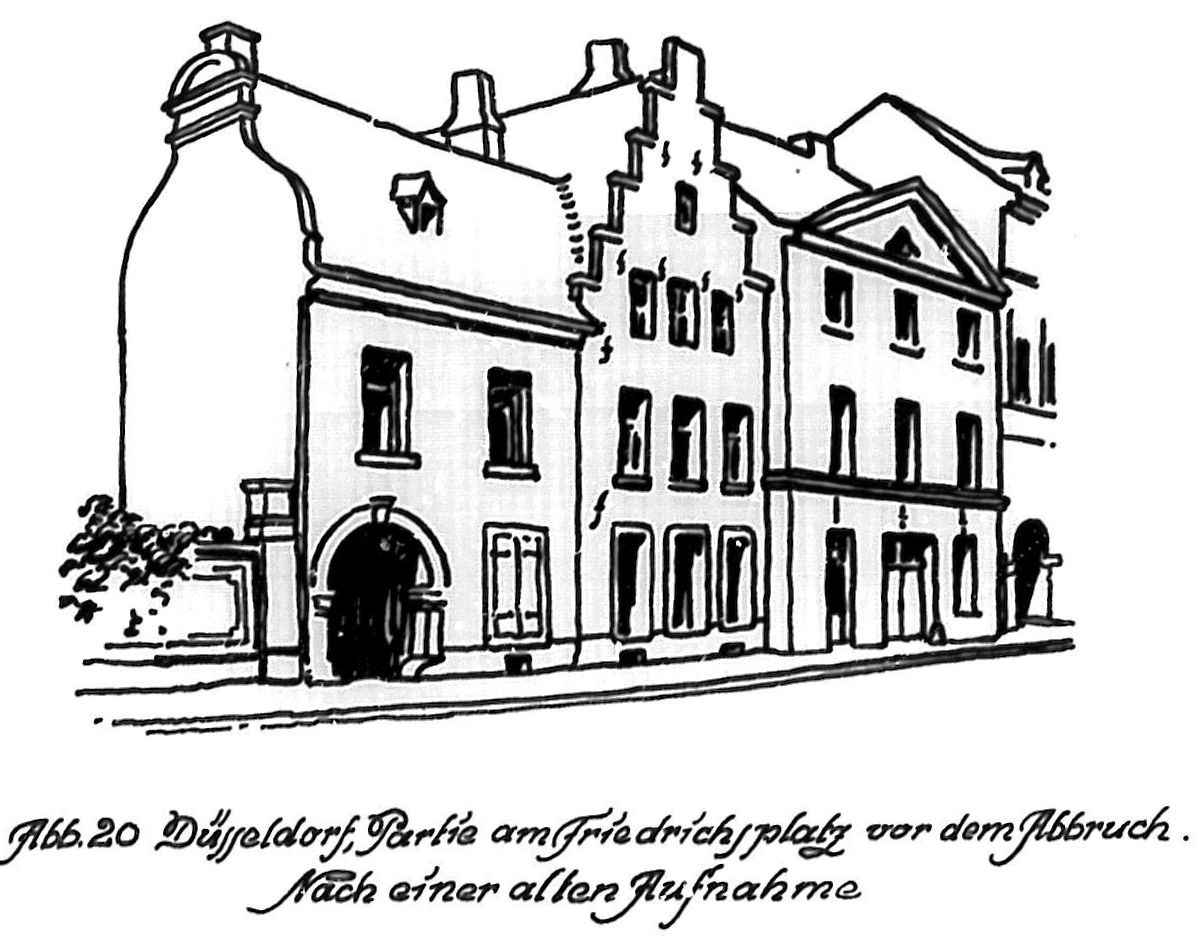
Giebelformen am Friedrichsplatz in Düsseldorf vor dem Abbruch.

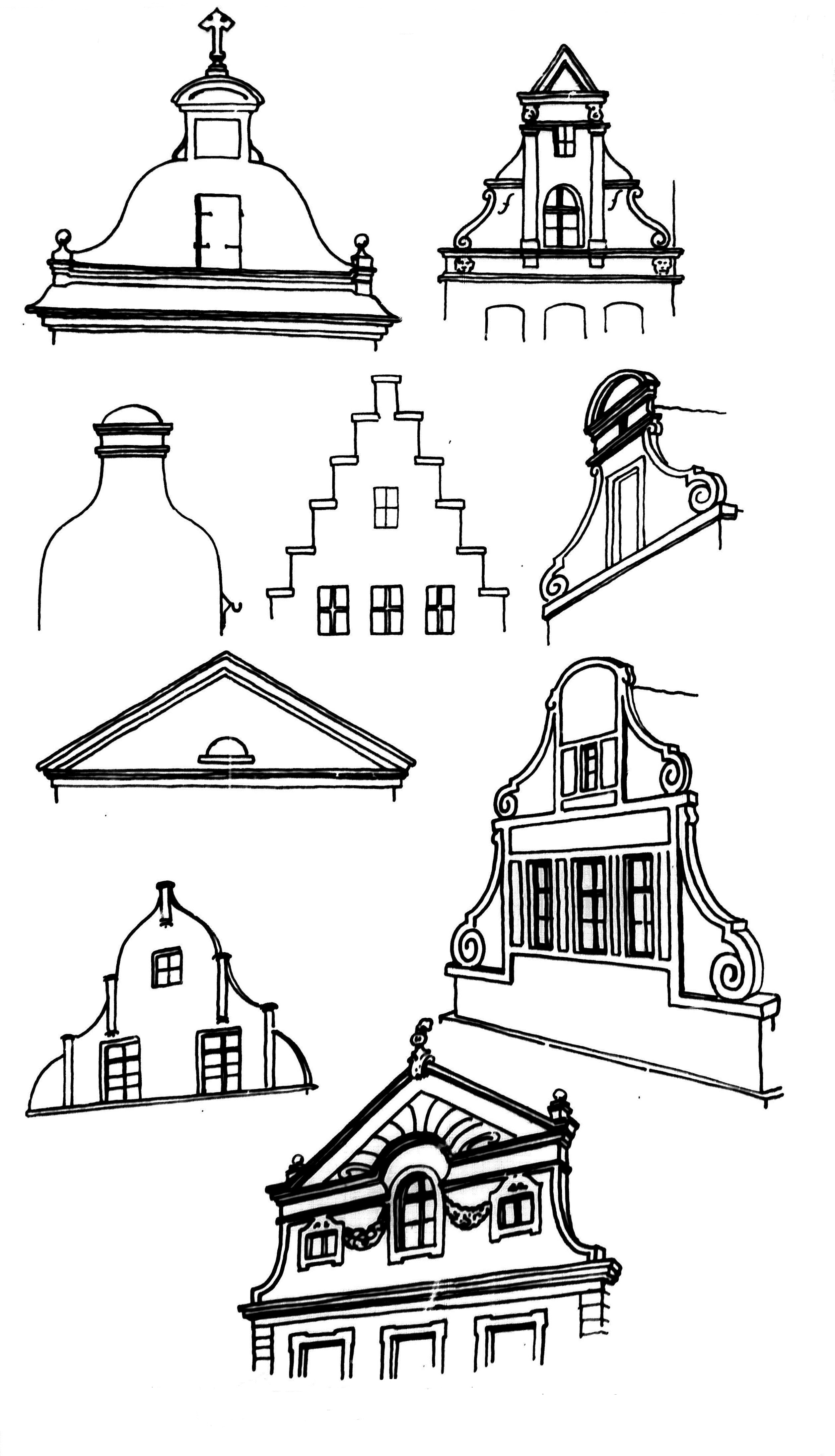
Giebelformen (Paul Sültenfuß)

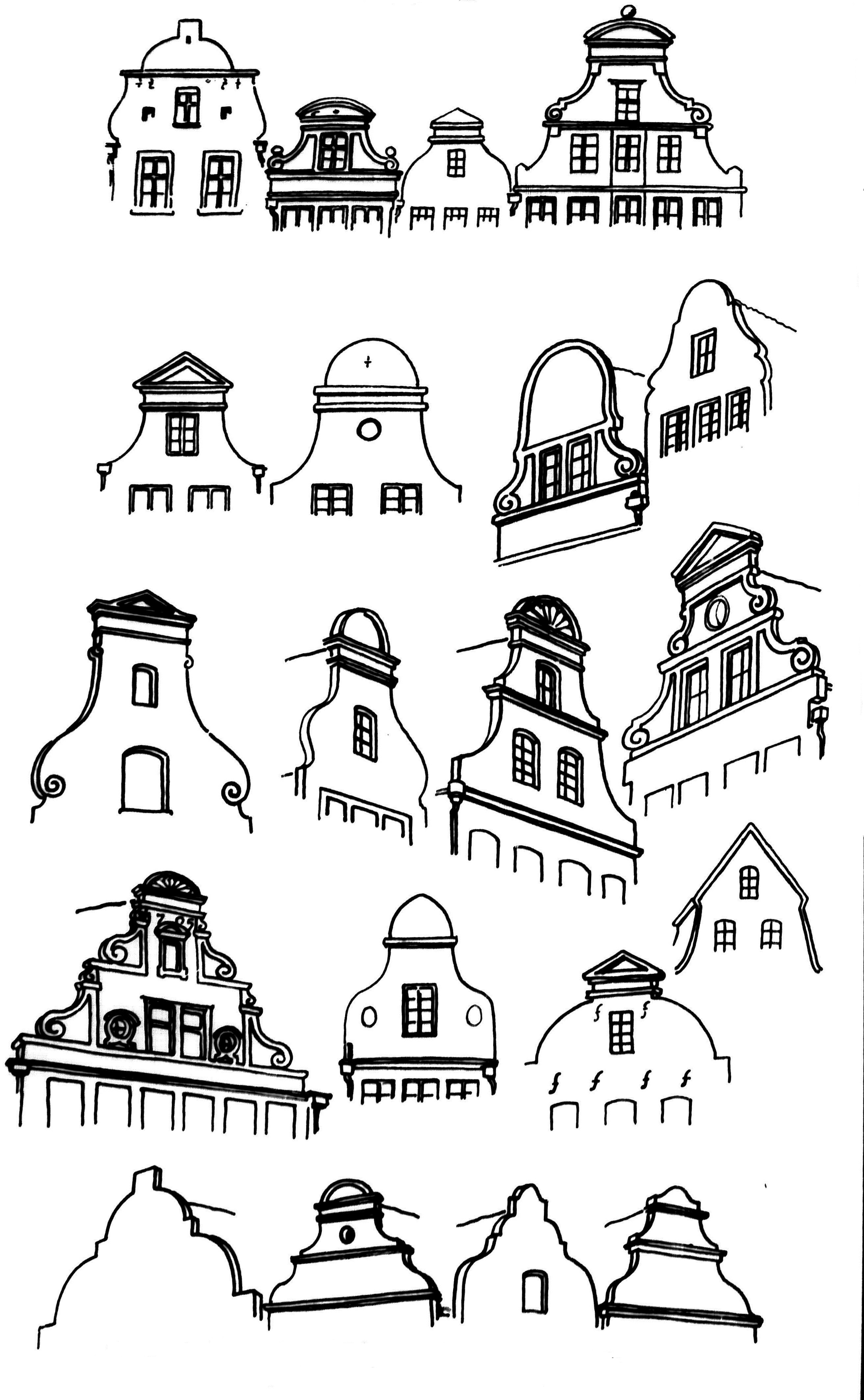
Giebelformen (Paul Sültenfuß)

## Gotik
Gotische Treppengiebel zeigt das Haus Suitbertus-Stiftsplatz 14 und das Lewen- oder Lieferhaus. Ein gotisches Fachwerkhaus befand sich in der Bolkerstraße 7.

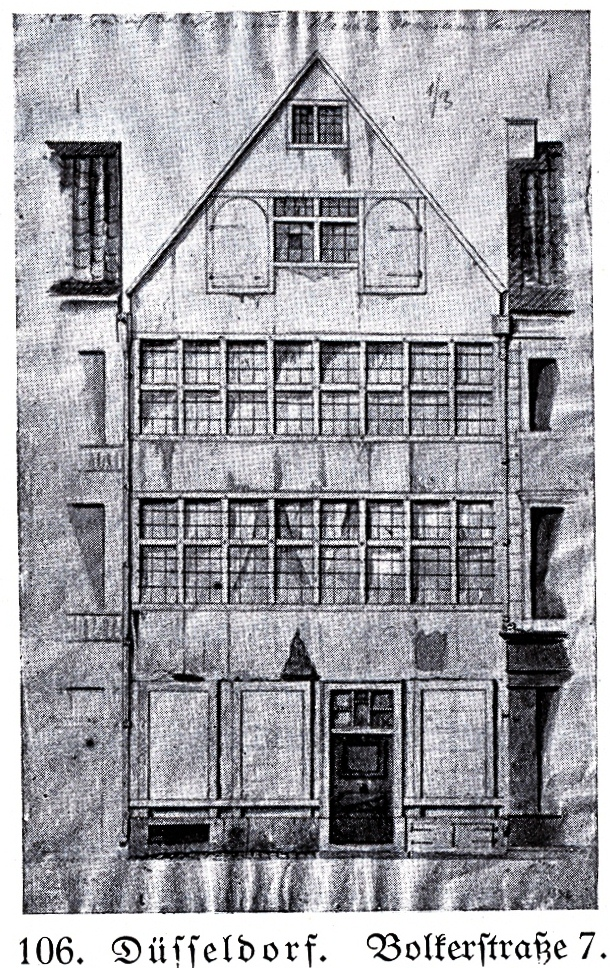
Gotisches Fachwerkhaus, Bolkerstr. 7
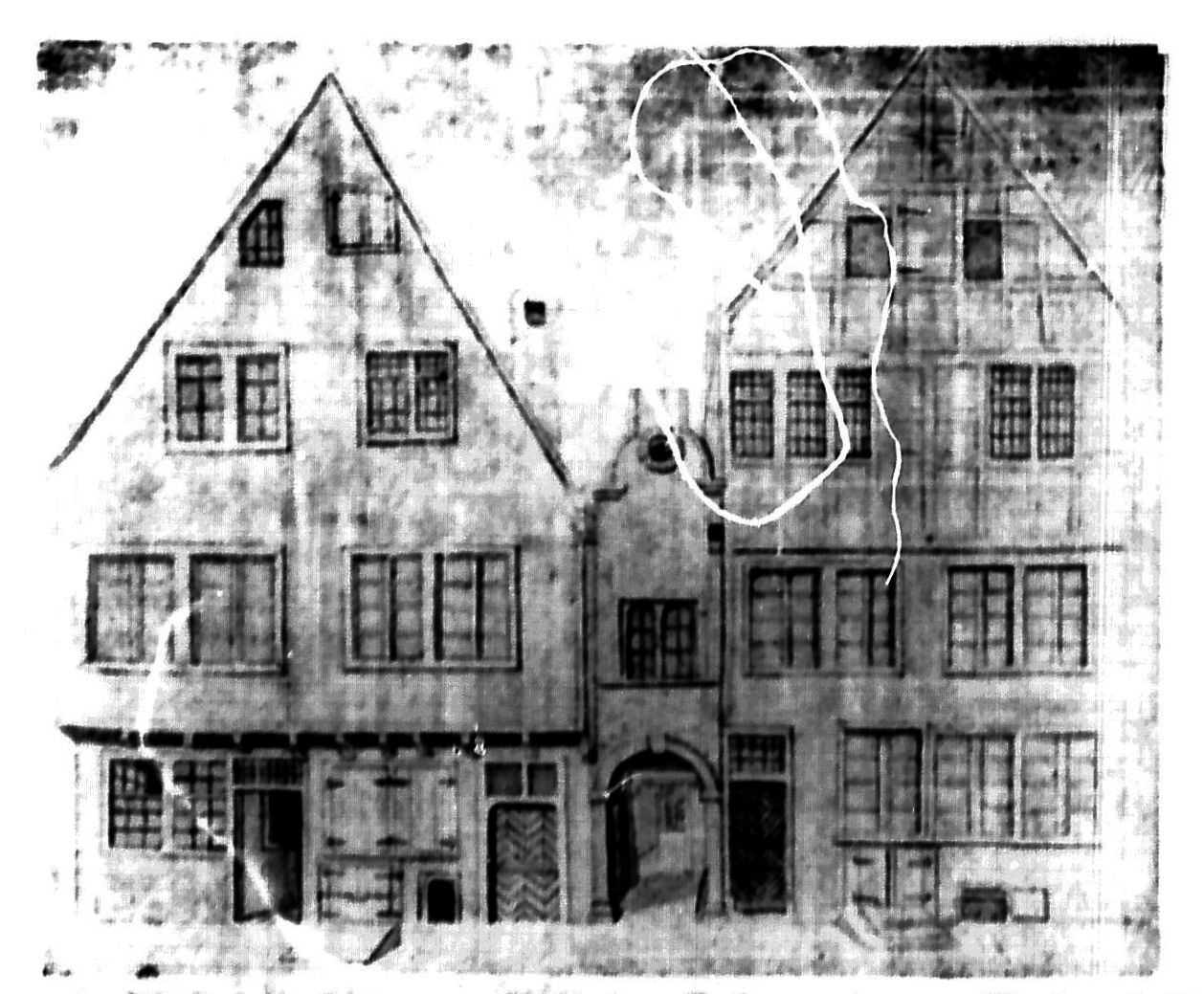
Fachwerkhäuser

## Renaissance

### Geschweifte Fialengiebel
Am Anfang der Düsseldorfer Renaissance stand noch die „konservative Richtung“ mit ihren „geschweiften Fialengiebeln“ Ein Beispiel dafür war das doppelgieblige alte Rathaus, bei dem die Bogenlinie der Giebelschweifung entsprach. Die „welschen“ Giebel (auch „geschweifte Zwerchgiebel“) im Stil der Renaissance des Düsseldorfer Rathauses sind bemerkenswert. Auch das Haus zum „Prinz von Oranien“ am Burgplatz 12 zeigte einen geschweiften Fialengiebel. Ebenso das frühere Eckhaus Kurzestraße und Burgplatz. Beide Giebel sind stilistisch mit dem geschweiften Fialengiebel des Alten Rathauses verwandt. Ebenso das Haus Zum Goldenen Hirsch am Marktplatz von 1558. Das Haus Kurze Straße 6 zeigt einen Treppengiebel, von Stufe zu Stufe mit einem Viertelkreis ausgefüllt, „so war ja auch ursprünglich der allmähliche Übergang vom Treppengiebel zum Volutengiebel im Gebiet des niederrheinischen Backsteinbaus.“

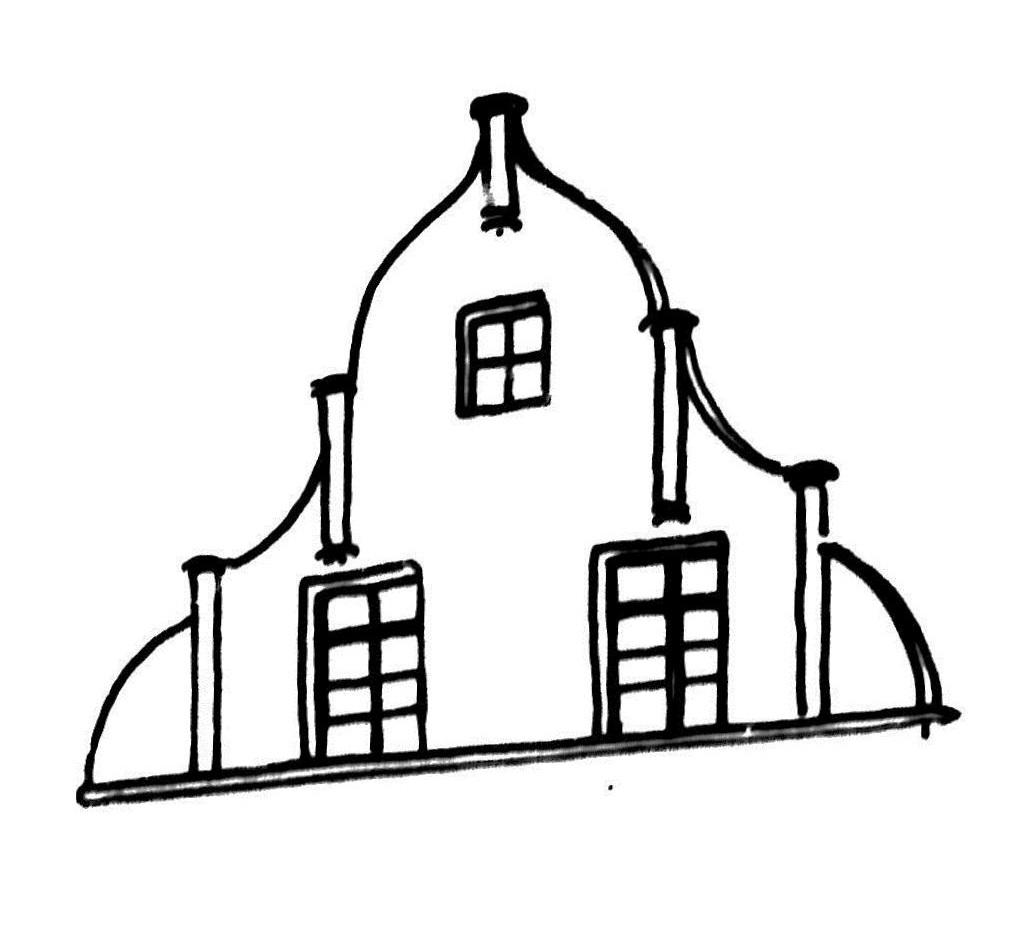
Altes Rathaus, Giebelzeichnung (Paul Sültenfuß)
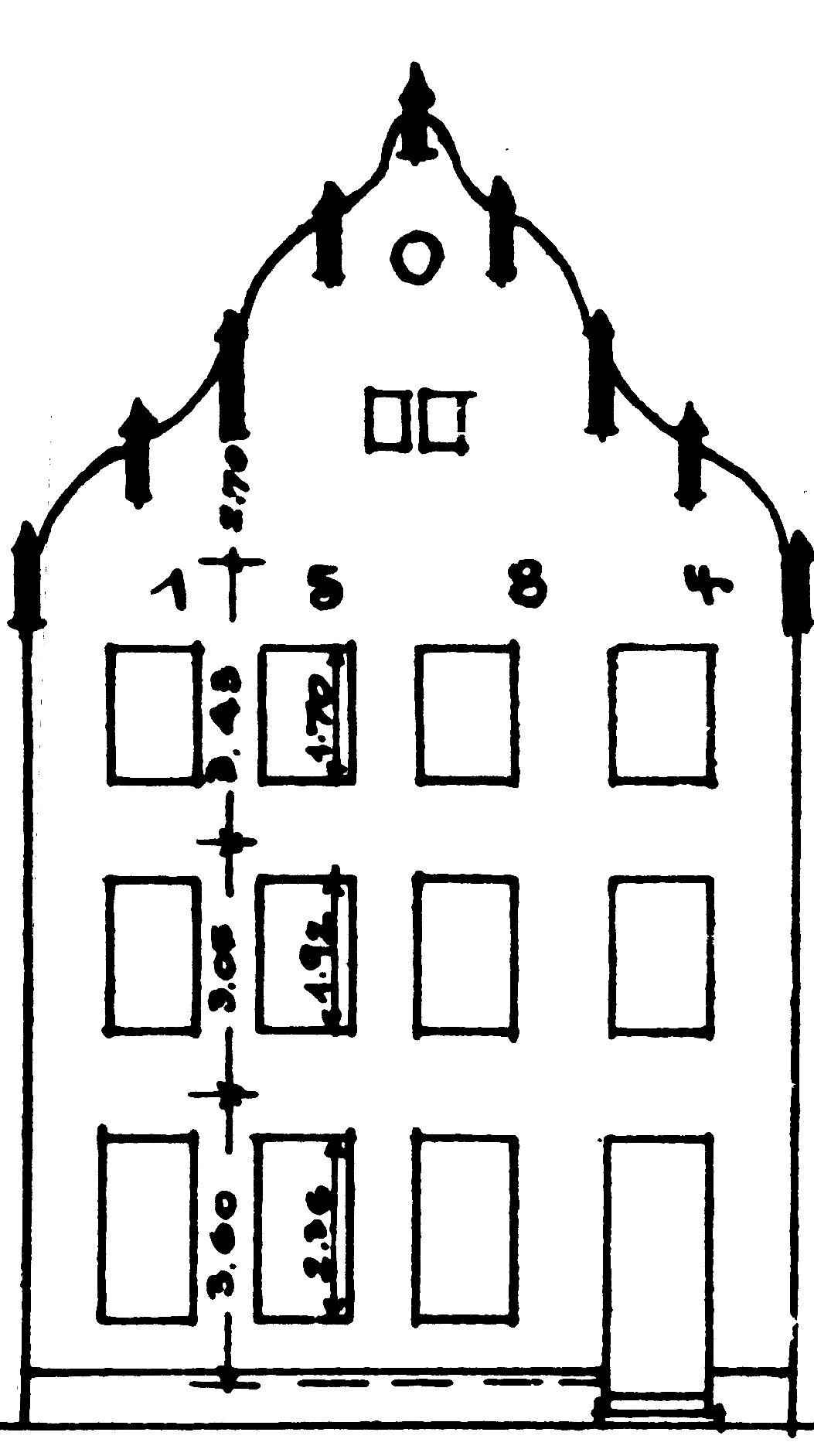
Haus zum „Prinz von Oranien“, Zeichnung von Paul Sültenfuß
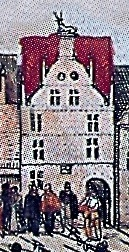
Das Haus „Zum Goldenen Hirsch“, Illustration des Kupferstechers Franz Hogenberg auf einer Publikation des Dietrich Graminäus.
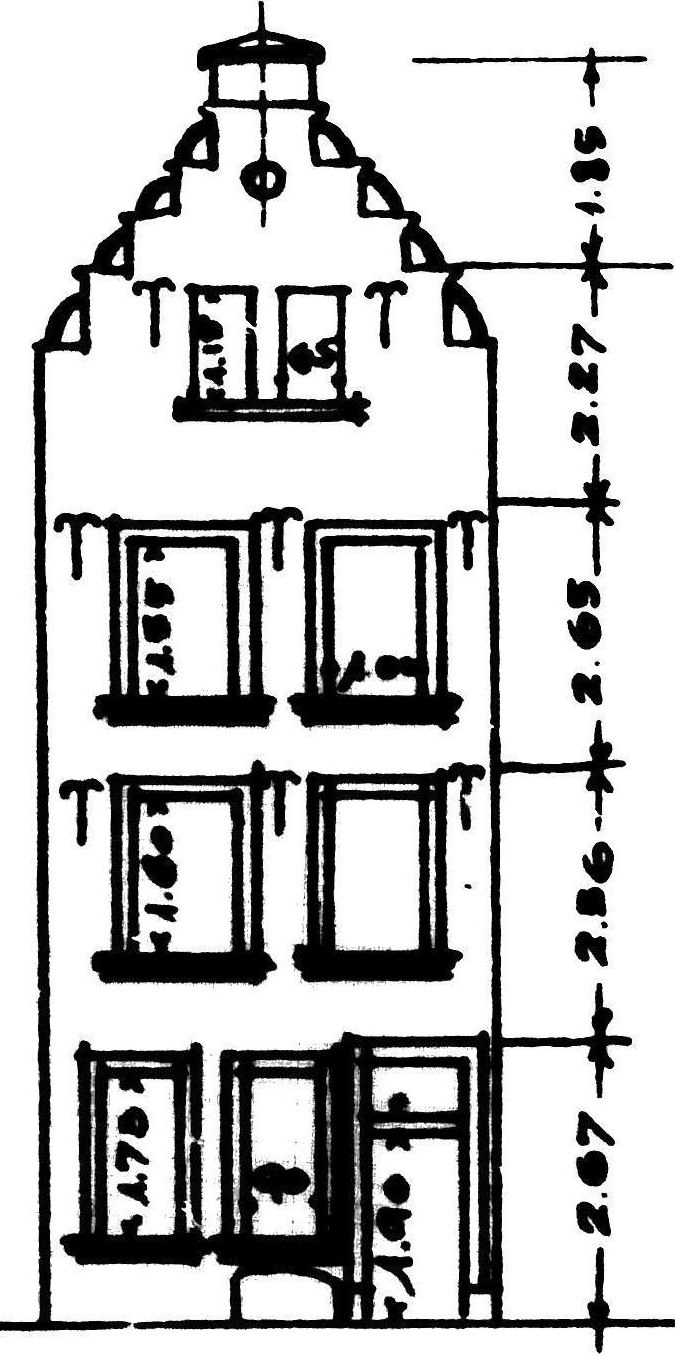
Giebelhaus Kurzestraße 6

### Treppengiebel
Neben den „damals modernen welschen Giebel“ der Renaissance der Bürgerhäuser gab es noch gotische Treppengiebel. Die gotische Tradition der Staffelgiebel bleibt selbst in der Zeit der Hochrenaissance (ab der Mitte des 16. Jahrhunderts) in Nord- und Mitteldeutschland bestehen (Nachgotik). Das Haus zum Kurfürsten ist dafür ein Beispiel.
Die Nachgotik beschreibt auch Paul Sültenfuß:

„Was Düsseldorf, ausser den in Abbildungen überlieferten Treppengiebel-Backsteinfassaden sonst nochaufzuweisen hat, ist bald aufgezählt. Da sich die Form in so einfacher Weise aus dem Material des kleinformatigen Materials entwickelte, hielt sie sich weit über die gotische Zeit hin - auch bis in die Tage des Barockstiles.“

Paul Clemen nennt in Die Kunstdenkmäler des Stadt- und Landkreises Düsseldorf verschiedene Beispiele Häuser mit abgetreppten Staffelgiebeln:

„Die Form des abgetreppten Staffelgiebels hält sich noch bis ins 16. und 17. Jh.; gute charakteristische Beispiele dieser Art finden sich in dem Haus "Zur goldenen Krone", Altestadt 13, von 1625, dem Eckhaus am Burgplatz 16, dem Eckhaus der Bilkerstrasse nach dem Karlsplatz, genannt "Im Spiegel", von 1625, 1887 erneut, dem Hause "Zum Churfürst", Flingerstrasse 36, von 1627. Charakteristisch für das 17. Jh. ist die Stellung des Giebels nach der Strasse, die Schmalheit der Facade bei ziemlich bedeutender Höhe, die grosse Zahl der dicht aneinander tretenden Fenster mit Steinkreuzen. Eine ganze Gruppe solcher Häuser findet sich in der Mühlenstrasse 16, 18, 20, 22, 28; die gegenüberliegenden vierstöckigen Häuser 15 und 17 haben noch die kleinen Scheiben bewahrt. Ähnliche Gruppen in der Kurzestrasse 9 (von 1697), 14,7, 6 und am Burgplatz 8 und 10, Flingerstrasse 36–44.“

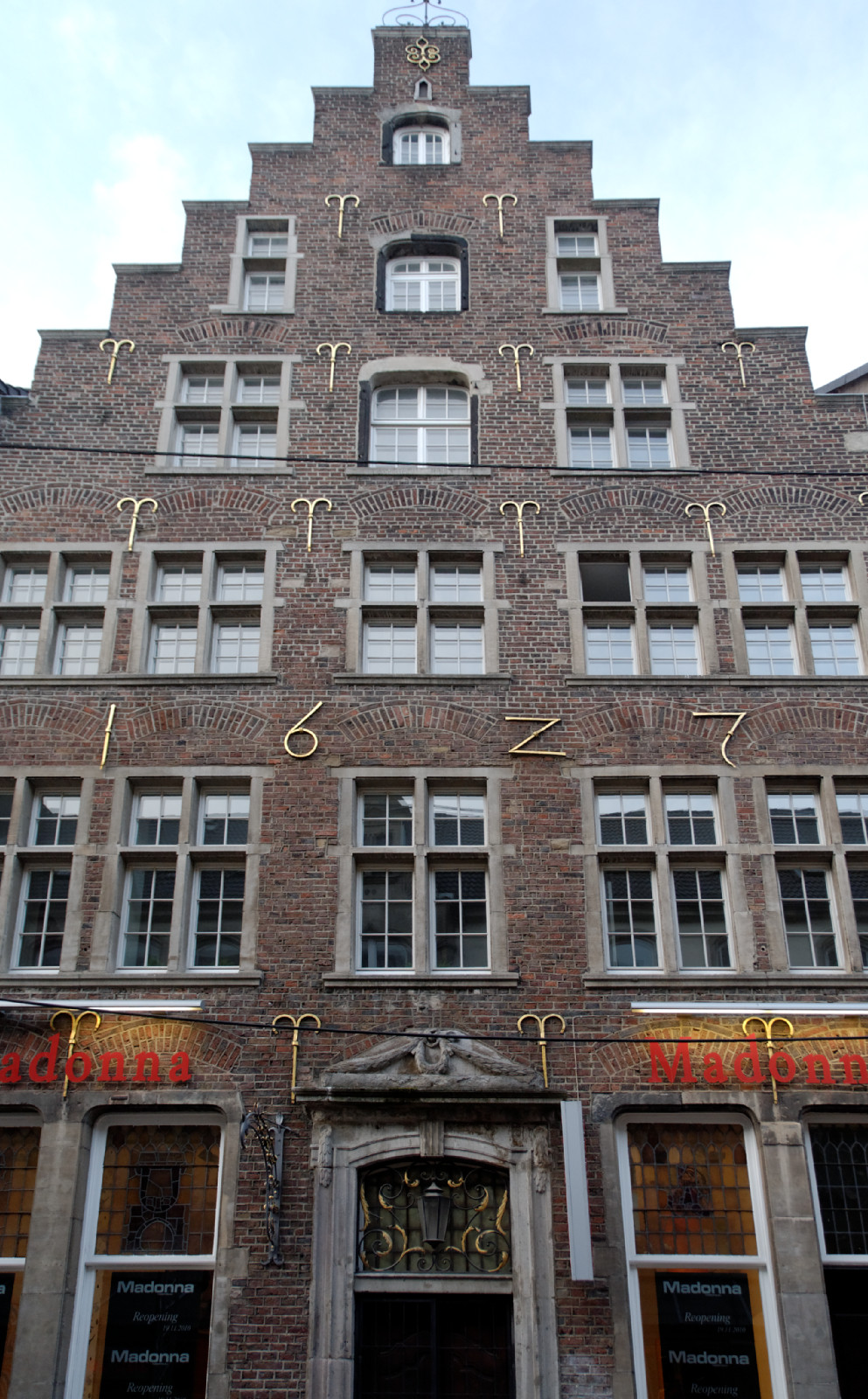
Haus Zum Kurfürsten

### Dreiecksgiebel
Dreiecksgiebel zeigen die Jan-Wellem-Kapelle, und die Loretokapelle im Stil der toskanischen Renaissance.

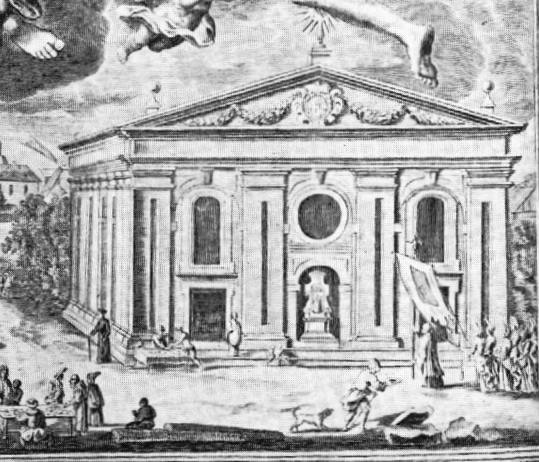
Loretokapelle
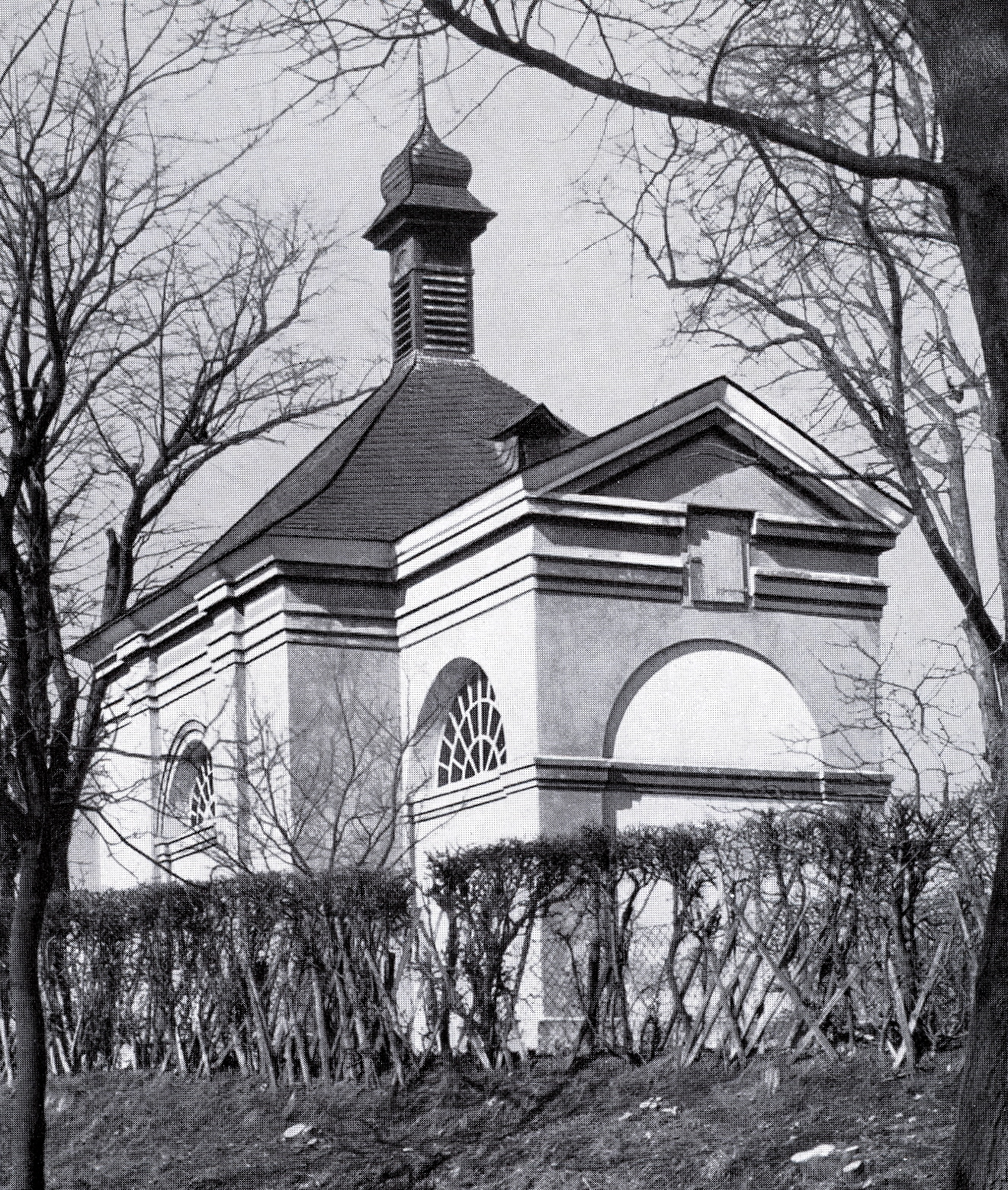
Jan-Wellem-Kapelle

## Barock
Paul Clemen beschreibt in „Die Kunstdenkmäler des Stadt- und Landkreises Düsseldorf“ verschiedene Beispiele für Giebelhäuser im Stil des Barock:

„Daneben kommen die geschweiften Giebel mit runden Abschlüssen, Voluten und Horizontalgesimsen vor. Gute Beispiele, dieser Art sind die Häuser Ratingerstraße 30, die Bierbrauerei Zum jungen Bären, Ratingerstraße 24, 8, hier mit Pilastern im Giebel und einem bärtigen Kopf im Abschluss, 5, weiter die Rathausapotheke am Marktplatz 7, mit Muschelgiebel und Voluten, die Häuser Flingerstraße 55, 57, beide vornehmer im Aufbau und reicher im Giebelschmuck.“

Paul Sültenfuß nennt in Das Düsseldorfer Wohnhaus bis zur Mitte des 19. Jahrhunderts verschiedene Giebelhäuser in Düsseldorf im Stil des Barock:

„Zunächst blieb das alte schmale dreiachsige Bürgerhaus mit Giebelabschluss […] noch lange beibehalten […] Aber die Giebel der Häuser nahmen nunmehr abwechslungsreichere Formen an als im vorangegangenen Jahrhundert [So das Haus] Krämerstr. 8 [weiter das Haus] Ratingerstr. 8. So bei den Häusern Flingerstr. 38, Zollstr. 6, 8, 10, Marktplatz 7 […] die beiden Häuser Rheinort Nr. 10 und 14 […] Wohnhaus Rheinstr. 2 […] Neben der Rathausapotheke Marktplatz 7 […] das Wohnhaus Marktplatz 10 […] Dann die Häuser Neustr. 26, Flingerstr. 3 und 1 […] Soweit das barocke Giebelhaus.“

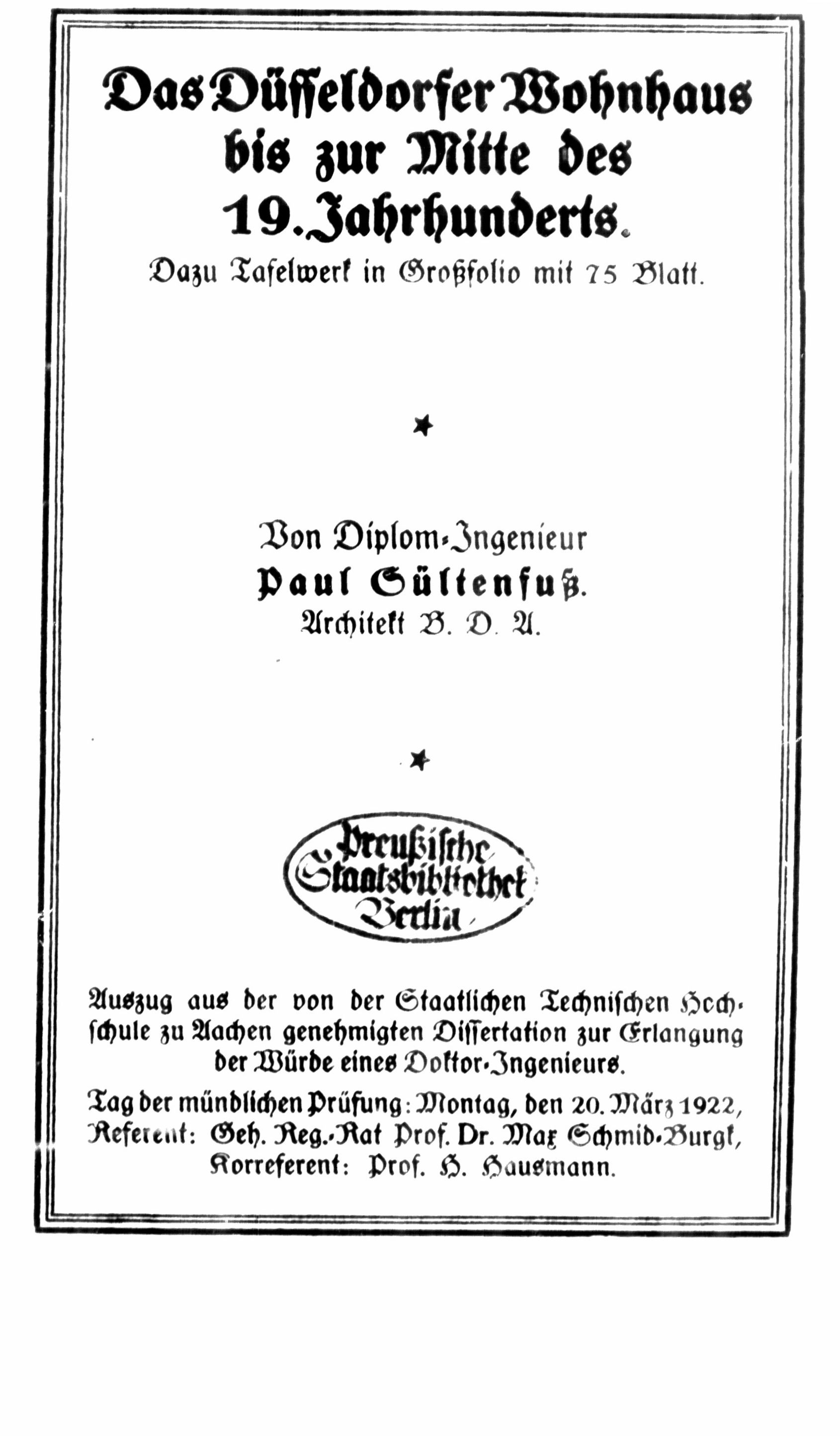
Das Düsseldorfer Wohnhaus bis zur Mitte des 19. Jahrhunderts, (Diss. TH Aachen), 1922, Titelblatt
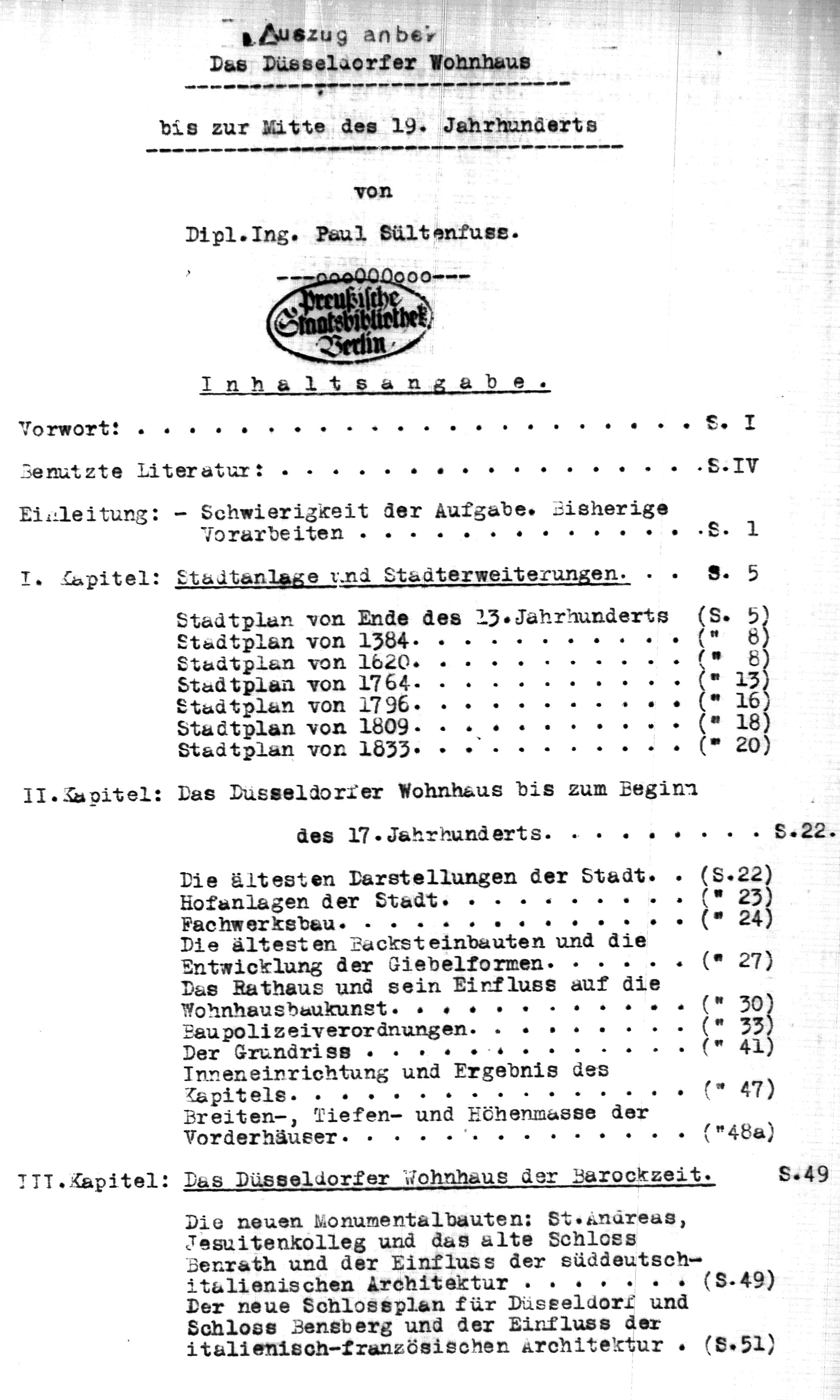
Das Düsseldorfer Wohnhaus bis zur Mitte des 19. Jahrhunderts, (Diss. TH Aachen), 1922, Inhaltsangabe
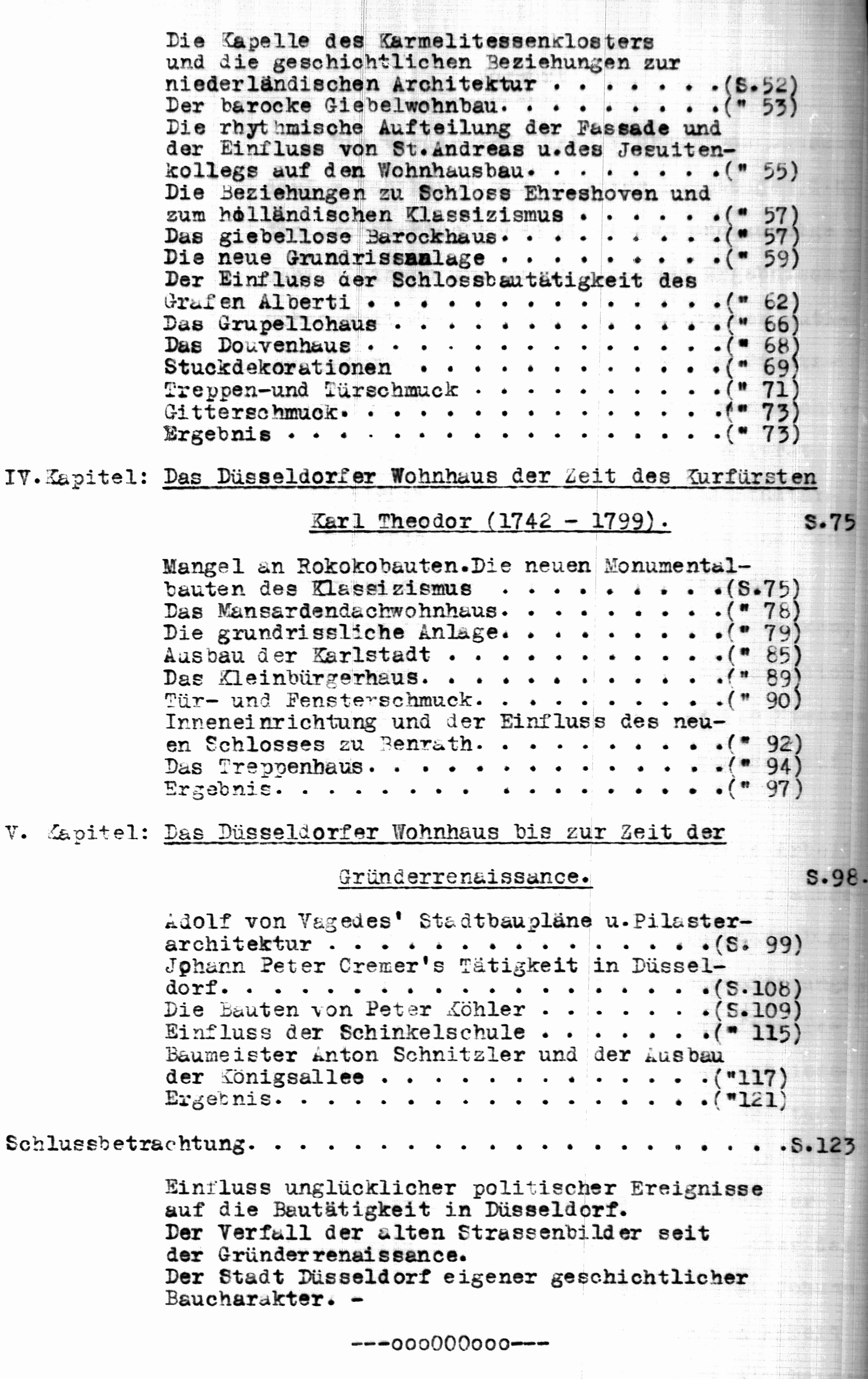
Das Düsseldorfer Wohnhaus bis zur Mitte des 19. Jahrhunderts, (Diss. TH Aachen), 1922, Inhaltsangabe
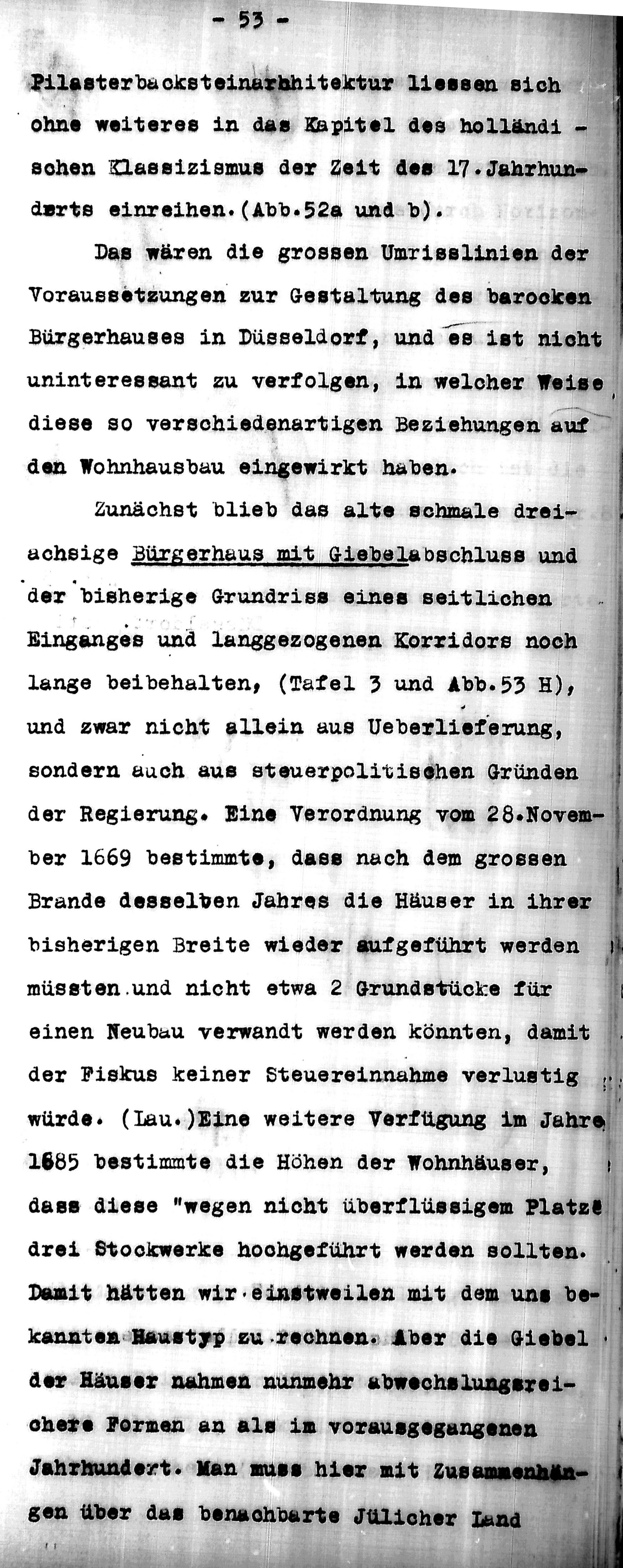
Abschnitt DER BAROCKE GIEBELWOHNBAU S. 53–58, hier S. 53.
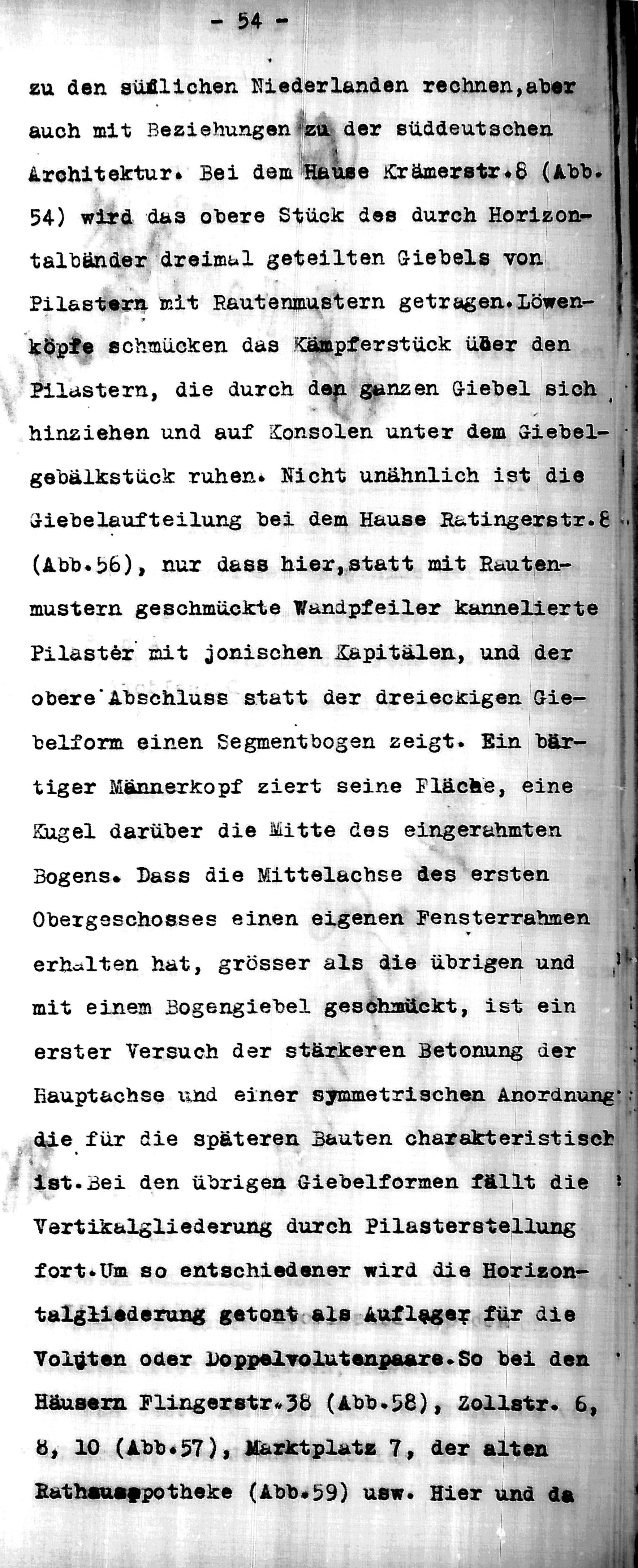
Abschnitt DER BAROCKE GIEBELWOHNBAU S. 53–58, hier S. 54.
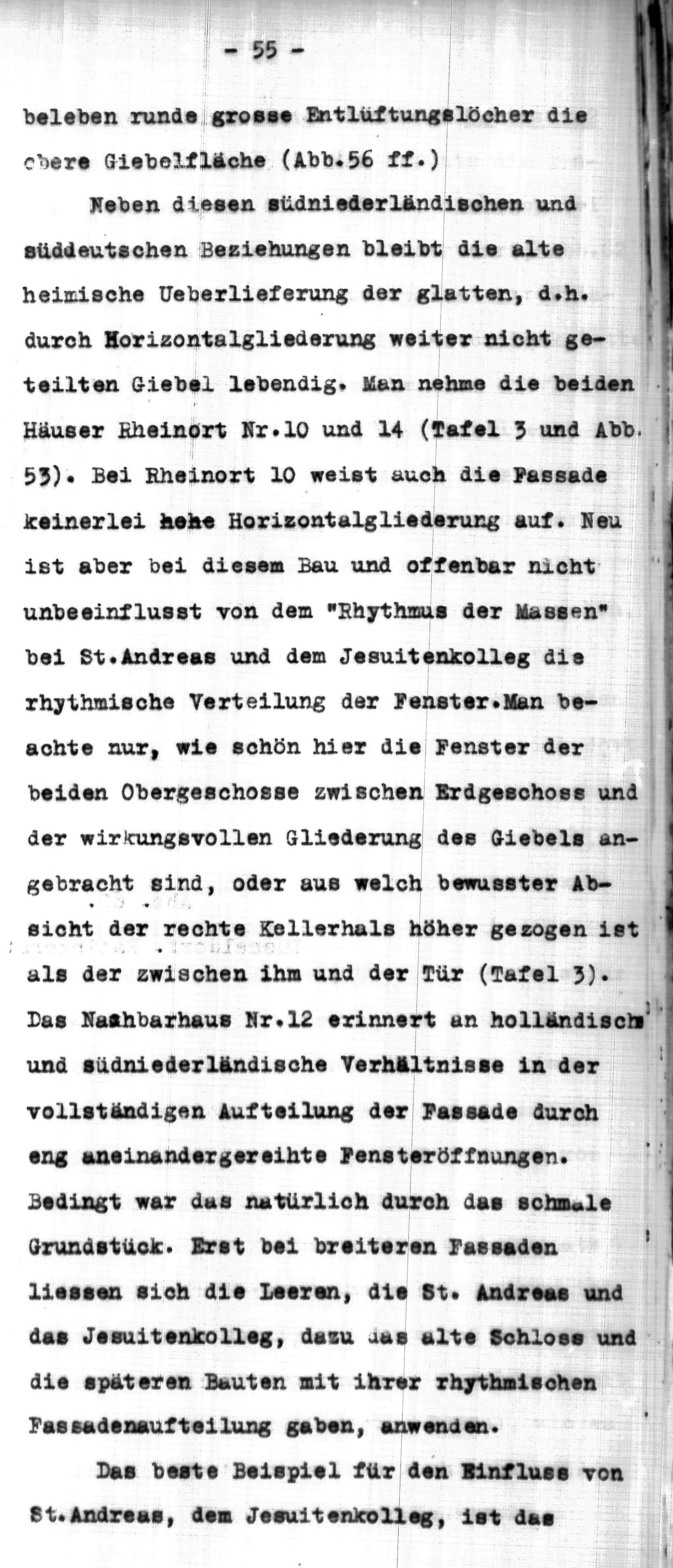
Abschnitt DER BAROCKE GIEBELWOHNBAU S. 53–58, hier S. 55.
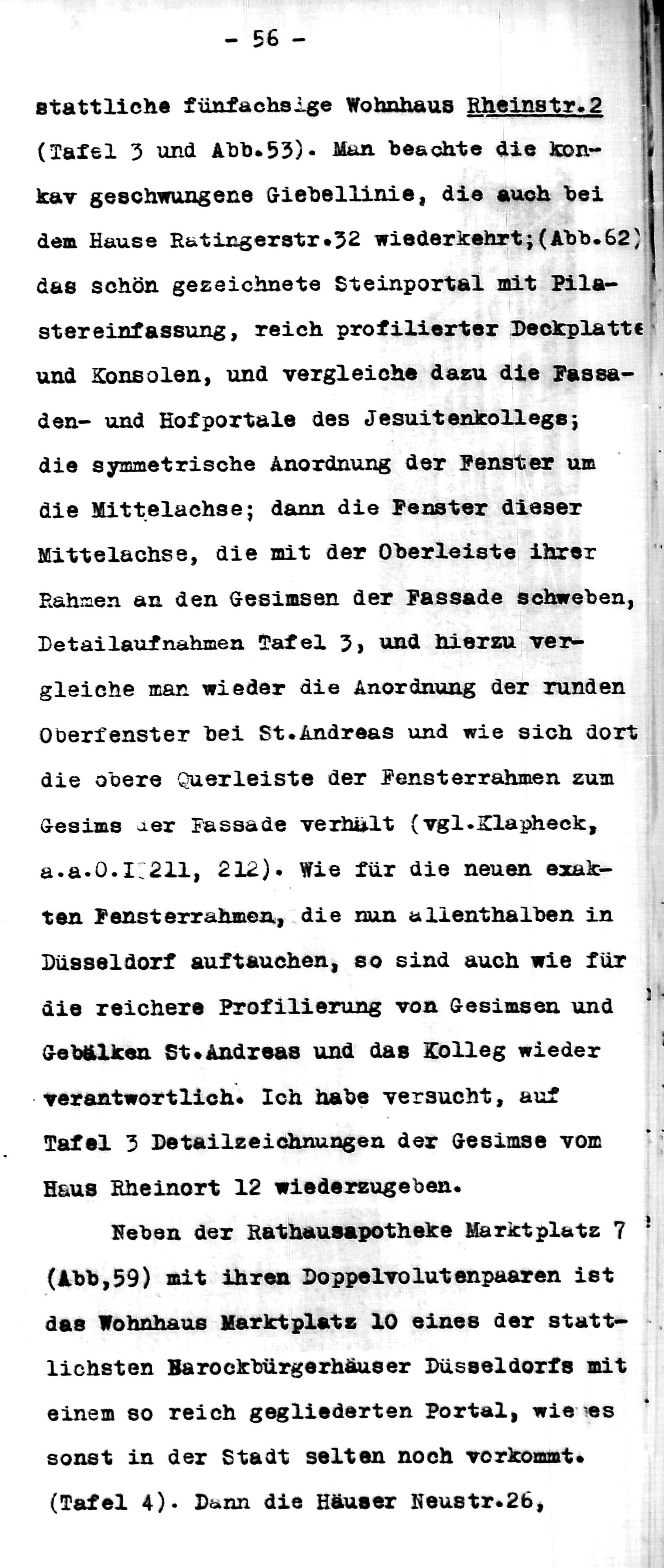
Abschnitt DER BAROCKE GIEBELWOHNBAU S. 53–58, hier S. 56.
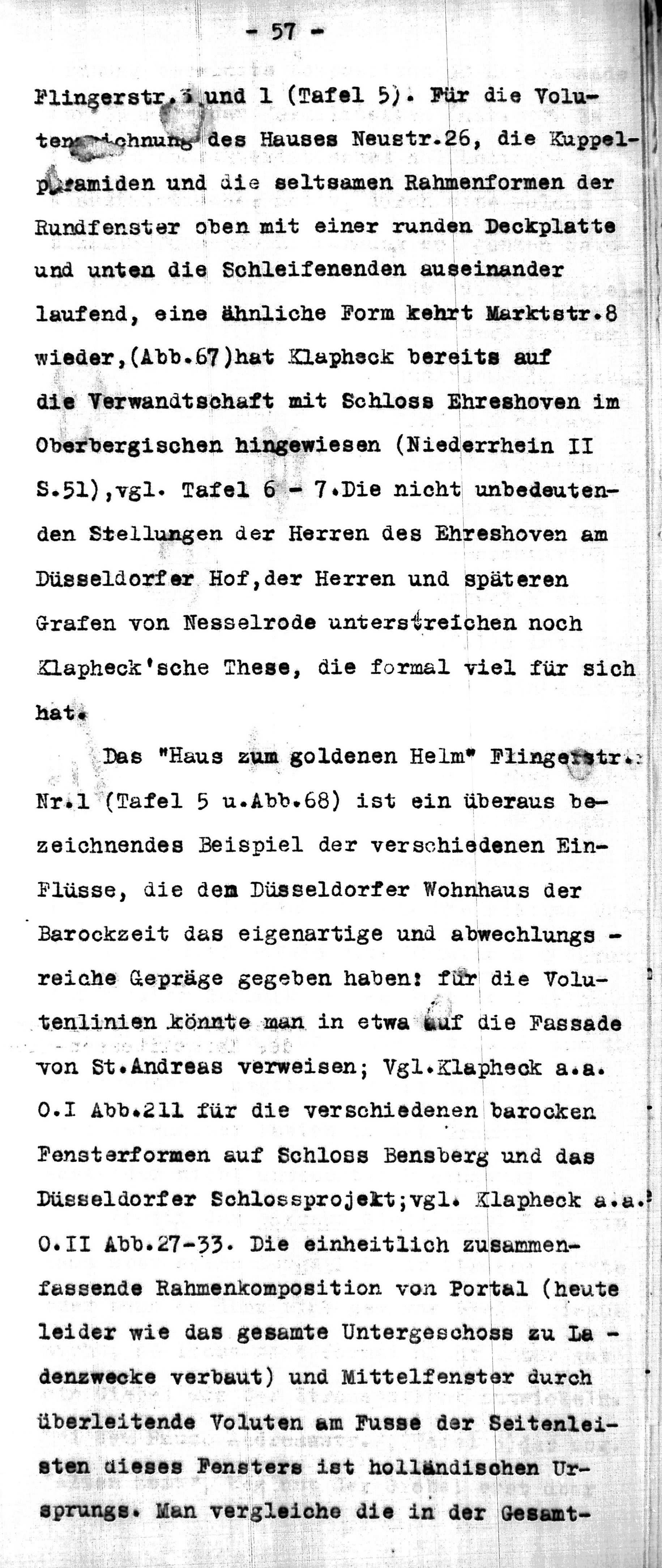
Abschnitt DER BAROCKE GIEBELWOHNBAU S. 53–58, hier S. 57.
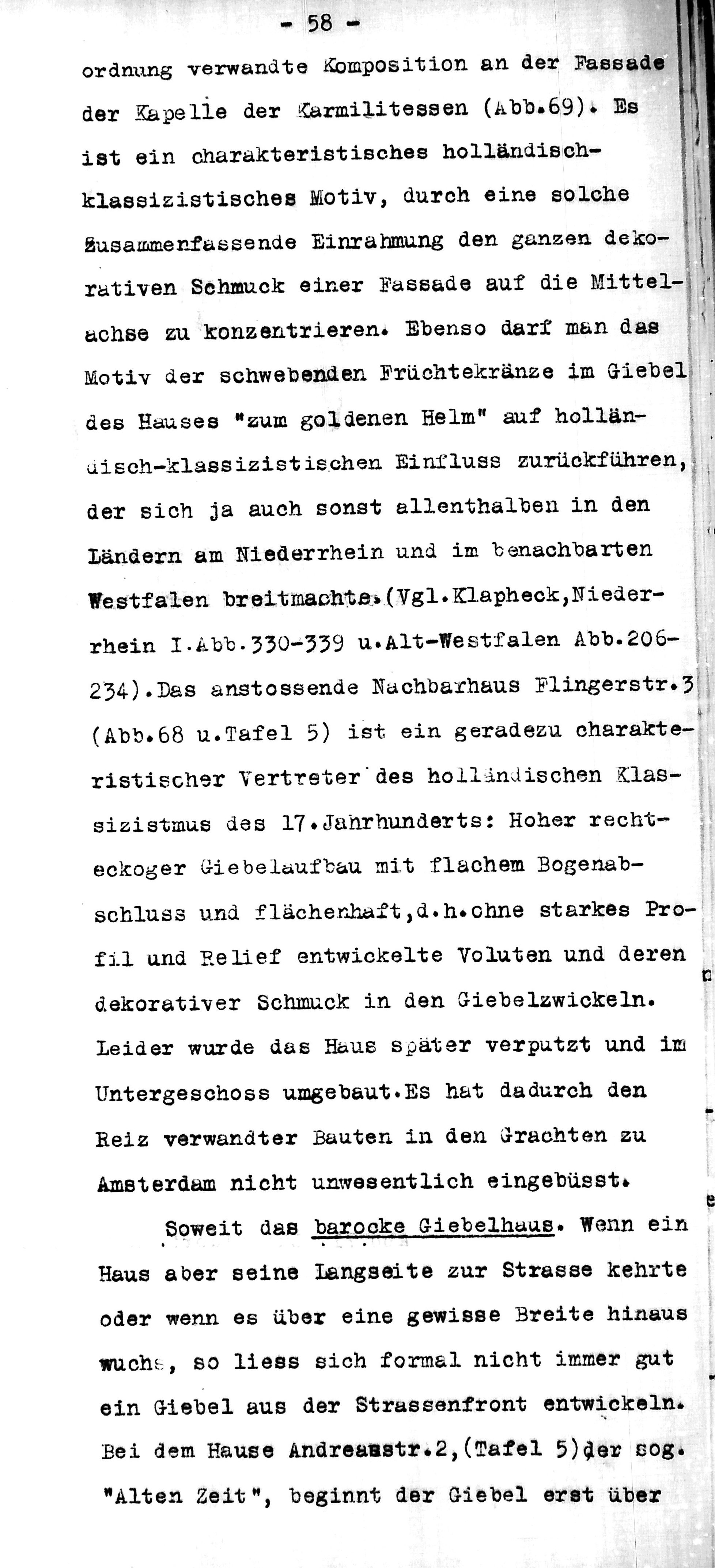
Abschnitt DER BAROCKE GIEBELWOHNBAU S. 53–58, hier S. 58.

### Südniederländisch-süddeutsche Architektur

#### Vertikalgliederung des Giebels
Paul Sültenfuß erklärt in Das Düsseldorfer Wohnhaus bis zur Mitte des 19. Jahrhunderts, wie die Giebelhäuser im Stil des Barock durch die Architektur der südlichen Niederlanden beeinflusst wurde. Im Jahre 1648 hatte das Amsterdamer Rathaus den Anfang für den Barock in den Niederlanden mit Fassaden mit Voluten- oder Dreiecksgiebeln gesetzt. Weiter wurden Giebelhäuser im Stil des Barock durch die süddeutsche Architektur geprägt. Resultat dieser niederländisch-süddeutschen Einflüsse war der Düsseldorfer Volutengiebel des Barock mit Vertikal- oder Horizontalgliederung. Beispiele für die vertikale Gliederung des barocken Volutengiebel Düsseldorfs waren das Haus „Zur Stadt Rom“ und das Haus Ratingerstraße 8. Bei dem Haus „Zur Stadt Rom“ wurde der obere Teil des Giebels von Pilastern mit Rautenmustern gegliedert. Auch das Haus Ratingerstraße 8 zeigt eine vertikale Gliederung des Giebels mit Pilastern; es waren dies Wandpfeiler mit kannelierten Pilastern mit ionischen Kapitellen.

„Aber die Giebel der Häuser nahmen nun mehr abwechslungsreichere Formen als im vorausgegangenen Jahrhundert. Man muss hier mit Zusammenhängen über das benachbarte Jülicher Land zu den südlichen Niederlanden rechnen, aber auch mit Beziehungen zu der süddeutschen Architektur. Bei dem Hause Krämerstr. 8 [Haus „Zur Stadt Rom“] wird das obere Stück des durch Horizontalbänder dreimal geteilten Giebels von Pilastern mit Rautenmustern getragen […], die durch den ganzen Giebel sich hinziehen […] Nicht unähnlich ist die Giebelaufteilung bei dem Hause Ratinger Straße 8, nur dass hier, statt mit Rautenmustern geschmückte Wandpfeiler kannelierte Pilaster mit ionischen Kapitälen, und der obere Abschluss statt der dreieckigen Giebelform einen Segmentbogen zeigt[…]“

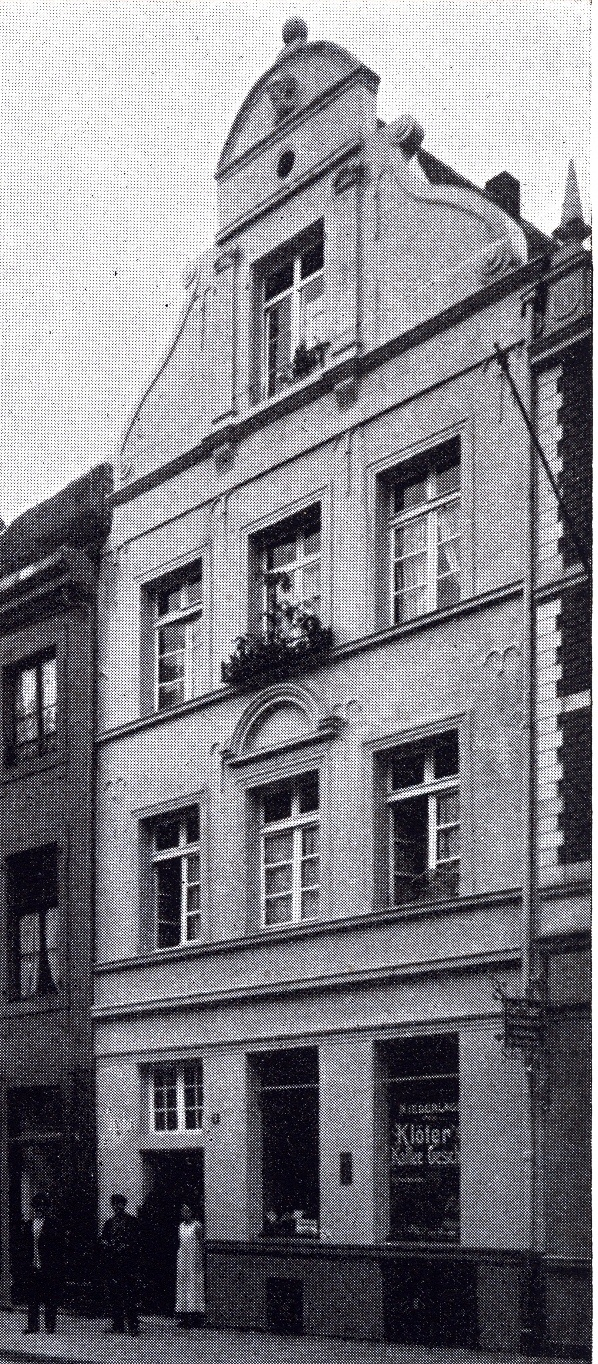
Ratinger Straße 8 mit vertikaler Pilastergliederung
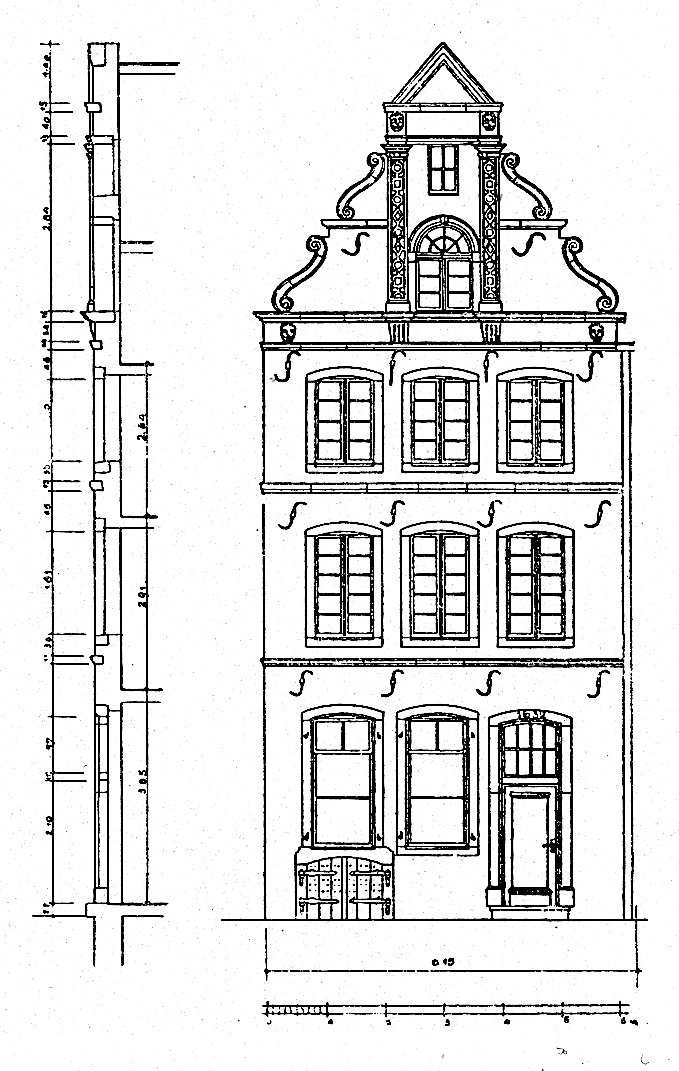
Haus „Zur Stadt Rom“ mit vertikaler Pilastergliederung
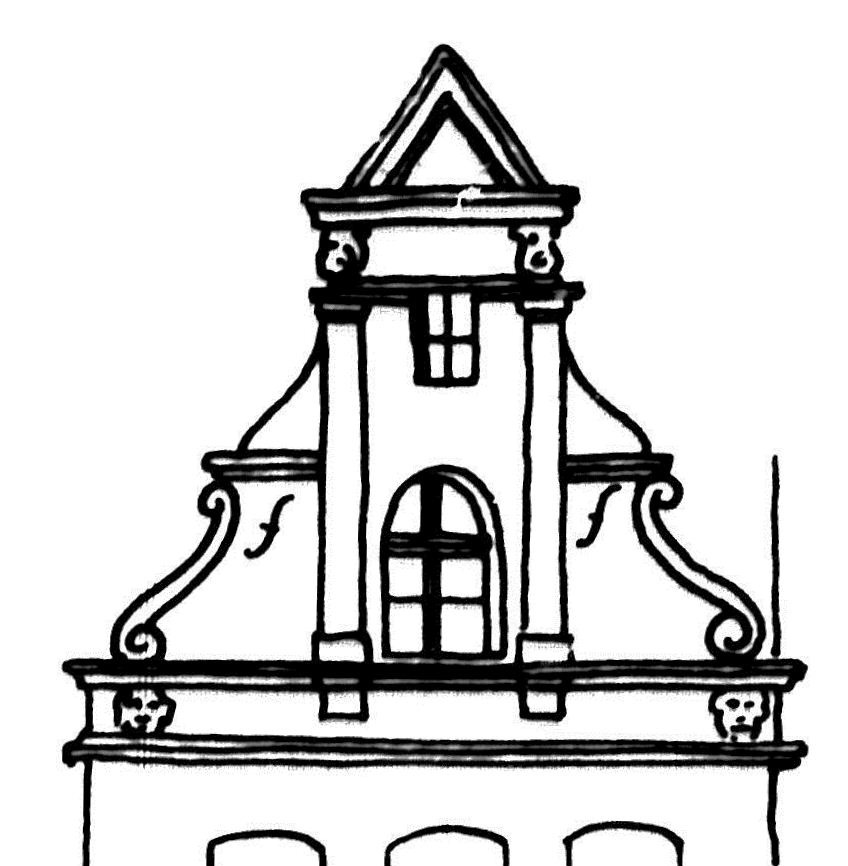
Giebelzeichnung des Hauses „Zur Stadt Rom“ von Paul Sültenfuß

#### Horizontalgliederung des Giebels
Resultat der südniederländisch-süddeutschen Beeinflussung war auch die bewusste Betonung der Horizontalgliederung des Barockgiebels: „Bei den übrigen Giebelformen fällt die Vertikalgliederung durch Pilasterstellung fort. Um so entschiedener wird die Horizontalgliederung betont als Auflager für die Voluten oder Doppelvolutenpaare“. So bei den Häusern Flingerstraße 38, Zollstraße 6, 8 und 10 („Parallelen zum südniederländischen Barock“) Marktplatz 7, der alten Rathausapotheke. Die oberen Giebelflächen zeigten zusätzlich runde große Entlüftungslöcher. Südniederländisch und holländisch auch die Gliederung der Fassade des Hauses Rheinort 12: „Das Nachbarhaus [Rheinort]Nr. 12 erinnert an holländische und südniederländische Aufteilung der Fassade durch eng aneinandergereihte Fensteröffnungen. Bedingt war das natürlich durch das schmale Grundstück.“

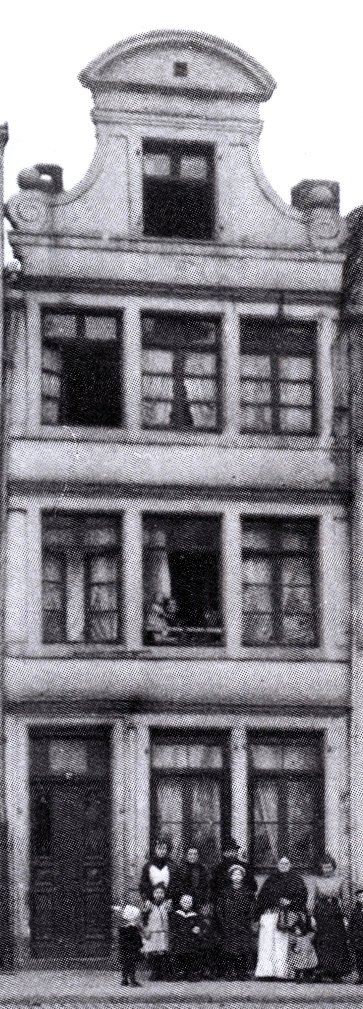
Giebelhaus Rheinort 12
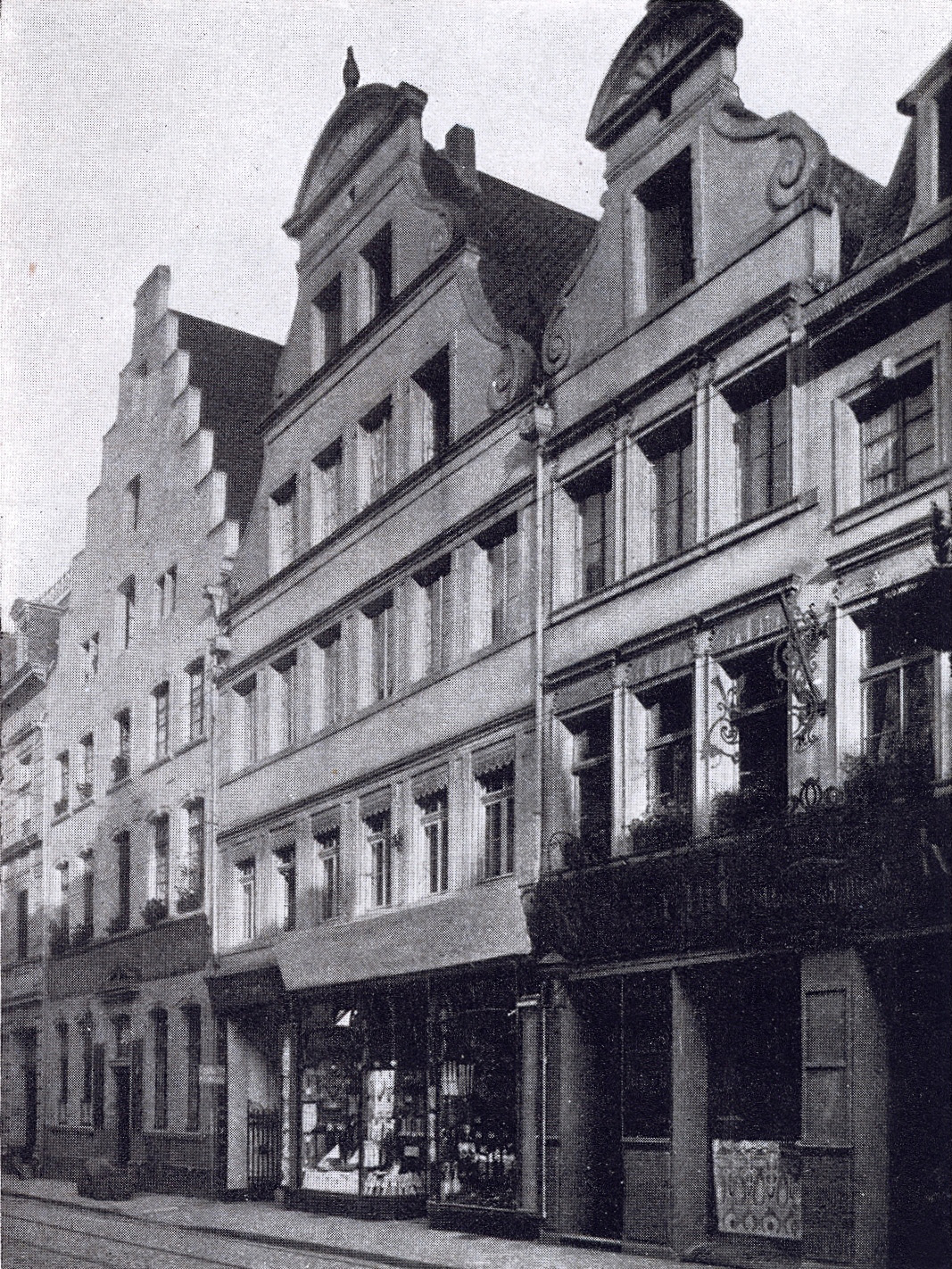
Giebelhaus Flingerstraße 38 (Mitte)
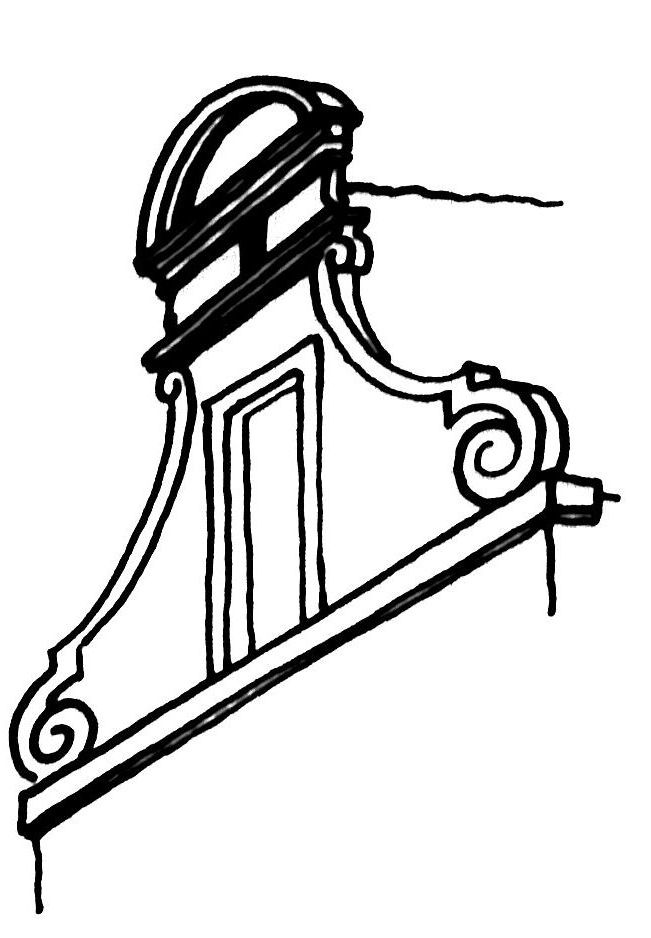
Zeichnung Flingerstraße 40 von Paul Sültenfuß
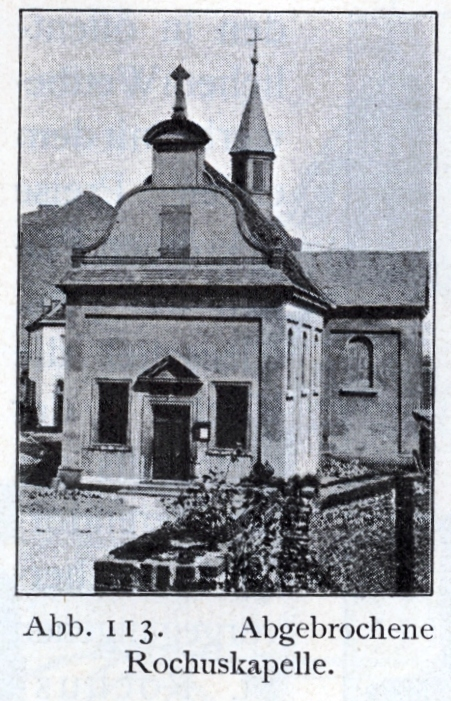
Rochuskapelle
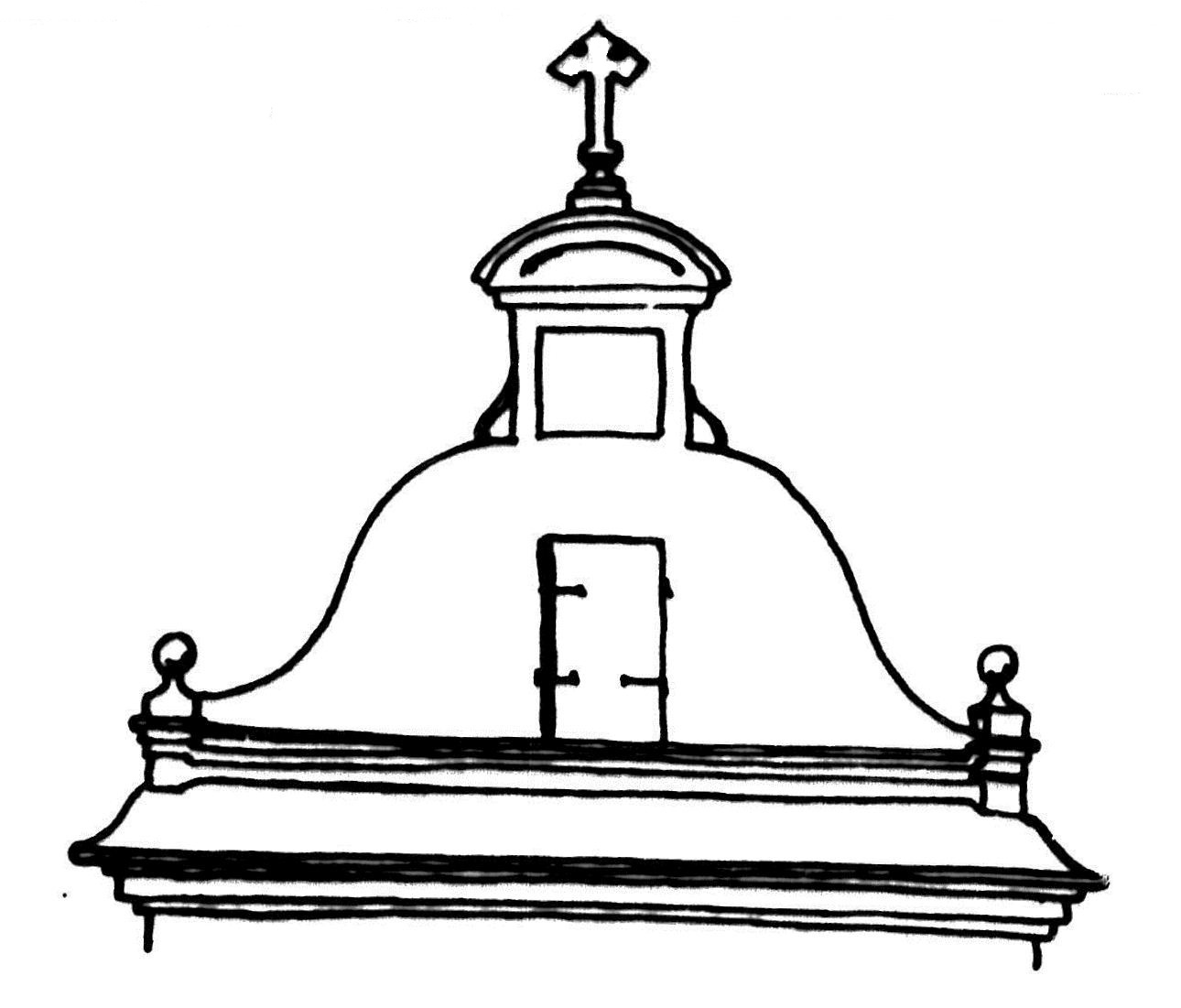
Zeichnung Rochuskapelle von Paul Sültenfuß

#### Ungegliederter Giebel
Paul Sültenfuß beschreibt die „alte heimische Überlieferung der glatten, d. h. durch Horizontalgliederung weiter nicht geteilten Giebel […] Man nehme die beiden Häuser Rheinort Nr. 10 und 14 (Abb. 53). Bei Rheinort 10 weist auch die Fassade keinerlei hohe Horizontalgliederung auf […]“
Die heimische Tradition des ungegliederten, glatten Giebels bliebe trotz der südniederländischen und süddeutschen Beziehungen bestehen.

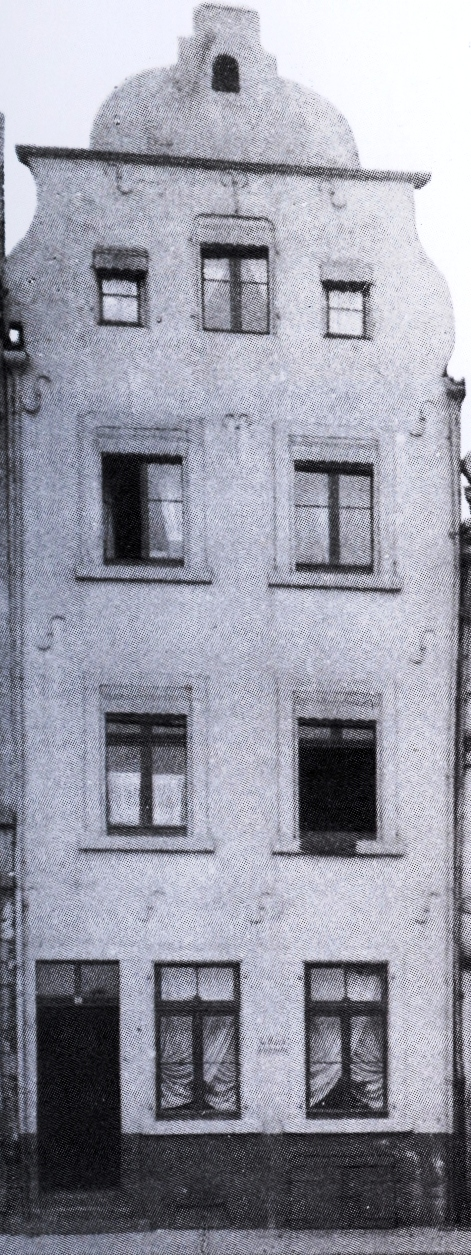
Rheinort 10
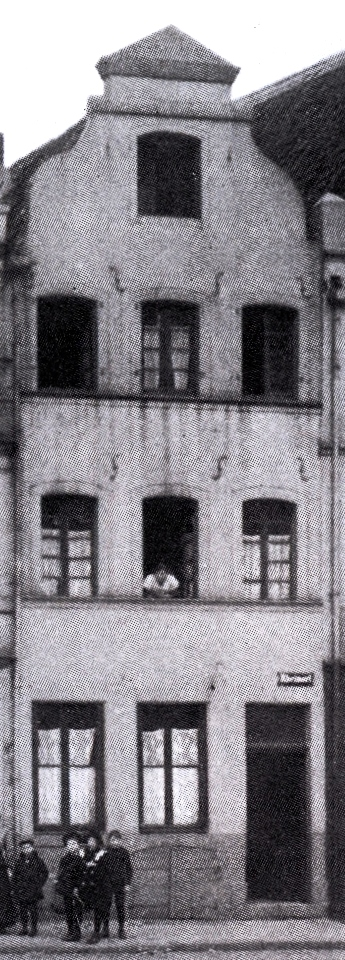
Rheinort 14
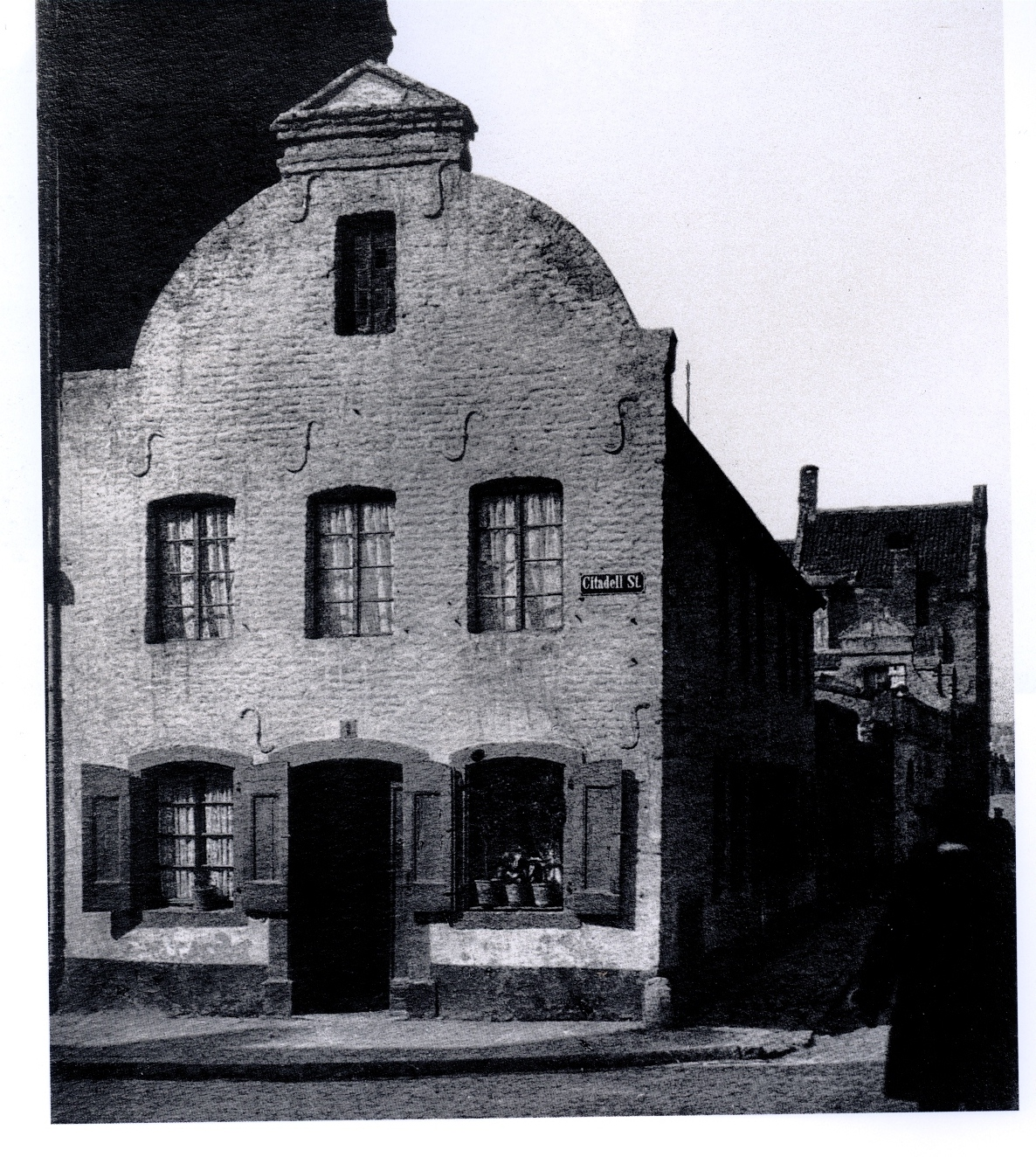
Gastwirtschaft Im Schenkschen „Em Schenkske“

### Italienische Architektur

#### Konkav geschwungene Giebellinie
Ein Beispiel für den Einfluss auf den Düsseldorfer Wohnhausbau von St. Andreas, dem Jesuitenkolleg, ist das fünfachsige Wohnhaus Rheinstraße 2. Bemerkenswert die konkav geschwungene Giebellinie, die auch bei dem Haus Ratingerstraße 32 wieder erscheint. Daneben das Steinportal mit Pilastereinfassung, reich profilierter Deckplatte und Konsole, die stilistisch mit der Fassaden- und Hofportalen des Jesuitenkollegs verwandt sind. Weiter die symmetrische Stellung der Fenster um die mittlere Achse, ebenso die Fenster der Mittelachse, die mit der Oberleiste ihrer Fenstergewände an den Fassadengesimsen geschweben. Stilistisch verwandt mit der Anordnung der runden Oberfenster der Kirche St. Andreas, wie sich dort die obere Leiste der Fenstergewände zu dem Fassadengesims verhält. Vorbild für die neuen exakten Fenstergewände, sowie die reichere Profilierung von Gesimsen und Gebälken sind die St.-Andreas-Kirche und das Jesuitenkolleg. Die Häuser Rheinstraße 2 (konkav geschwungene Giebellinie) und Ratingerstraße 32 (konkav geschwungene Giebellinie), die Rathausapotheke Marktplatz 7 (Doppelvolutenpaare) und das Haus Marktplatz 10 (reich gegliedertes Portal) wurden durch die prächtigen Monumentalbauten der Kirche beeinflusst. Sie gelten als die schönsten Barockbürgerhäuser Düsseldorfs.

„[…] Neu ist aber bei diesem Bau [Rheinort 10] und offenbar nicht unbeeinflusst von dem „Rhythmus der Massen“ bei St. Andreas und dem Jesuitenkolleg die rhythmische Verteilung der Fenster. Man beachte nur, wie schön hier die Fenster der beiden Obergeschosse zwischen Erdgeschoss und der wirkungsvollen Gliederung des Giebels angebracht sind, oder aus welch bewusster Absicht der rechte Kellerhals höher gezogen ist, als der zwischen ihm und der Tür […] Erst bei breiteren Fassaden ließen sich die Lehren, die St. Andreas und das Jesuitenkolleg, dazu das alte Schloss und die späteren Bauten mit ihrer rhythmischen Fassadenaufteilung gaben, anwenden. Das beste Beispiel für den Einfluss von St. Andreas, dem Jesuitenkolleg, ist das stattliche fünfachsige Wohnhaus Rheinstraße 2 (Abb. 53). Man beachte die konkav geschwungene Giebellnie, die auch bei dem Hause Ratingerstr. 32 wiederkehrt; (Abb. 62) das schön gezeichnete Steinportal mit Pilastereinfassung, reich profilierter Deckplatte und Konsolen, und vergleiche dazu die Fassaden- und Hofportale des Jesuitenkollegs; die symmetrische Anordnung der Fenster um die Mittelachse; dann die Fenster dieser Mittelachse, die mit der Oberleiste ihrer Rahmen an den Gesimsen der Fassade schweben, und hierzu vergleiche man wieder die Anordnung der runden Oberfenster bei St. Andreas und wie sich dort die obere Querleiste der Fensterrahmen zum Gesims der Fassade verhält. Wie für die neuen exakten Fensterrahmen, die nun allenthalben in Düsseldorf auftauchen, so sind auch wie für die reichere Profilierung von Gesimsen und Gebälken St. Andreas und das Kolleg wieder verantwortlich […]“

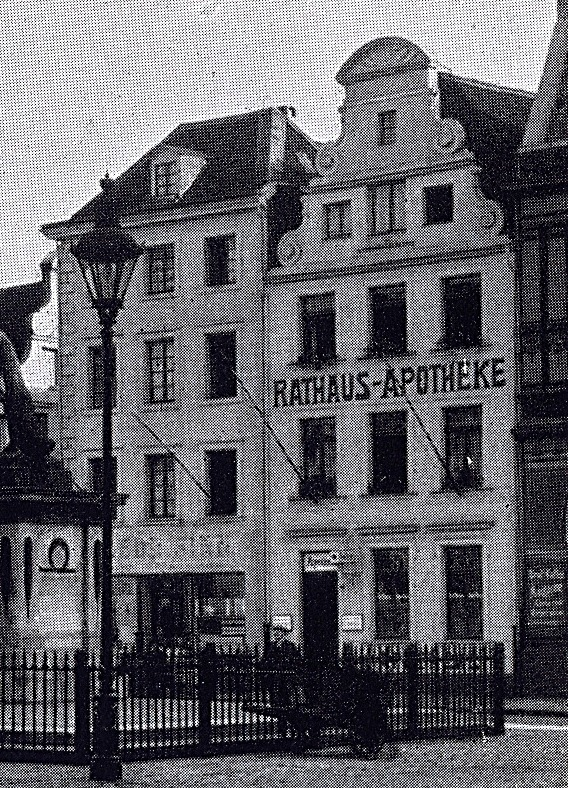
Rathausapotheke am Marktplatz 7
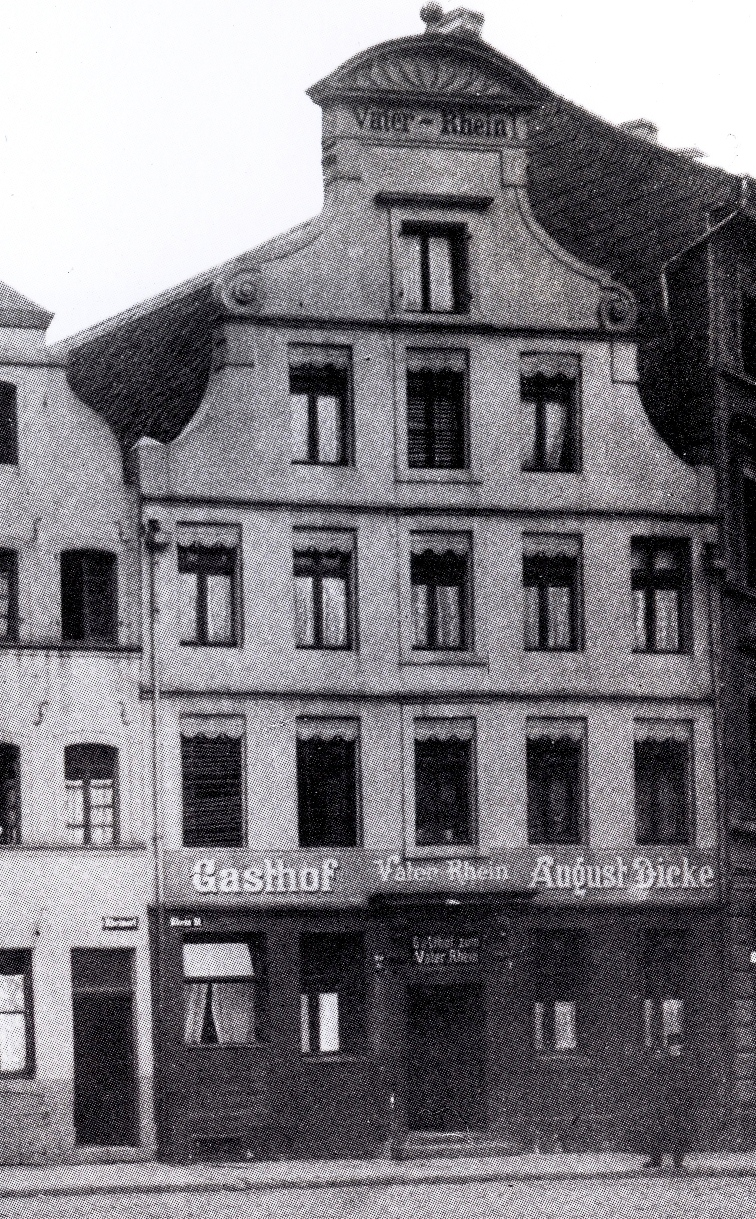
Haus Rheinstraße 2
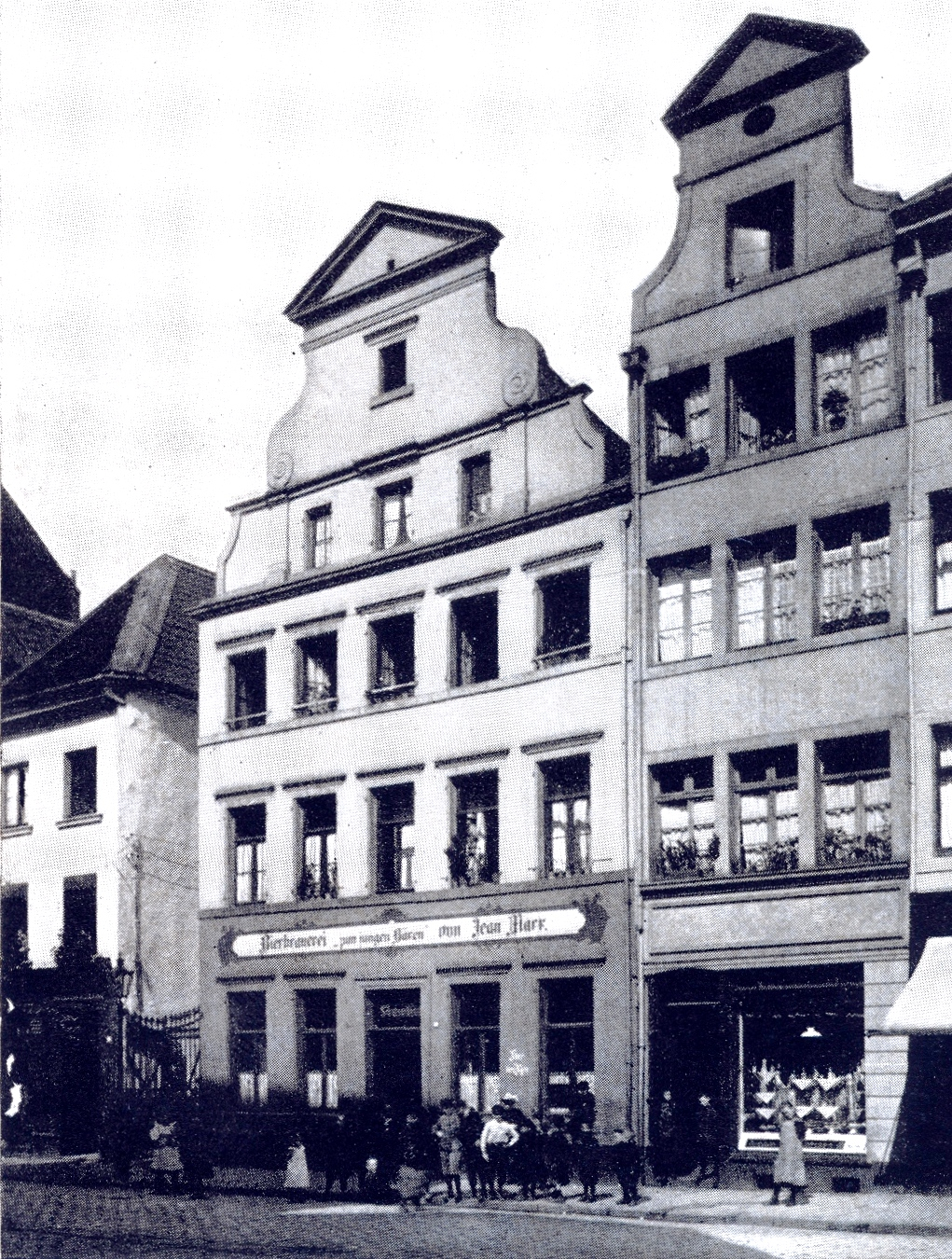
Barocke Giebelhäuser Ratingerstraße Häuser 30, 32

### Holländische Architektur
Die Giebelhäuser der Barockzeit wurden ebenfalls durch das holländisch, klassizistisch geprägte Schloss Ehreshoven geprägt: Beispiele sind das Haus Neustraße 26 und das Haus Marktstraße 8. Beide Gebäude zeigen eine ähnliche Volutenzeichnung, Kuppelpyramiden und eine seltsame Rahmenform der Rundfenster (oben mit einer runden Deckplatte und unten die Schleifenenden auseinander laufend). Richard Klapheck sieht in Neue Baukunst in den Rheinlanden bei diesen Bauten eine stilistische Verwandtschaft zu Schloss Ehreshoven.

„Neben der Rathausapotheke Marktplatz 7 mit ihren Doppelvolutenpaaren ist das Wohnhaus Marktplatz 10 eines der stattlichsten Barockbürgerhäuser Düsseldorfs mit einem so reich gegliederten Portal, wie es sonst in der Stadt selten noch vorkommt. Dann die Häuser Neustr. 26, Flingerstr. 3 und 1. Für die Volutenzeichnung des Hauses Neustr. 26, die Kuppelpyramiden und die seltsamen Rahmenformen der Rundfenster oben mit einer runden Deckplatte und unten die Schleifenenden auseinander laufend, eine ähnliche Form kehrt bei Marktstr. 8 wieder, (Abb. 67) hat Klapheck bereits auf die Verwandtschaft mit Schloss Ehreshoven im Oberbergischen hingewiesen. Die nicht unbedeutenden Stellungen der Herren von Ehreshoven am Düsseldorfer Hof, der Herren und späteren Grafen von Nesselrode unterstreichen noch Klapheck’sche These, die formal viel für sich hat“

Durch die Architektur Amsterdams beeinflusst war das kriegszerstörte barocke Haus Flingerstraße 3. Es zeigte holländisch-klassizistischen Einfluss. Der Giebelaufbau war hoch und rechtwinklig mit flachem Bogenabschluss. Die Voluten waren ohne starkes Profil und Relief.
Auch das Douvenhaus war ein Beispiel für ein Wohnhaus im Stil des Barock, der durch den holländischen Klassizismus maßgeblich beeinflusst wurde: „Bemerkenswert ist der ausgesprochene Klassizismus dieser Düsseldorfer Baukunst vom Anfang des 18. Jahrhunderts, der jedenfalls von den italienischen Baumeistern des Hofes abhängt und wie in Holland und im Klevischen den Einfluss Palladios bekundet“. „Es redet dieselbe Sprache wie die gegenüberliegende [Josephs]Kapelle und das daran anstossende Kloster der Karmelitessen, d. h. die des holländischen Klassizismus“. Es war ein Backsteinbau, auf dessen dunkelroter Fläche sich die hellen Tür- und Fensterrahmen leuchtend abhoben. Es war einst eines der vornehmsten Häuser, das die Zeit Johann Wilhelms im Jahre 1713 der Stadt geschenkt hat. Der Hofmaler hatte viele Porträts gemalt. So für drei Kaiser, drei Kaiserinnen, fünf Könige, sieben Königinnen und viele Fürsten.

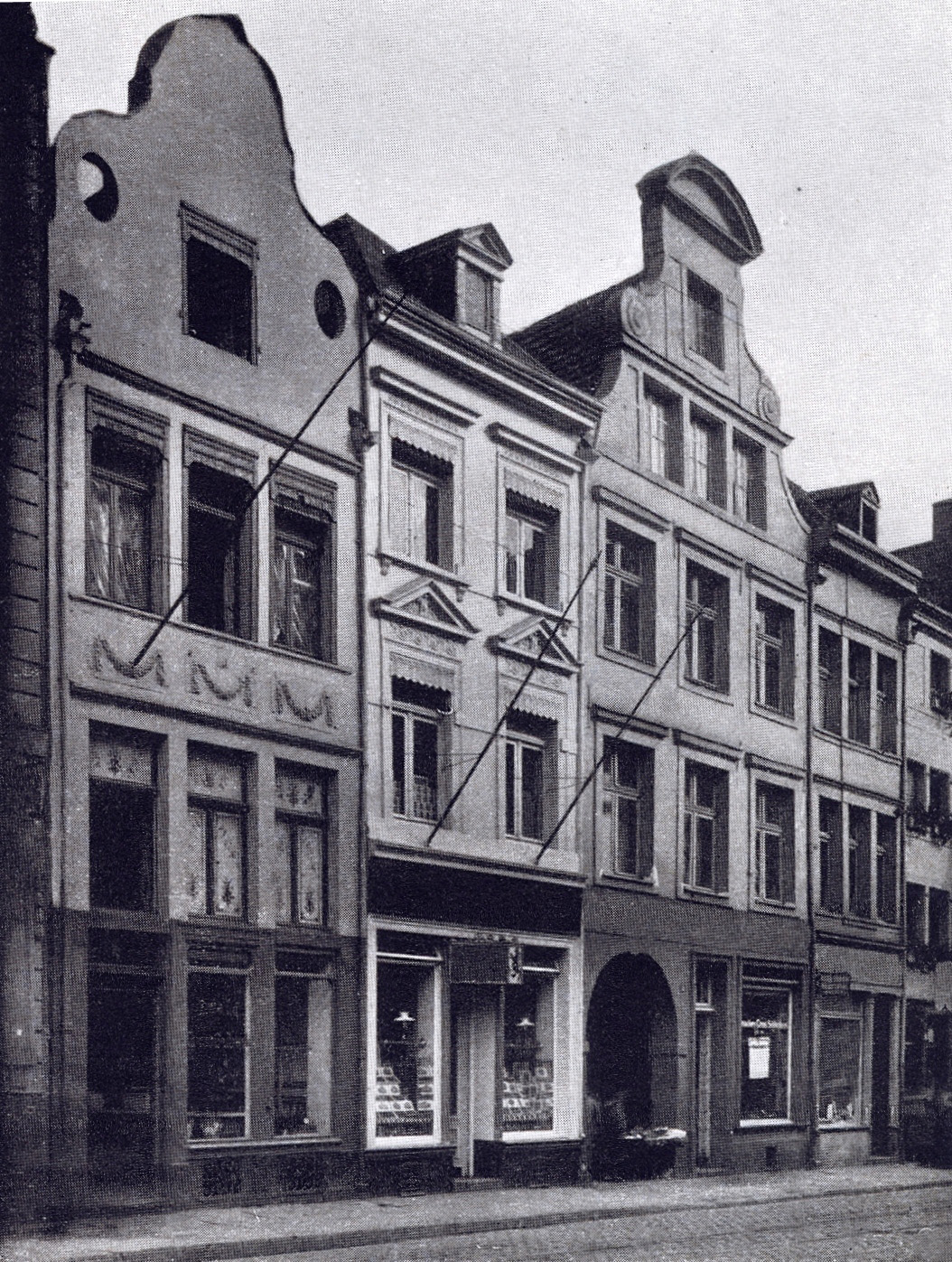
Marktstraße 8 (rechts)
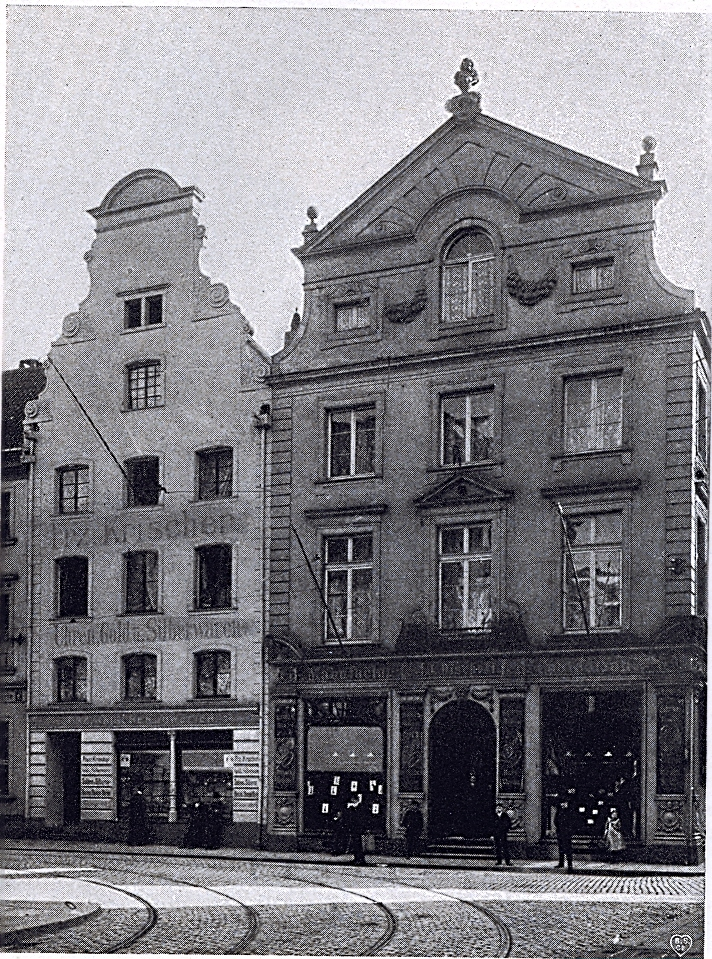
Haus Flinger Straße 3 und 1

### Ital.-süddt., ital., ital.-franz. und niederl. Architektur

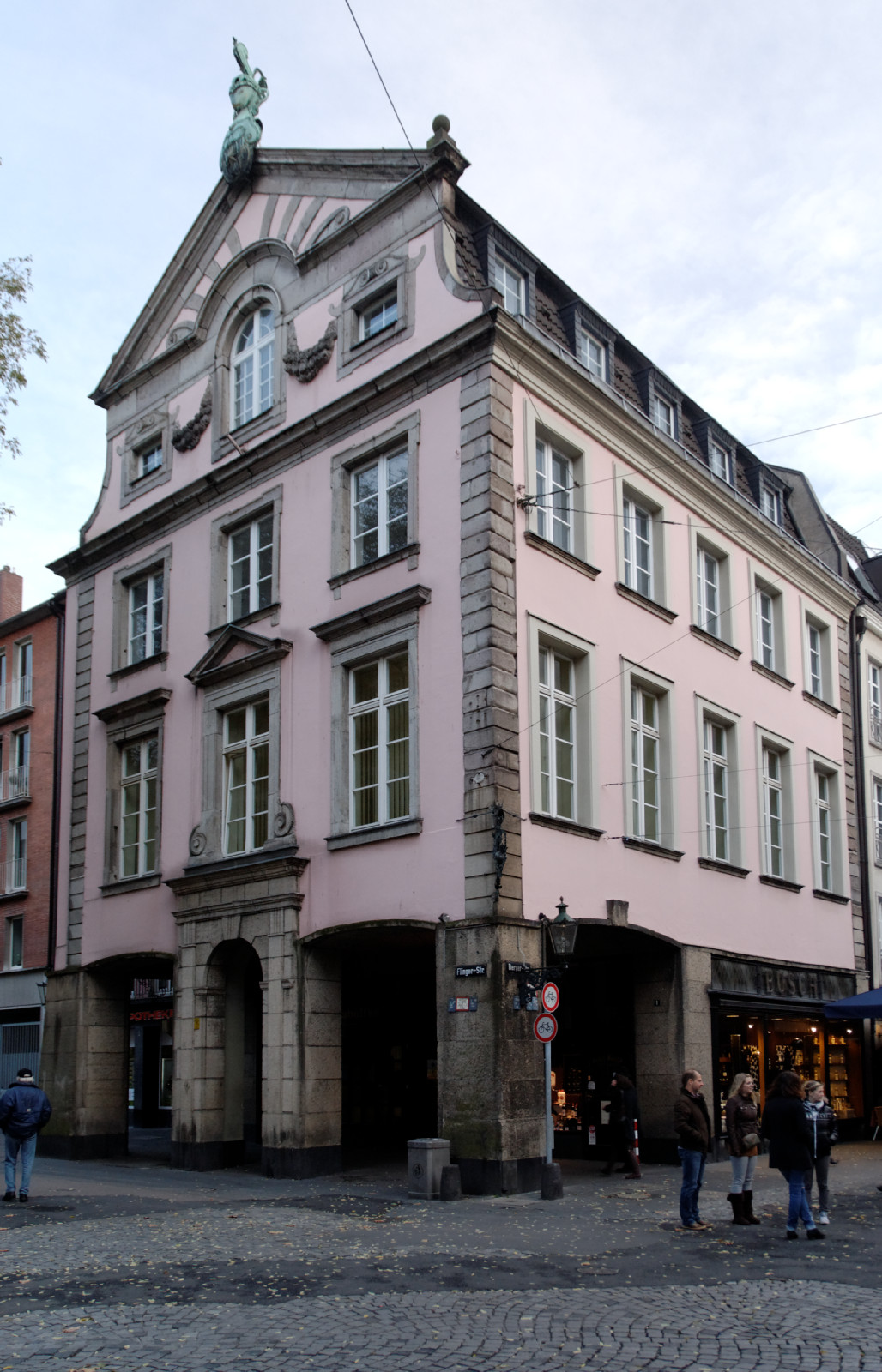
Haus Goldener Helm, Flinger Straße 1 heute

Die großen Umrisslinien der Voraussetzungen zur Gestaltung des barocken Düsseldorfer Bürgerhauses bestanden folglich aus italienisch-süddeutschen, italienischen, italienisch-französisch und niederländischen Einflüssen. Beispiel dafür ist das Haus „Zum goldenen Helm“: „[es] ist ein überaus bezeichnendes Beispiel der verschiedenen Einflüsse, die dem Düsseldorfer Wohnhaus der Barockzeit das eigenartige und abwechslungsreiche Gepräge gegeben haben […]“. Einfluss der St.-Andreas-Kirche zeigt die Fassade: Die Volutenlinien des Bürgerhauses weisen auf die Fassade von St. Andreas hin (süddeutsch-italienischer Einfluss). Die unterschiedlichen barocken Fensterformen des Hauses zum goldenen Helm sind verwandt mit Schloss Bensberg und dem Düsseldorfer Schlossprojekt (italienisch-französischer Einfluss). Holländisch-klassizistisch ist die einheitliche zusammenfassende Rahmenkomposition von Portal und Mittelfenster durch überleitende Voluten am Fuße der Seitenleisten dieses Fenster. Dies ist stilistisch verwandt mit der Komposition an der Fassade der Kapelle der Karmelitessen (Josephskapelle): „Es ist charakteristisches holländisch-klassizistisches Motiv, durch eine solche zusammenfassende Einrahmung den ganzen dekorativen Schmuck einer Fassade auf die Mittelachse zu konzentrieren“. Auch das Motiv der schwebenden Früchtekränze im Giebel sind auf „holländisch-klassizistischen Einfluss zurückzuführen, der sich ja auch sonst allenthalben in den Ländern am Niederrhein und im benachbarten Westfalen breitmachte“.
Johannes Lollios nicht mehr erhaltenes Barockschloss Benrath von 1660/1669 beeinflusste auch maßgeblich den Bau des denkmalgeschützten Hauses Citadellstraße 7, Polnisches Institut im Stadtteil Karlstadt im Jahre 1684. Das Bürgerhaus und das nicht mehr bestehende Barockschloss haben Gemeinsamkeiten: So die „klare symmetrische Anordnung des Grundrisses wie der Fassade. Die noch in der alten Orangerie zu Benrath erhaltenen Stückkamine erinnern auch lebhaft an den in der Citadellstraße“. Aber auch der holländische Klassizismus ist am Bürgerhaus in der Citadellstraße ablesbar. So über den üblichen Barockfensterrahmen mit Eselsrohren „wieder holländische Fruchtgehänge unter einem von Konsolen getragenen Gebälk und Girlanden um das kleine Rundfester im Erkergiebel“. Das zweigeschossige, verputzte Haus mit Hofflügeln wurde durch den kurfürstlichen Kammerfourier Johann Georg Geinier erbaut. 1779 erwarb des der Hofrat Daniels aus der Juristenfamilie Daniels.
Das Haus Citadellstr. 7 ist „der charakteristische Vertreter des Einflusses der Monumentalbauten unter Wolfgang Wilhelm und Philipp Wilhelm auf das Düsseldorfer Wohnhaus […]“.

### Beispiele
Als Beispiele für Giebelhäuser im Stil des Barock führt Sültenfuß die Giebelhäusergruppe bestehend aus „Am Rheinort“ 10, 12 und 14 sowie Rheintr. 2 (Abb. 53), das Giebelhaus „Zur Stadt Rom“ an der Krämerstr. 8 (Abb. 54), Giebelhaus Ratingerstr. 8 (Abb. 56), Giebelhäusergruppe Zollstraße 6, 8 und 10 (Abb. 57), Giebelhäuser Flingerstr. 36, 38 und 40 (Abb. 58), Giebelhäuser am Marktplatz (Abb. 59), Giebelhäuser Marktstraße 4 und 8 (Abb. 60), Giebelhäuser Flingerstr. 4 und 6 (Abb. 61), Giebelhäuser Ratingerstr. 30 und 32 (Abb. 62), Giebelhäuser Ritterstr. 35, 37 (Abb. 63), Giebelhäuser Bolkerstraße 57, 55 (gefolgt vom Heine Haus 53 rechts) (Abb. 64.), Giebelhäuser Mühlenstraße (Abb. 65), Giebelhäuser Liefergasse 24 und 28 (Abb. 66), Giebelhäuser Marktstraße 11 und 13 (Abb. 67), Flingerstr. 1 und 3 (Abb. 68) und Giebelhaus Hunsrückenstraße, Ecke Bolkerstraße (Abb. 70).

Beispiele für Giebelhäuser im Stil des Barock.
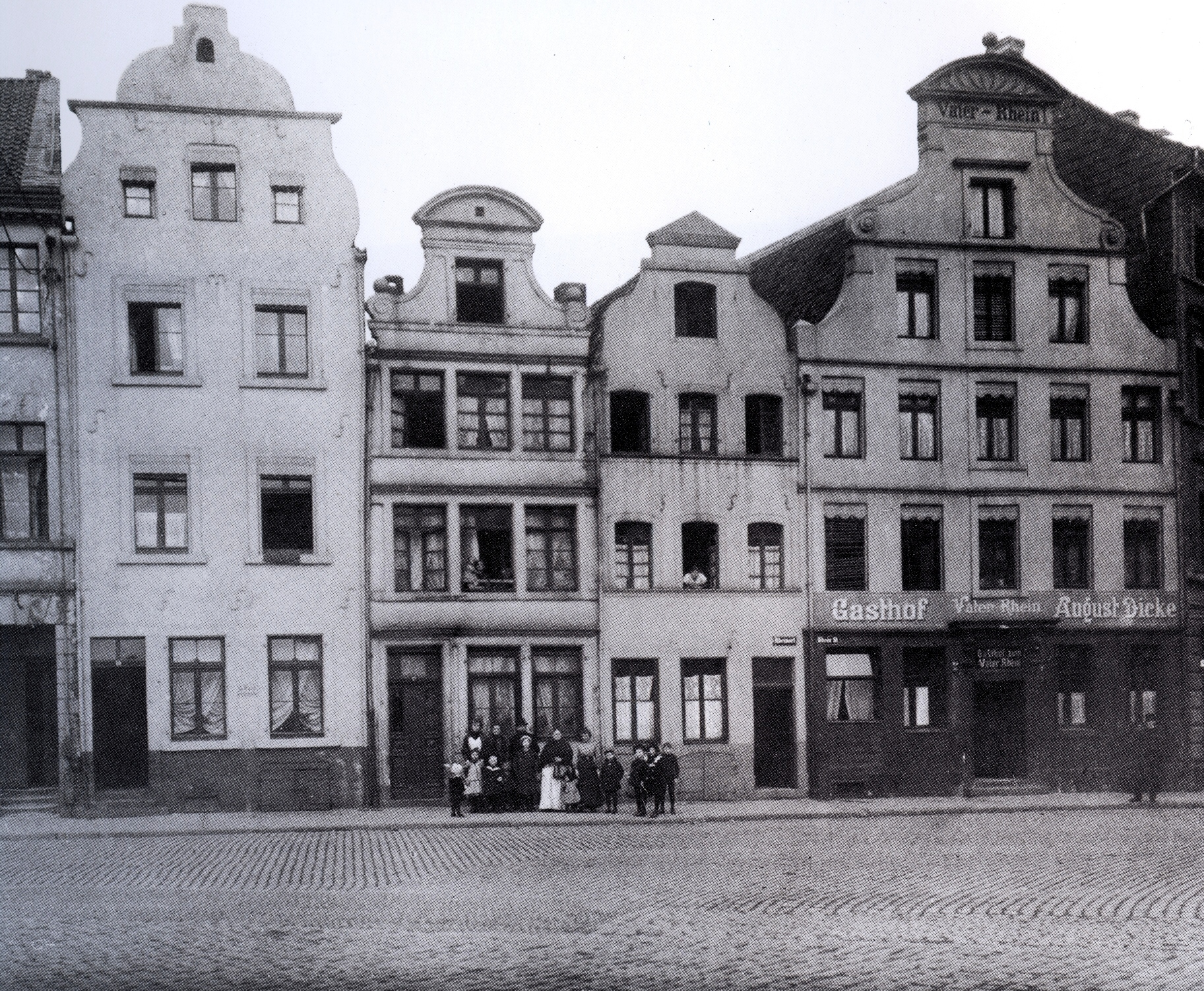
„Am Rheinort“ 10, 12 und 14 sowie Rheintr. 2
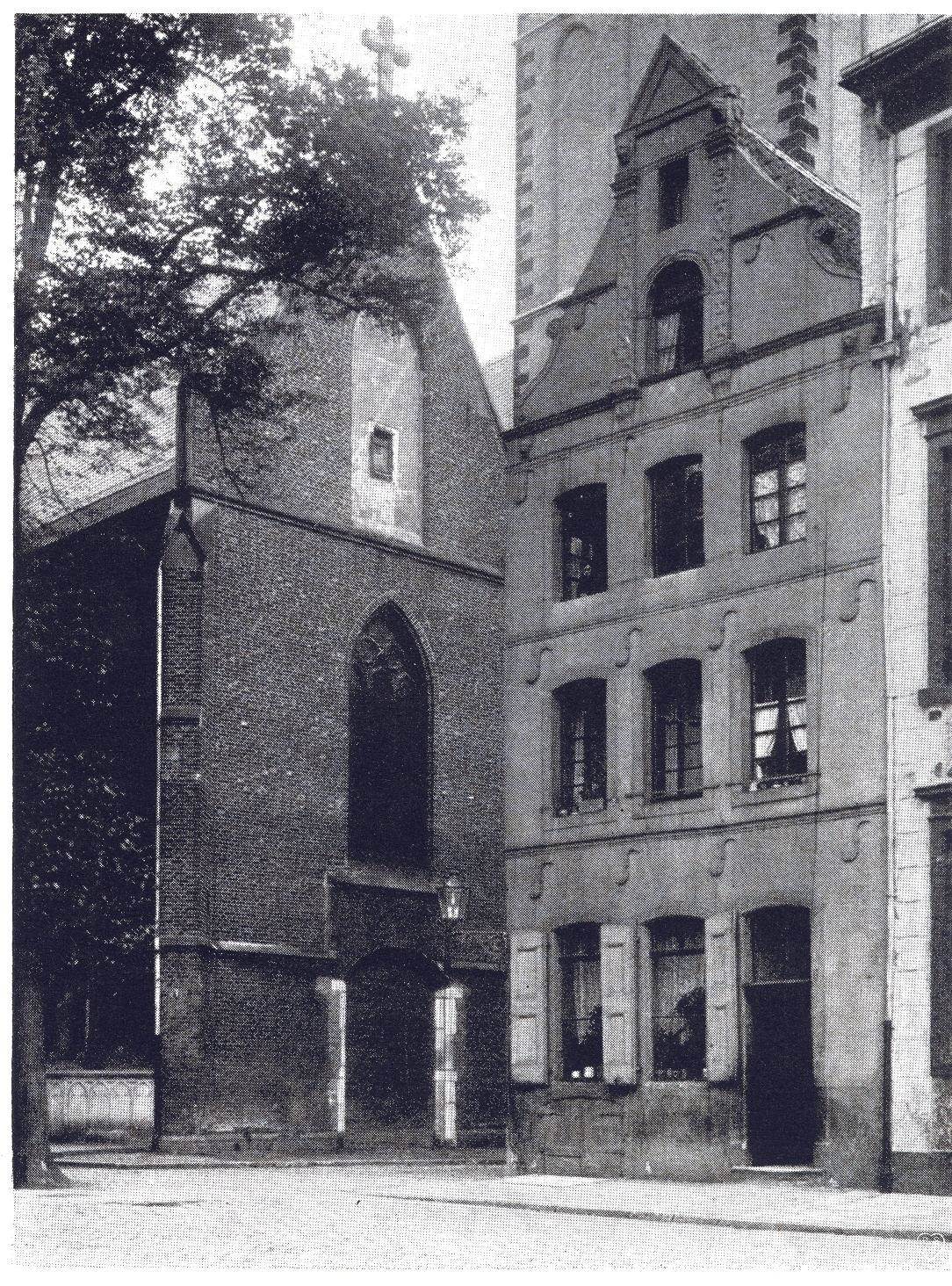
Giebelhaus „Zur Stadt Rom“
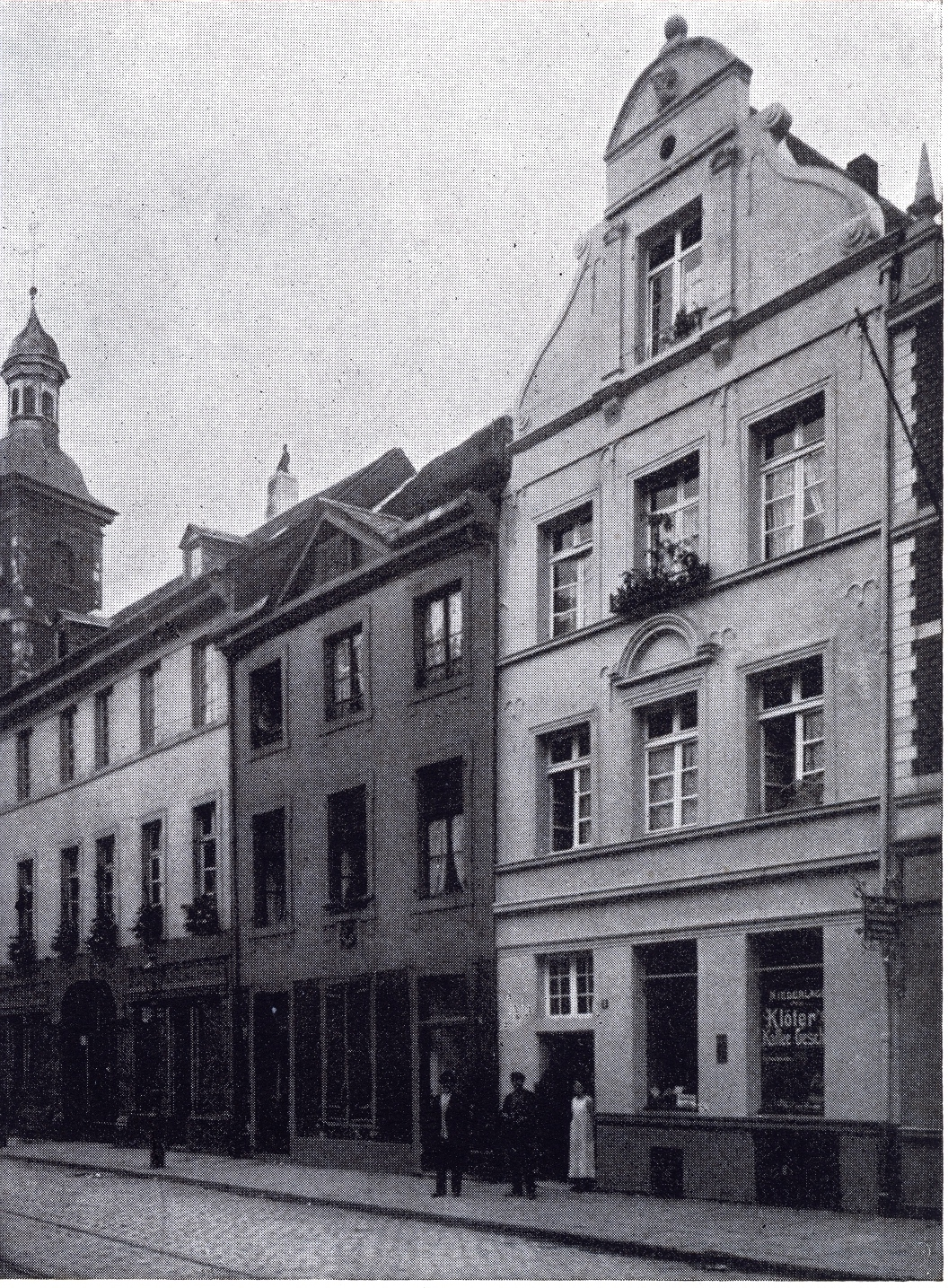
Giebelhaus Ratingerstraße 8
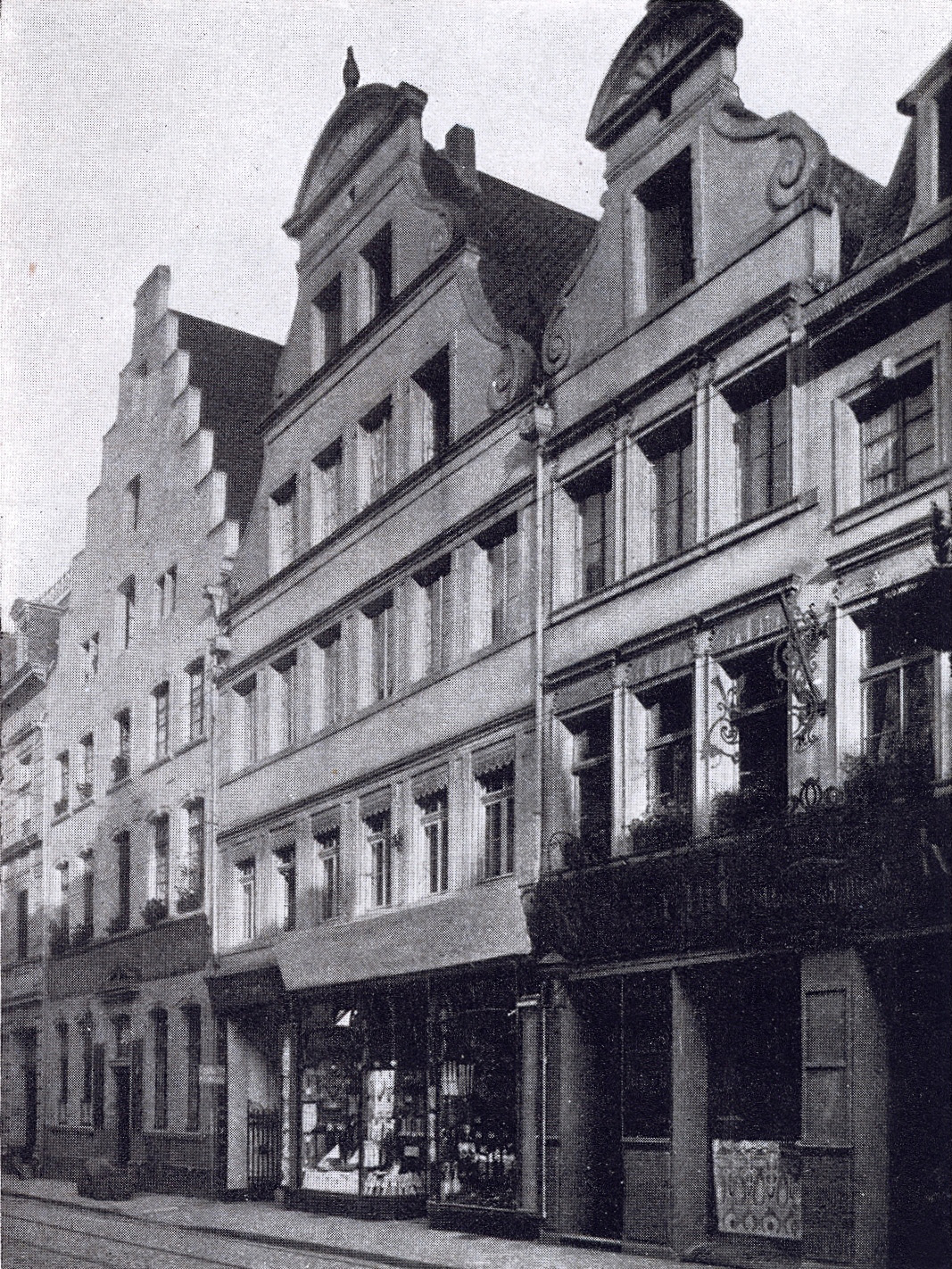
Giebelhäuser Flingerstraße 36 (links), 38 (Mitte) und 40 (rechts).
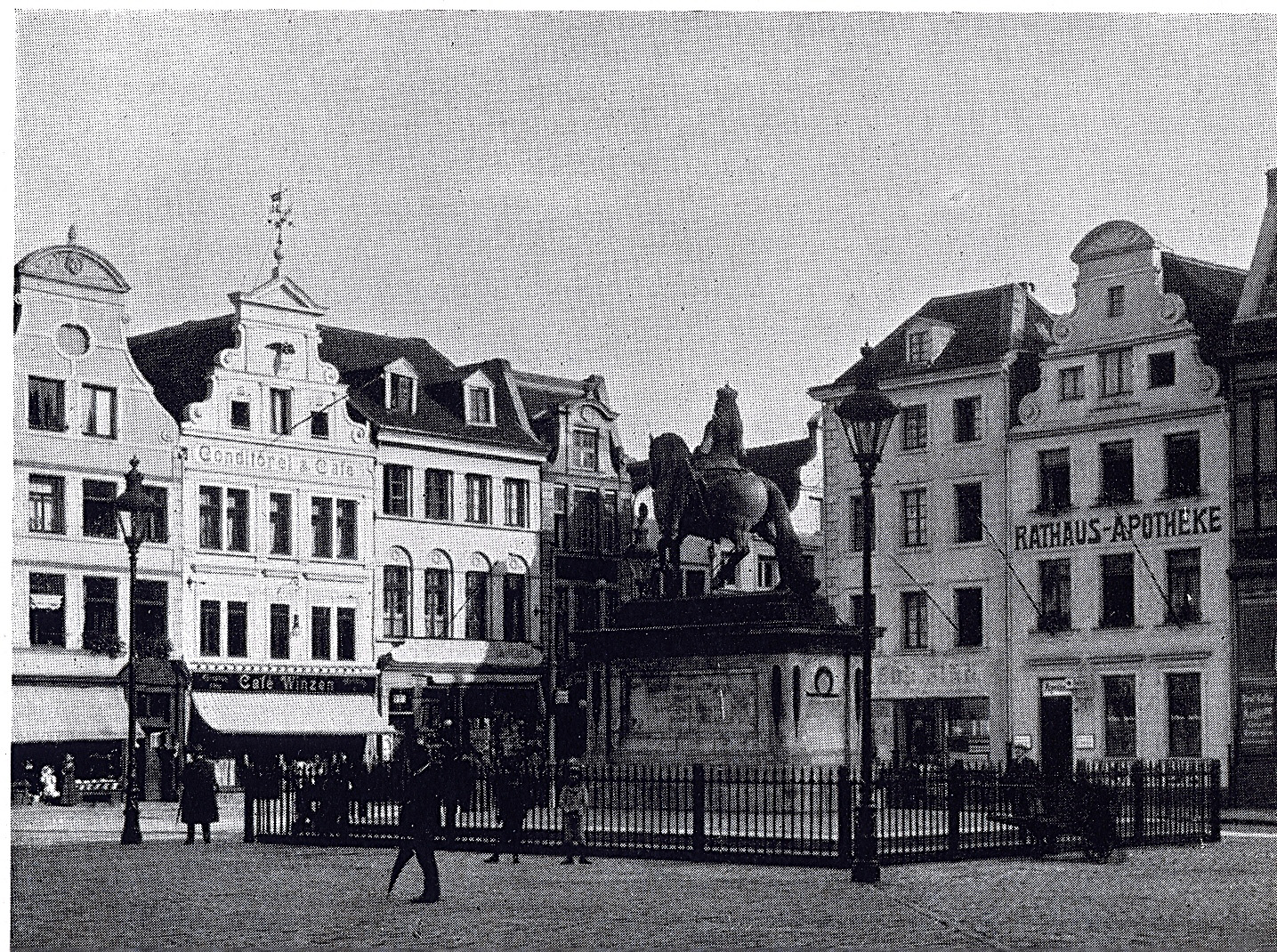
Giebelhäuser am Marktplatz
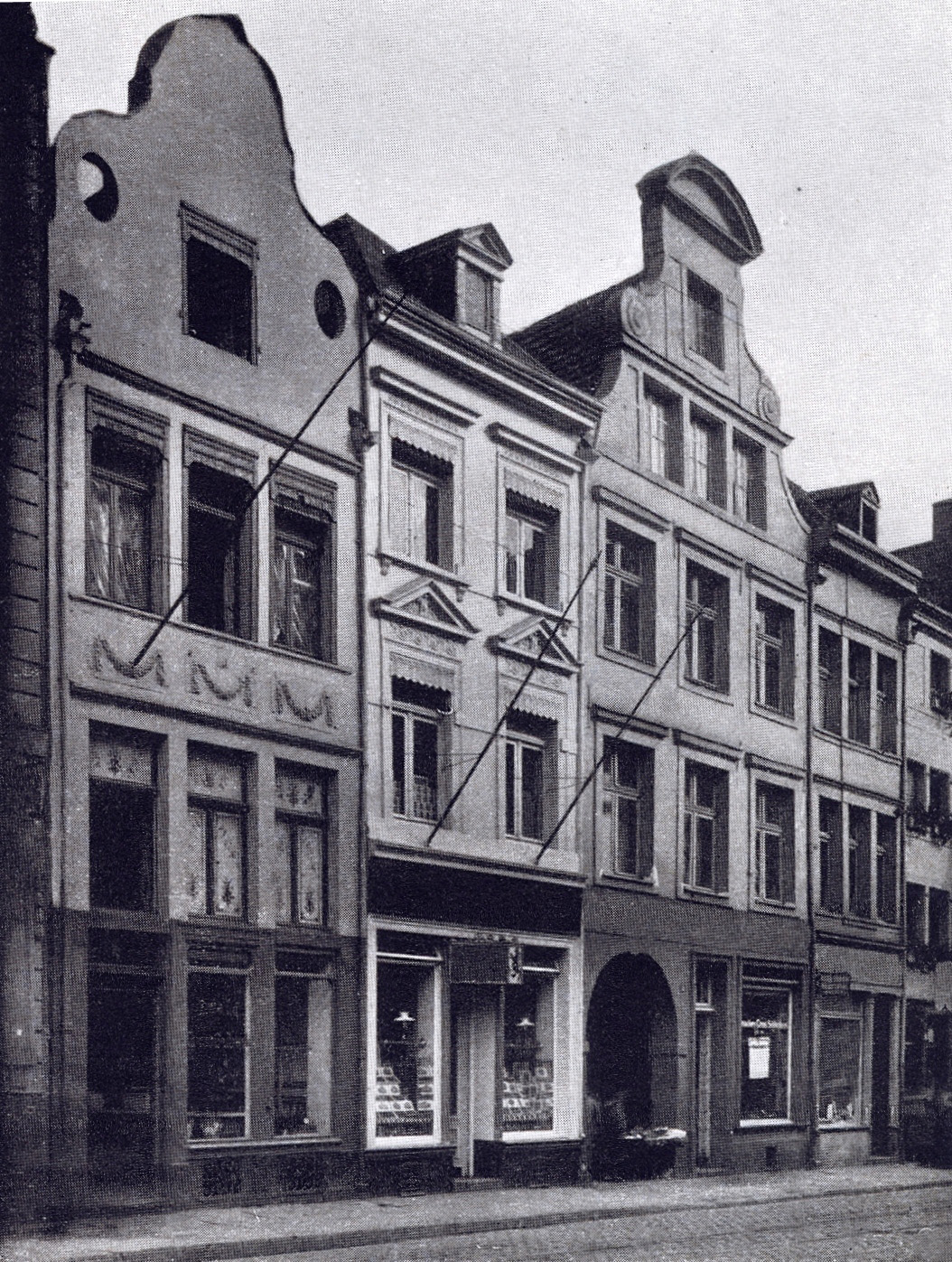
Giebelhäuser Marktstraße 4 und 8
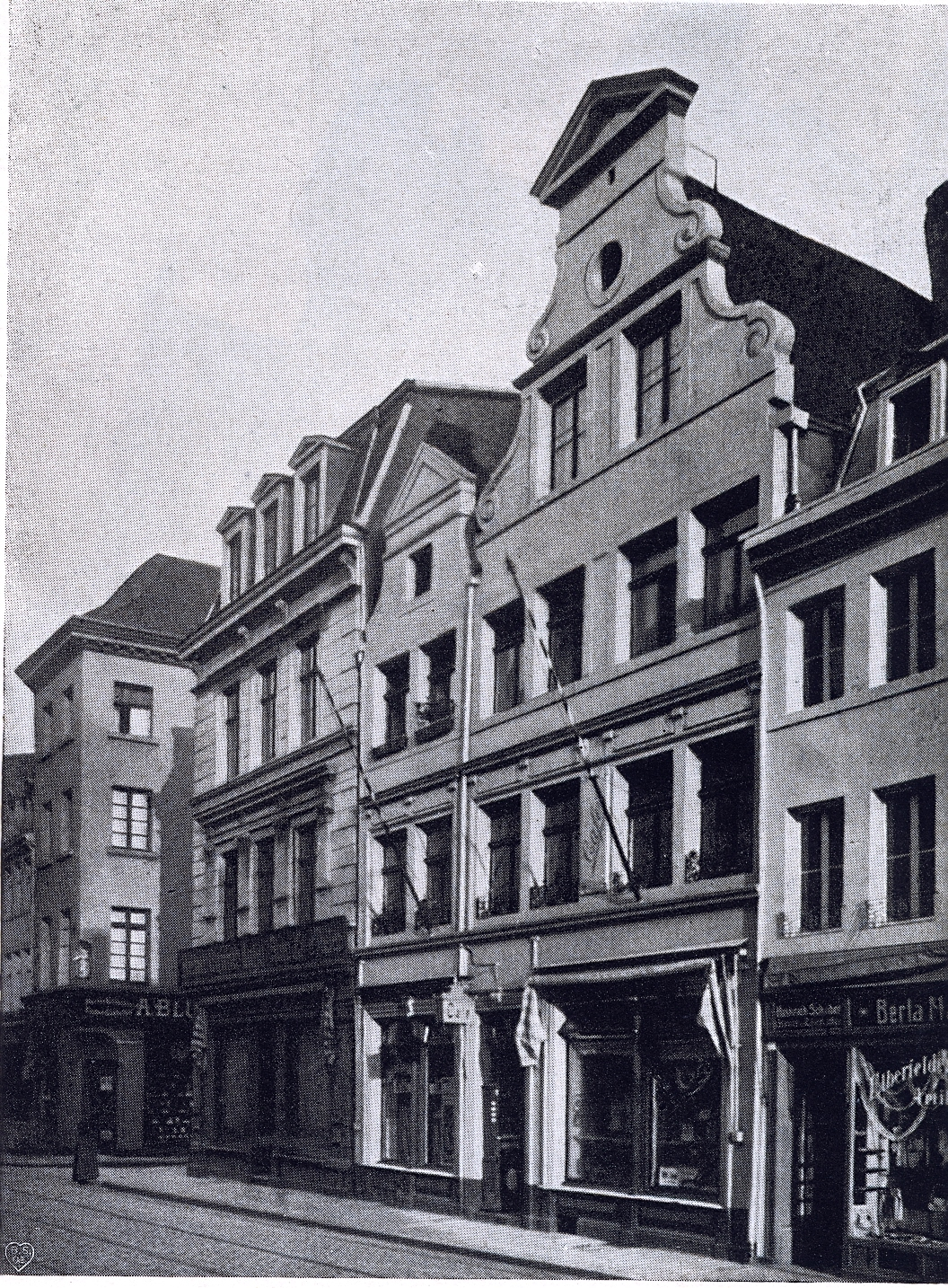
Giebelhäuser Flingerstraße 4, 6
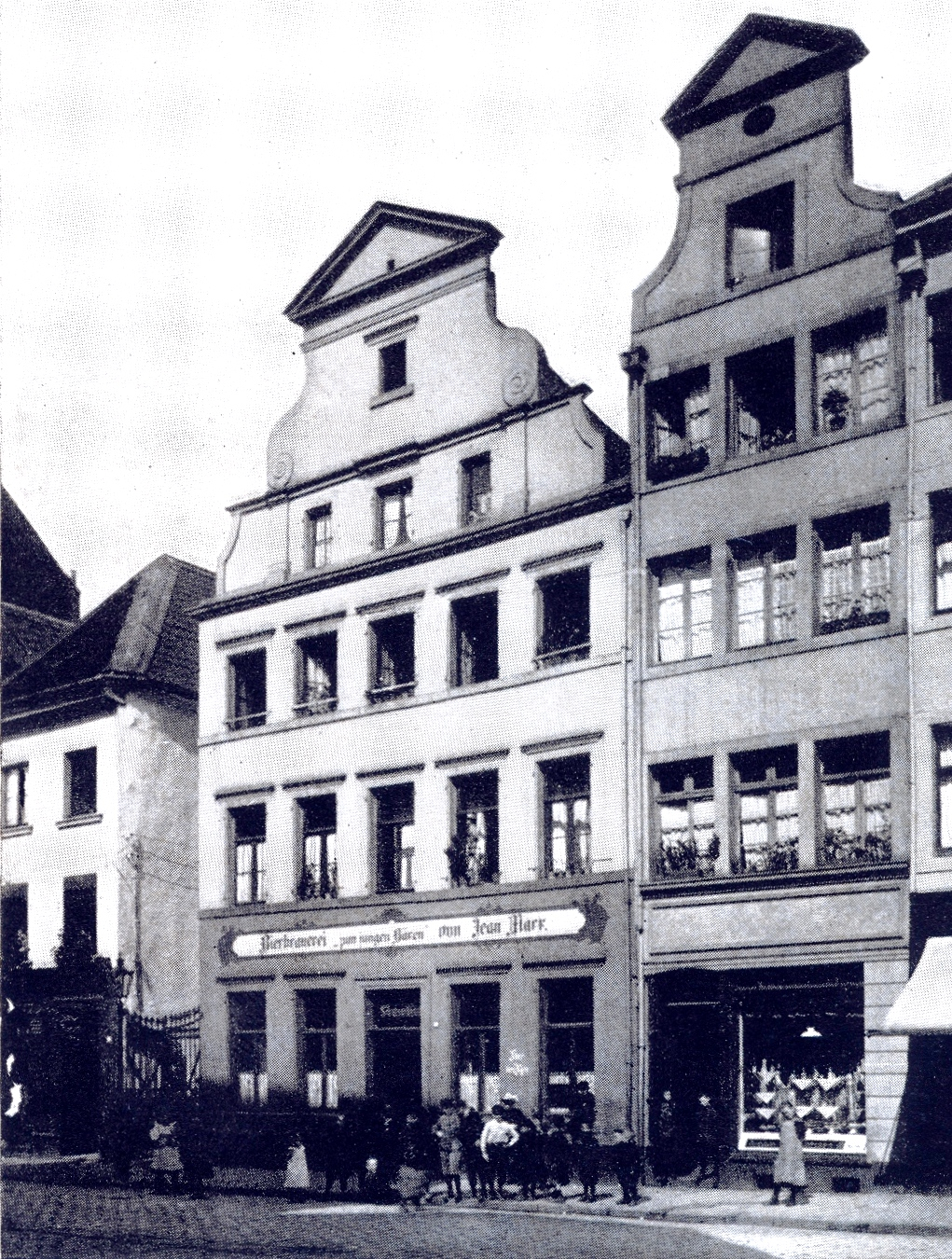
Giebelhäuser Ratingerstraße Häuser 30, 32
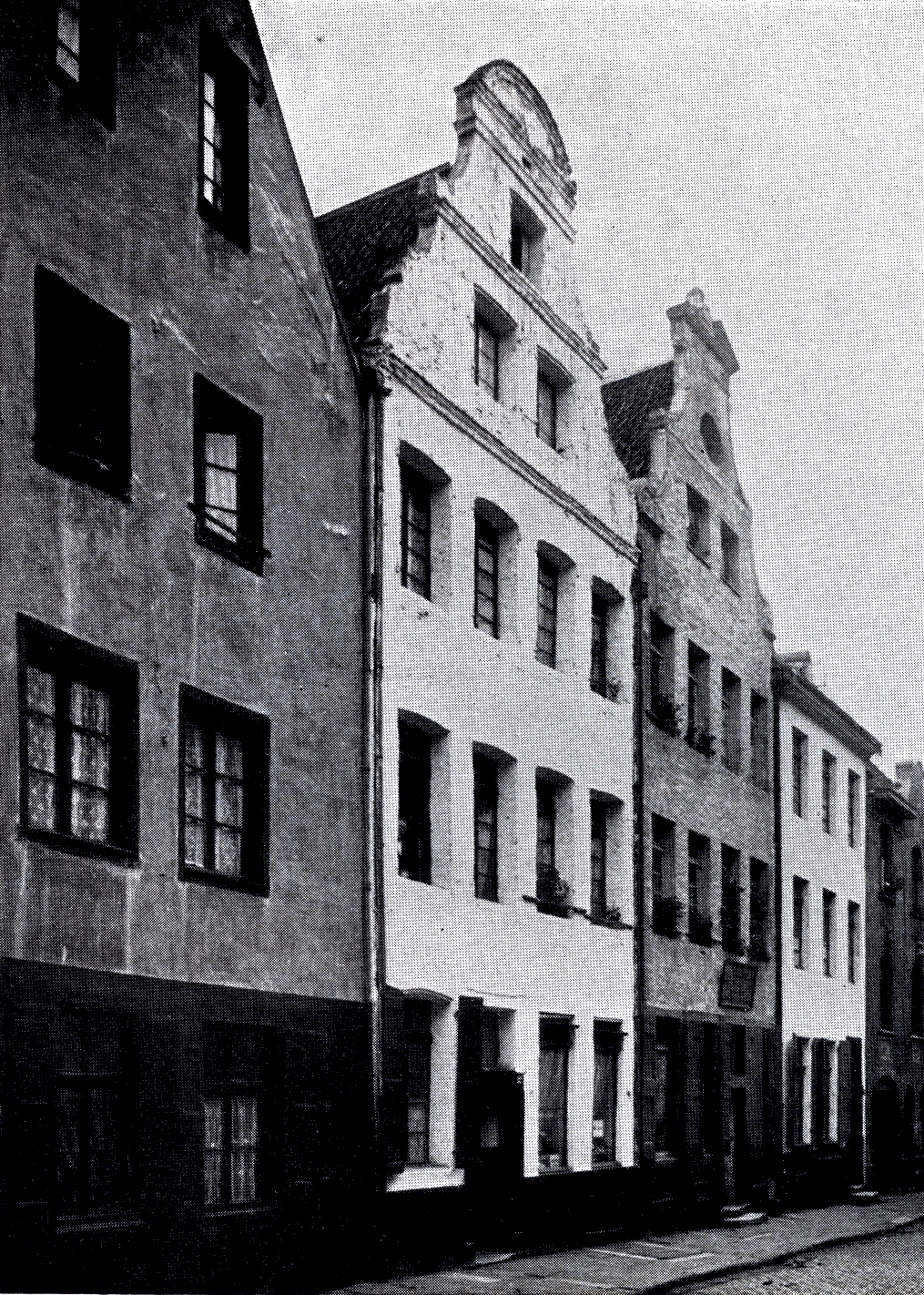
Giebelhäuser Ritterstraße 35, 37
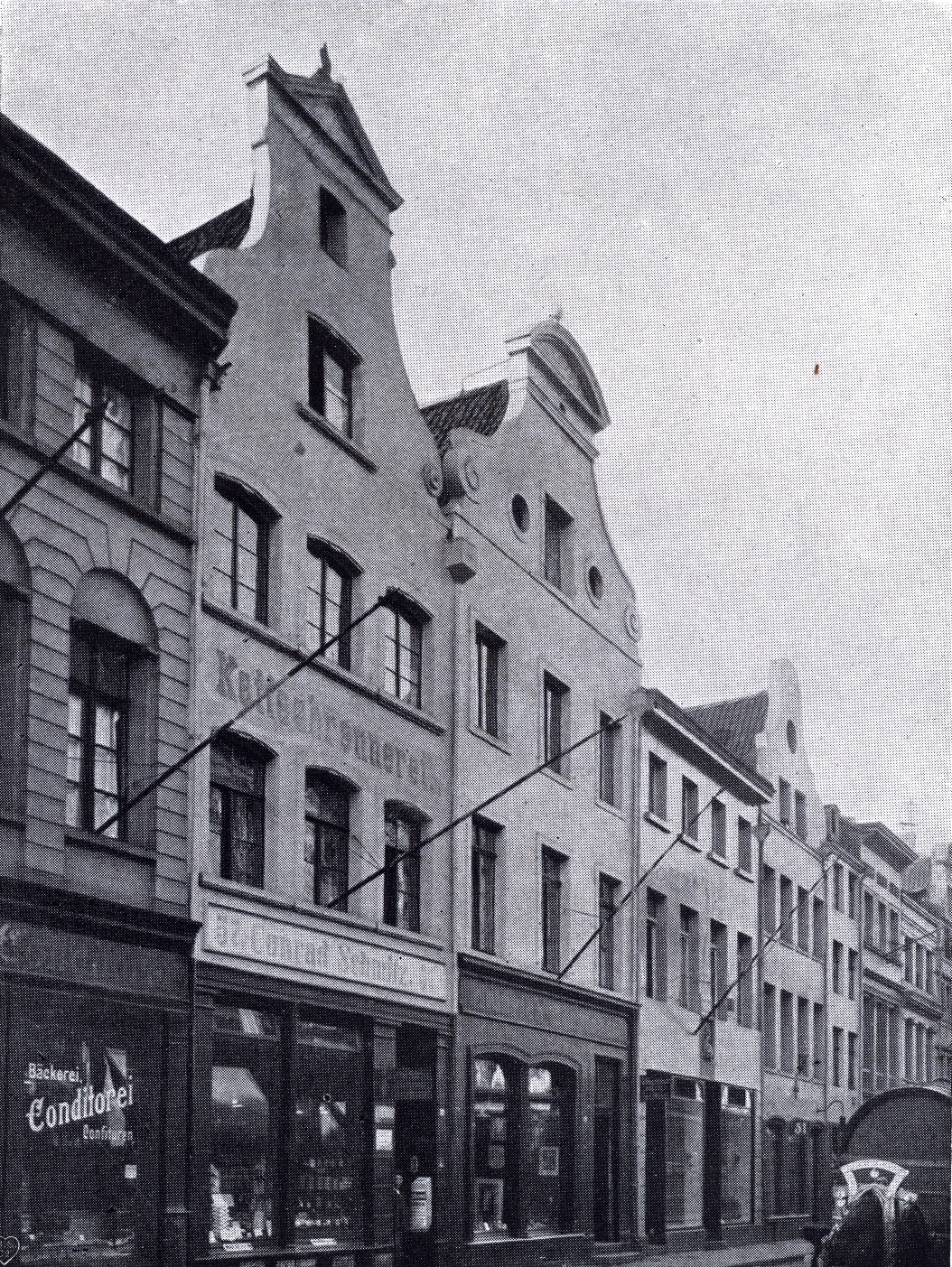
Giebelhäuser Bolkerstraße 57 und 55, das Heine Haus 53, Giebelhaus 51.
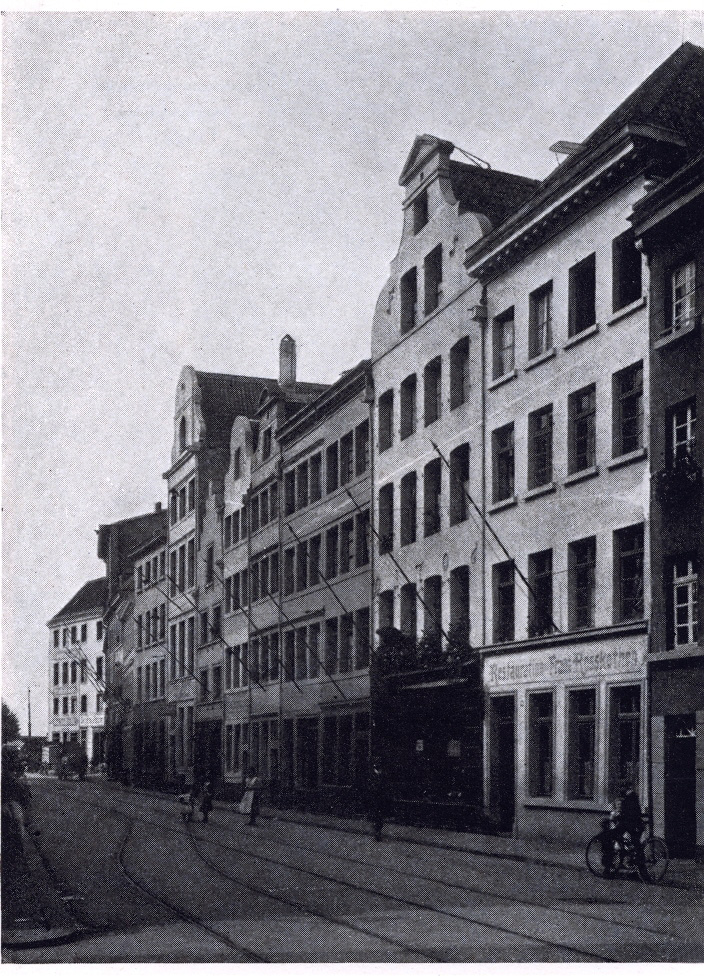
Giebelhäuser Mühlenstraße
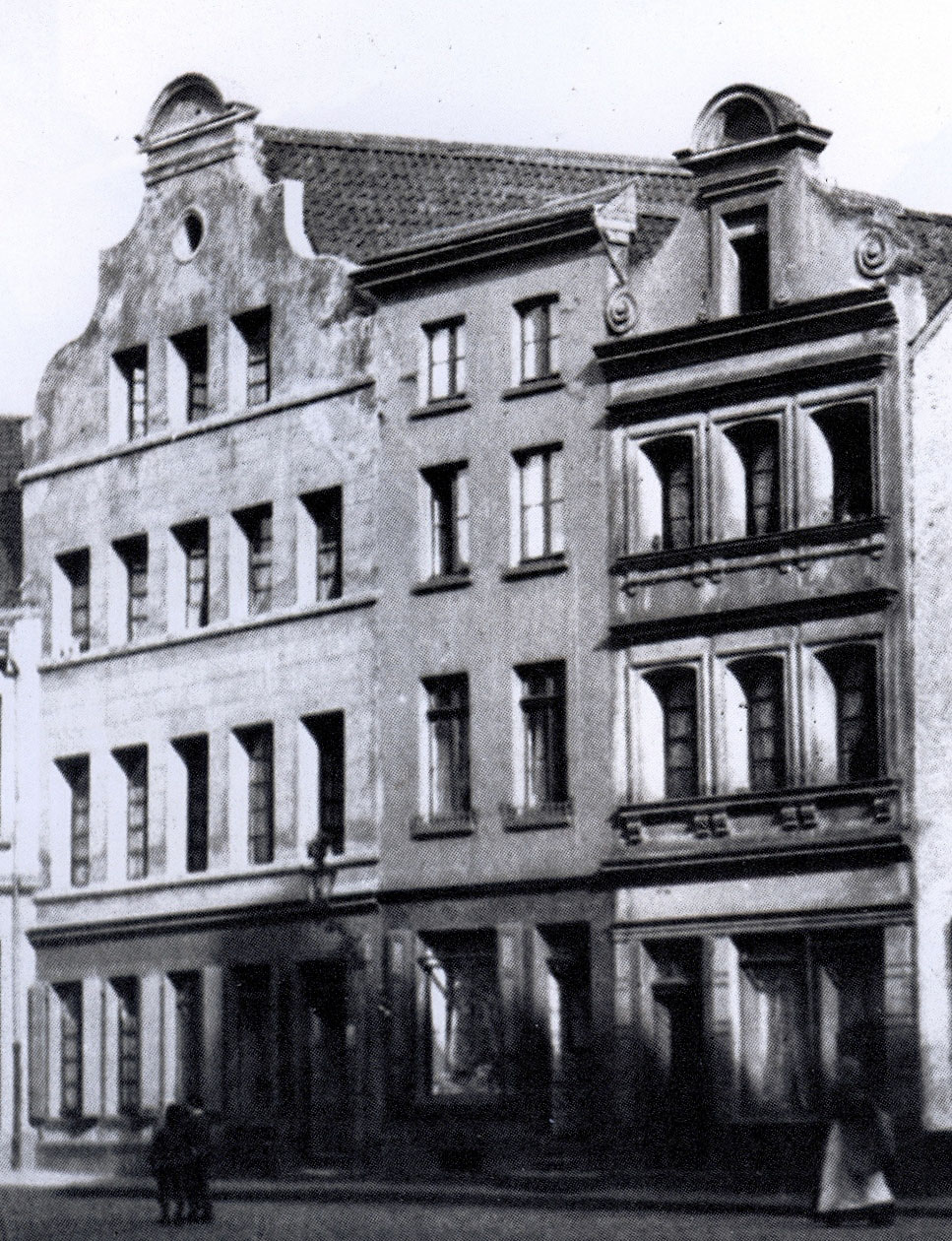
Giebelhäuser Liefergasse 24 und 28
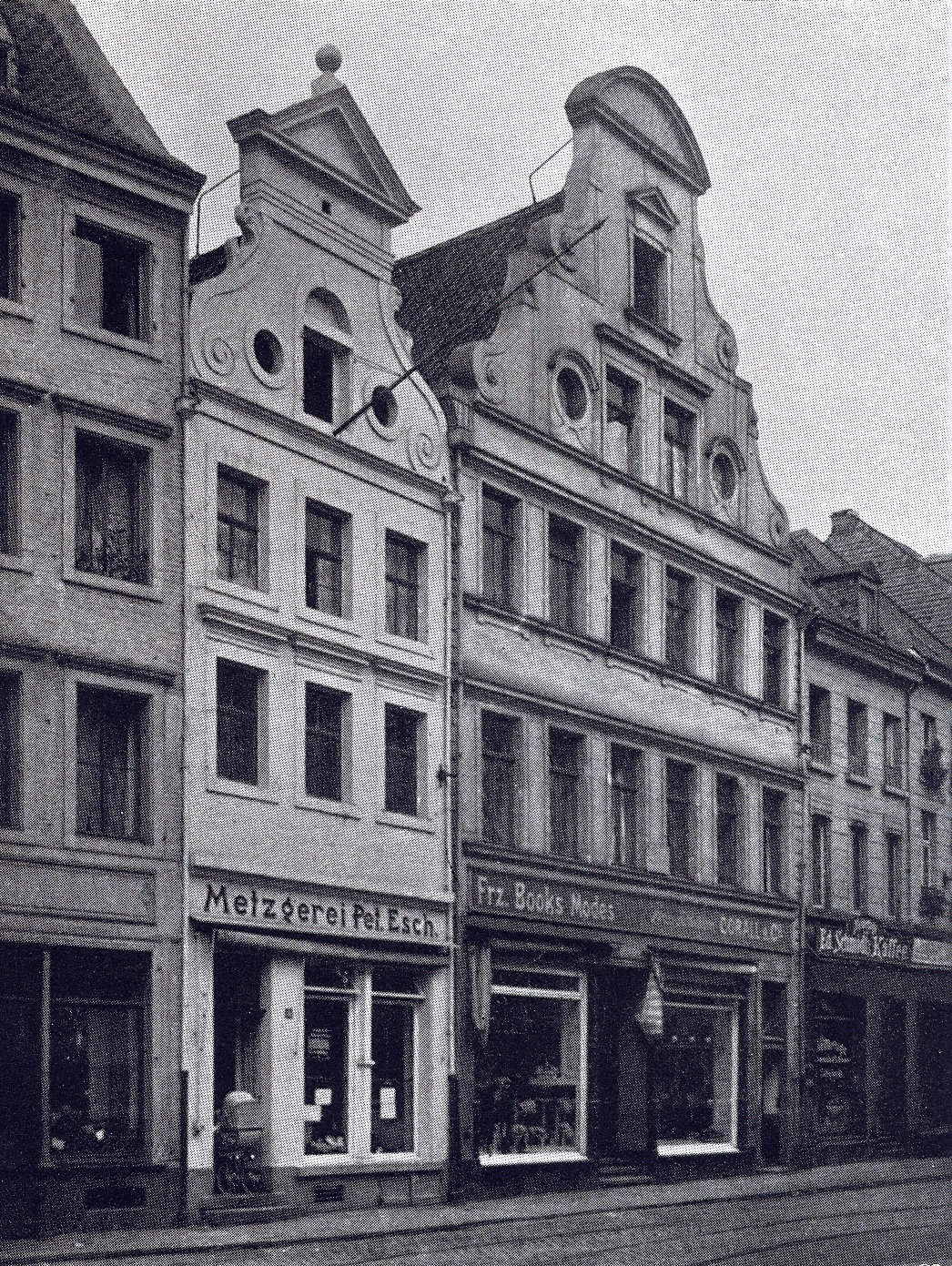
Giebelhäuser Marktstraße 11 und 13
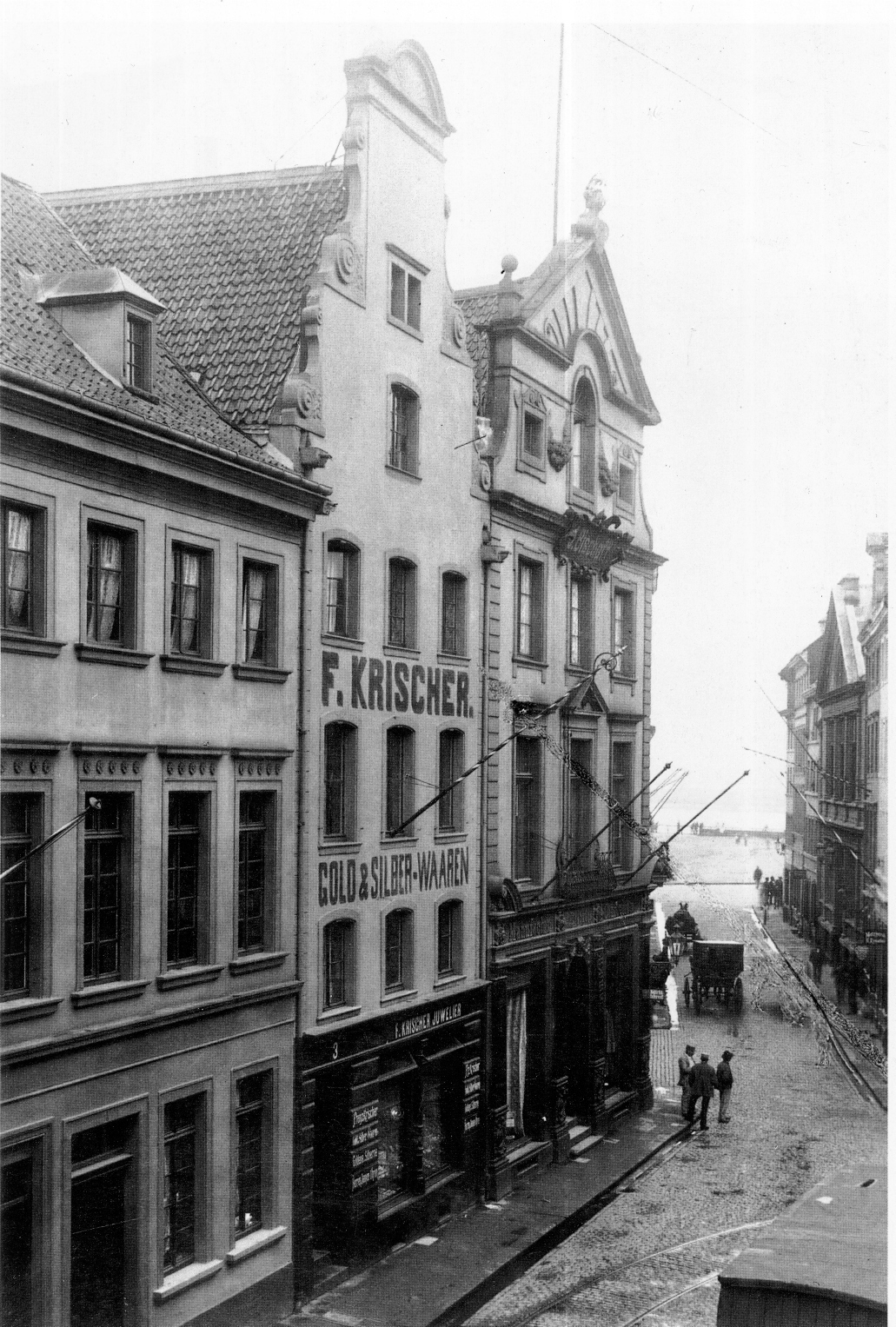
Haus Flinger Straße 3 und 1
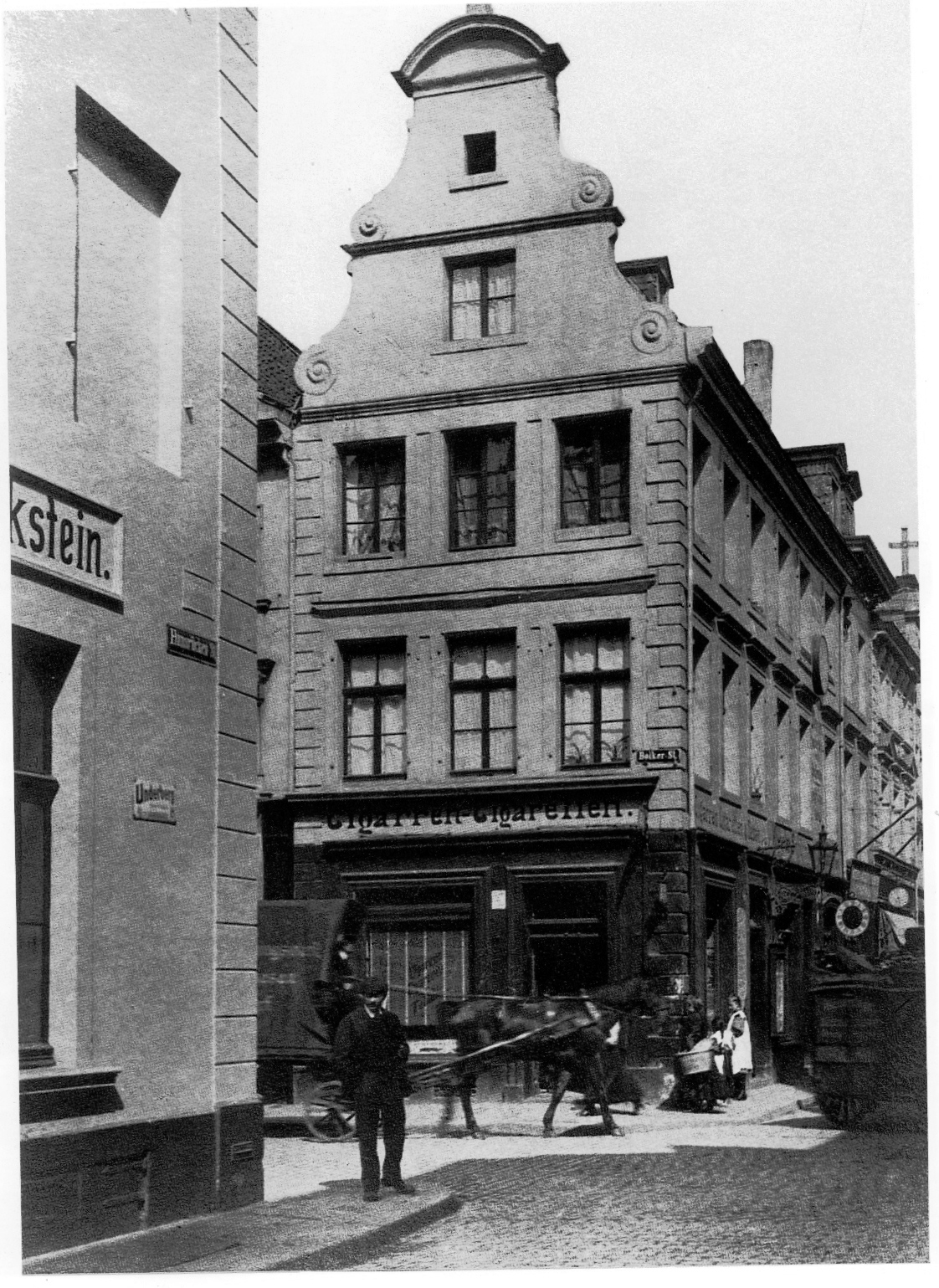
Hunsrückenstraße, Ecke Bolkerstraße
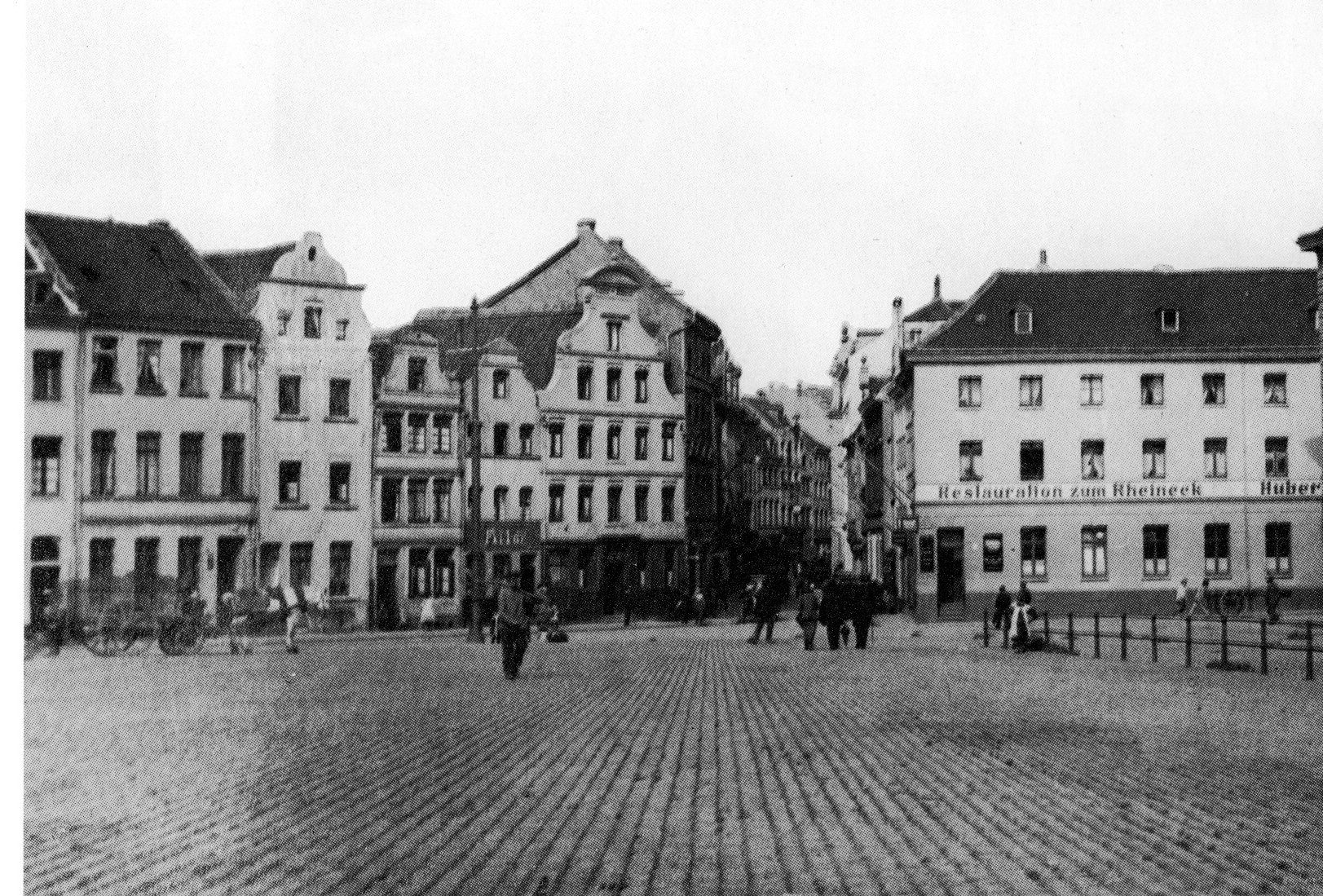
Rheinort

- Giebelhäuser Marktstraße 11 und 13:
  - Nr. 11 Geburtshaus von Friedrich Heinrich Jacobi. Daher wird das Gebäude als „klassisches Haus“ beschrieben – „In No. 11 haben wir es mit einem klassischen Haus zu thun“. Mehr als 100 Jahre gehörte es der alten Düsseldorfer Juristenfamilie Daniels. 1663 wohnte in dem Haus der Stadtschreiber Daniels zusammen mit seiner Frau, Mutter, Schwester sowie Bruder. Weiter wohnte dort die Frau Salablanca. Am 27. Oktober 1745 veräußerten es die Eheleute Kurkölnischer Hofrath und Vogt zu Neuss Johann Hermann Joseph Sybenius und Maria Anna Eva Daniels an den Kaufmann und Banquier Johann Conrad Jacobi und seine Frau Johanna Maria (Marie) Fahlmer (1713–1746) für 4750 Rheinthaler. Das Haus wurde dann als das Geburtshaus des Philosophen Friedrich Heinrich Jacobi bekannt. Der Philosoph verkaufte das Haus am 1. Januar 1789, nach dem Tod des Vaters an die Eheleute Gerhard Scheuten. Johann Christian Winkelmann (1766–1845), Enkel des Johann Conrad Jacobi, verkaufte im Haus 1817 Wollentuch und Ellenwaren, betrieb einen Handel in Spezerei, Fayence sowie Musikalien. Danach gehörte es Wilhelm Laufs.
  - Nr. 13: Haus zum weissen Horn. Das Gebäude gehörte bereits 1632 und noch 1663 Jacob Schliepkoten. Ab dem Jahre 1738 gehörte das Haus der Witwe Bernsau. Ab dem Jahre 1789 gehörte das Haus dem Kaufmann Schombart, danach Franz Bayerle. Um 1890 gehörte es dem Rechtsanwalt Wilhelm Weiler.[10]

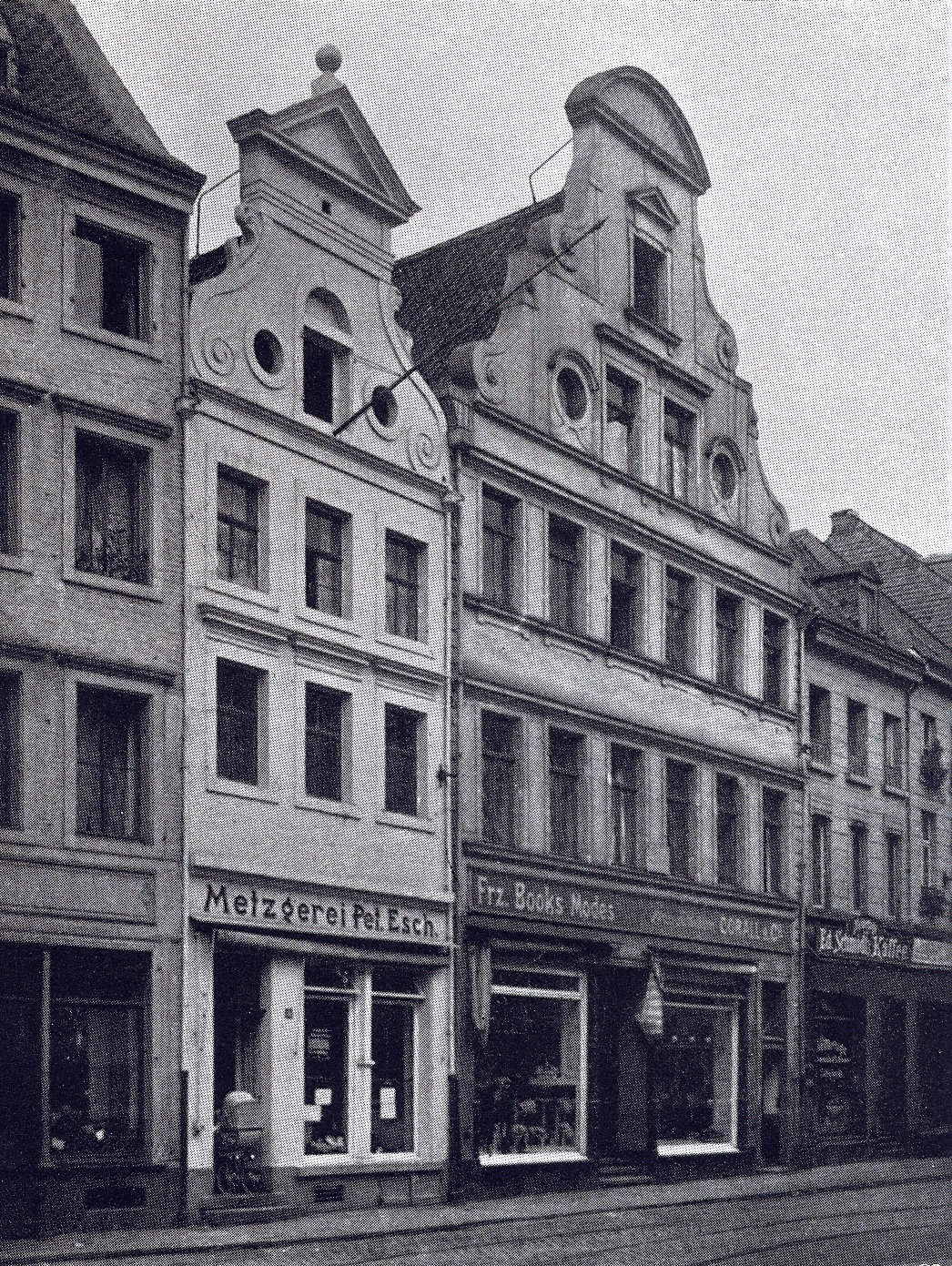
Düsseldorf, Giebelhäuser Marktstraße 11 (rechts) und 13 (links).
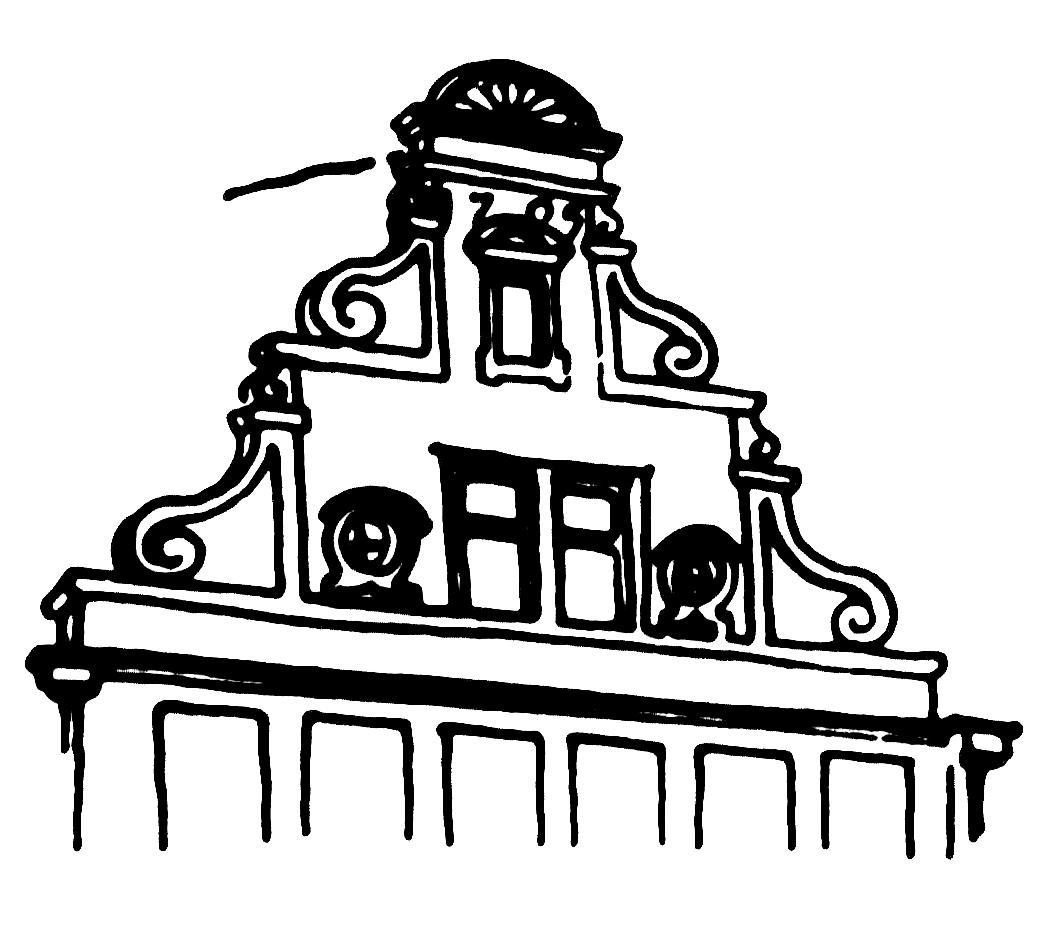
Zeichnung des Barockgiebels von Haus Marktstraße 11 von Paul Sültenfuß

- Giebelhäuser Marktstraße 4 und 8:
  - Nr. 4 Haus zur Stadt Düren. Das Haus war Anfang des 19. Jahrhunderts Eigentum der Witwe von Johann David Schumbart. 1808 machte hier H. J. Peusquens aus Düren eine Weinwirtschaft auf, der es Haus zur Stadt Düren nannte. Danach gehörte es dem Metzgermeister Theodor Foell, danach der Metzers-Witwe Carl Gross-Selbeck.
  - Nr. 8: Haus zum goldenen Anker. 1665 gehörte es dem Goldschmied Johann Braumann, 1698 betrieb hier Reinhard Maurenbrecher einen Weinhandel, danach kam Johann Heinrich Maurenbrecher, der 1746 noch dort lebte. Danach gehörte es Julius Stommel.[11]

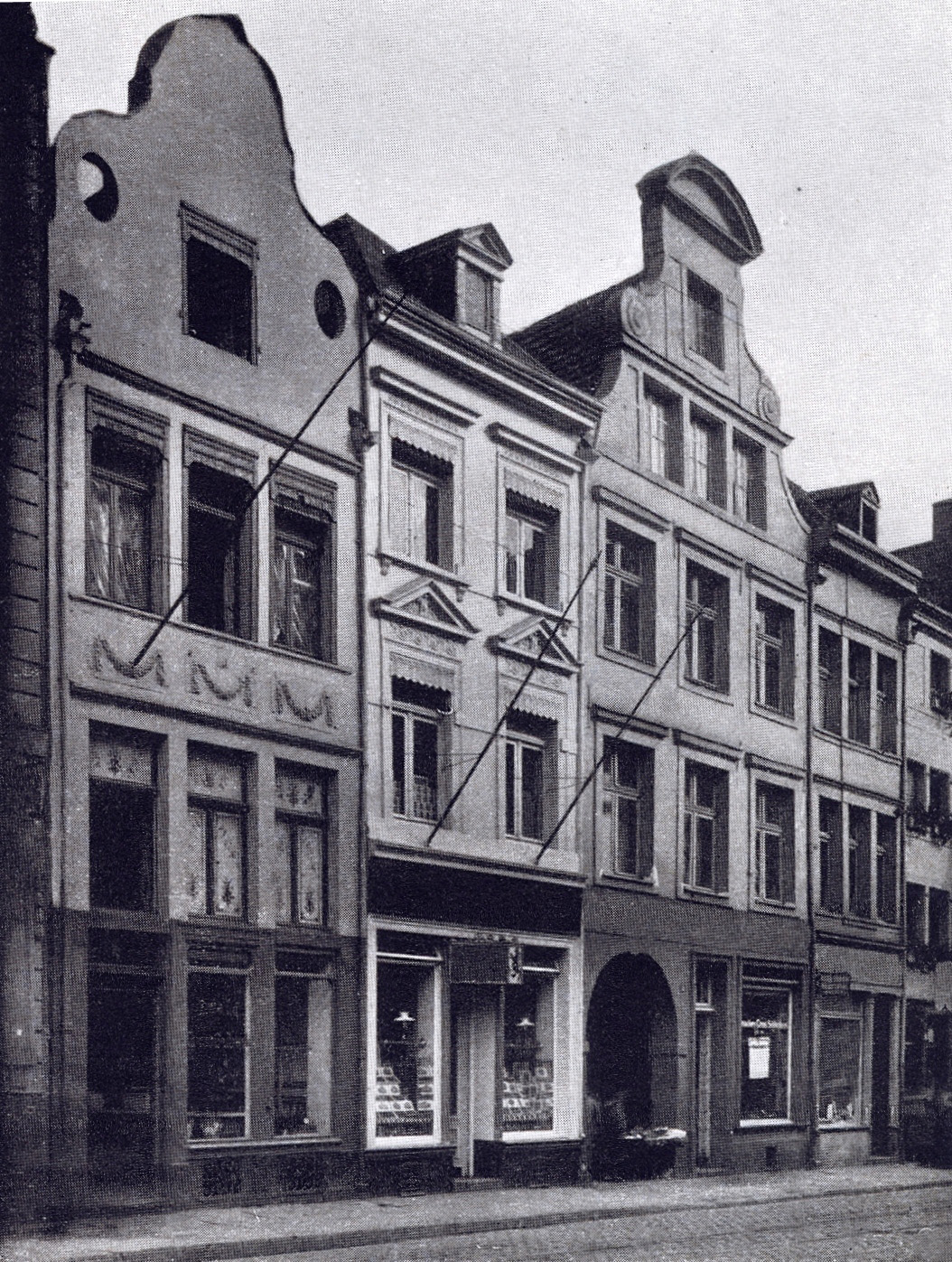
Düsseldorf, barocke Giebelhäuser Marktstraße 4 und 8
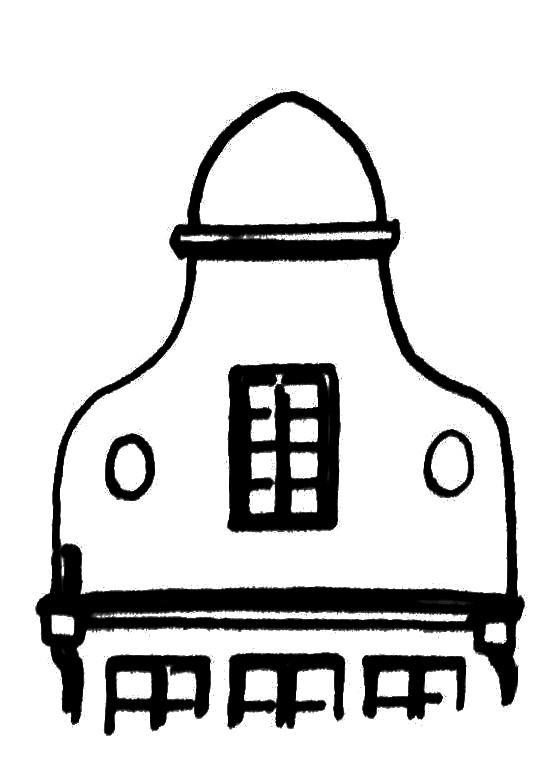
Zeichnung des Barockgiebels von Haus Marktstraße 4 von Paul Sültenfuß

- Giebelhäuser Flingerstraße 4 und 6:
  - Nr. 4. Haus zur goldenen Traube. An der Fassade hing ein Schild mit der vergoldeten Figur einer Traube. Das Haus Nr. 4 gehörte seit 1632 der Zanderschen Familie. 1655 wurde das Haus von Albert Zanders verpfändet. 1723 war Peter Simon Eigentümer des Hauses. 1738 gehörte es Hofrath Gesser. 1762 verkaufte er es an die Witwe Gussone, die 1785 das Haus an Johann Frenz verkaufte. Anfang des 19. Jahrhunderts wohnte Goldarbeiter Heinrich Teuwsen in dem barocken Giebelhaus. Zwischendurch bewohnte es auch der Goldarbeiter Adolph Dübbers. Zum Haus zur goldenen Traube gehörte auch das Eckhaus der Markt- und Flingerstraße 2.
  - Nr. 6. Haus zum Apfel. Das Haus trug bereits ab 1717 diesen Namen und gehörte der Familie Schmitz. Ab dem Jahre 1746 gehörte es den Eheleuten Degroot. Danach gehörte es Joseph Engels, der es noch 1858 besaß.[12]

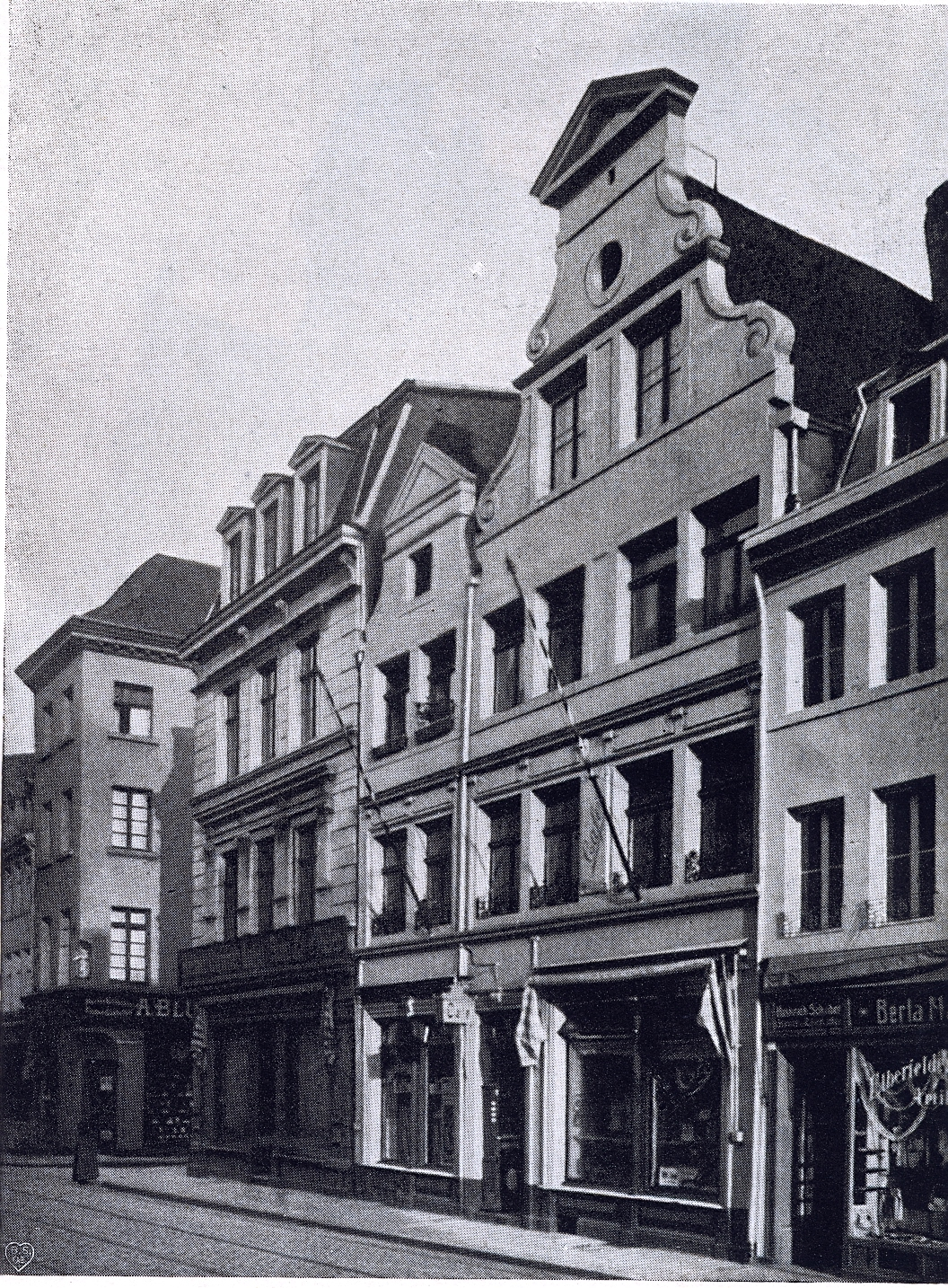
Barocke Giebelhäuser der Flingerstraße 4 (links) und 6 (rechts)
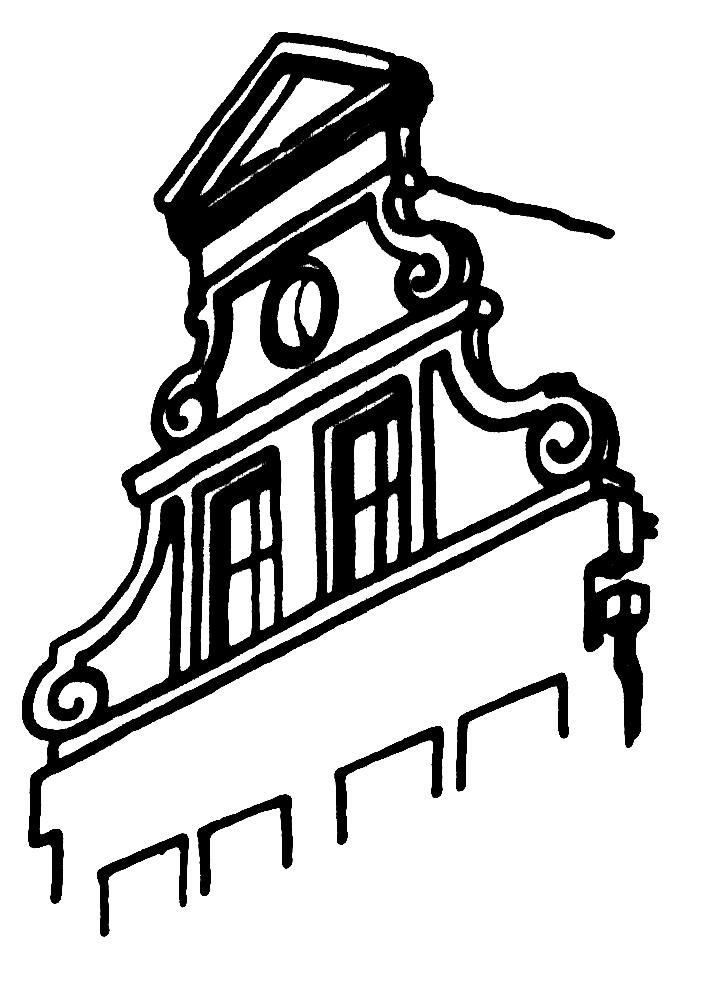
Zeichnung des Barockgiebels von Haus Flingerstraße 6 von Paul Sültenfuß

- Giebelhäuser Flingerstraße 38 und 40:
  - Nr. 38. Haus im goldenen Ring. 1632 hieß es noch Haus zum großen Pelikan. Im Jahre 1738 gehörte das Haus dem Notar Rick und hieß Haus zum Pelikan. 1764 besaß der Gastgeber Johann Hermann Schleger das Haus. Zu Anfang des 19. Jahrhunderts und gehörte den Geschwistern Borgs und der Gastwirt Franz Reicharz betrieb im Haus eine Weinwirtschaft. Dann beherbergte das Haus die Materialwarenhandlung von Löhr.
  - Nr. 40: Das Haus gehörte im Jahre 1657 Arnold Loessen, dann ab 1710 dem Erben Ringelberg. Im Jahre 1810 verkauften es die Erben Ingelbach an den Bäckermeister Johann Peters, dem auch das Nebenhaus gehörte.[13]

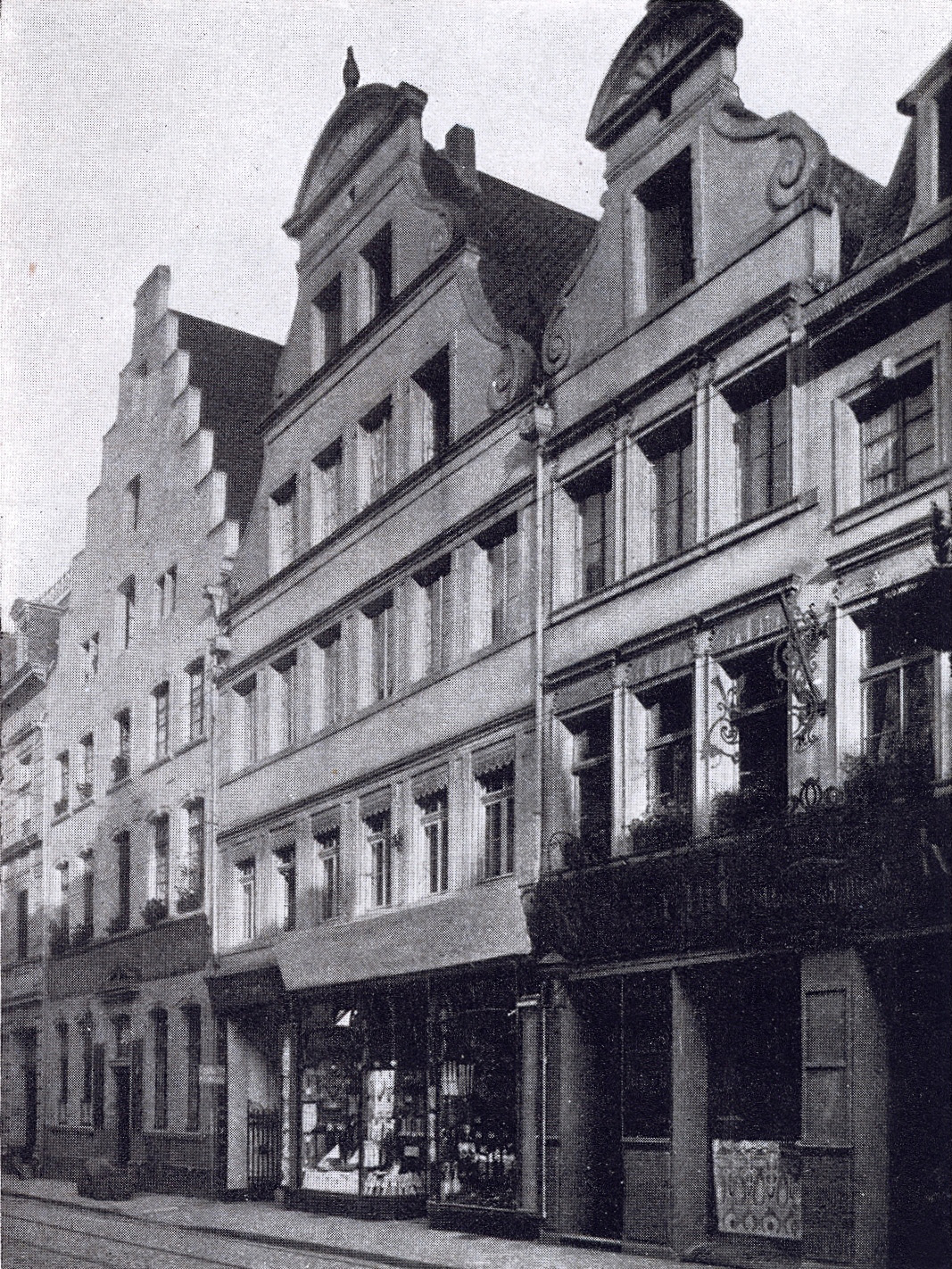
Flingerstraße Giebelhäuser Flingerstraße 36 (links), 38 (Mitte) und 40 (rechts).
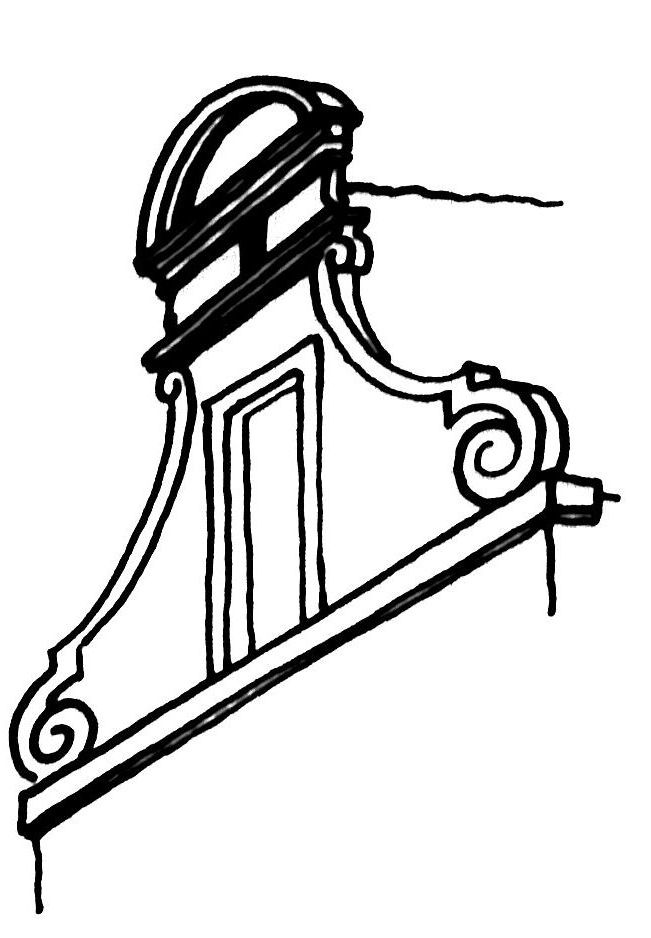
Zeichnung des Barockgiebels von Haus Flingerstraße 40 von Paul Sültenfuß

- Giebelhäuser Bolkerstraße 57 und 55:
  - Nr. 55. Das Haus gehörte 1738 dem Regierungsrath Steinmacher. Ab 1766 gehörte es dem Kaufhändler Mandaner. Im Jahre 1817 führte hier Fr. Kerkhoff ein Colonialwaarengeschäft; von ihm kaufte es ein Schuhmachermeister, der in der Lotterie gewonnen hatte.
  - Nr. 57: Das Haus gehörte 1709 Heinrich Steprath und 1738 dem Hofrath Isenbroech bzw. Hermann Huchhausen. Danach gehörte es der Familie Wurm.[14]

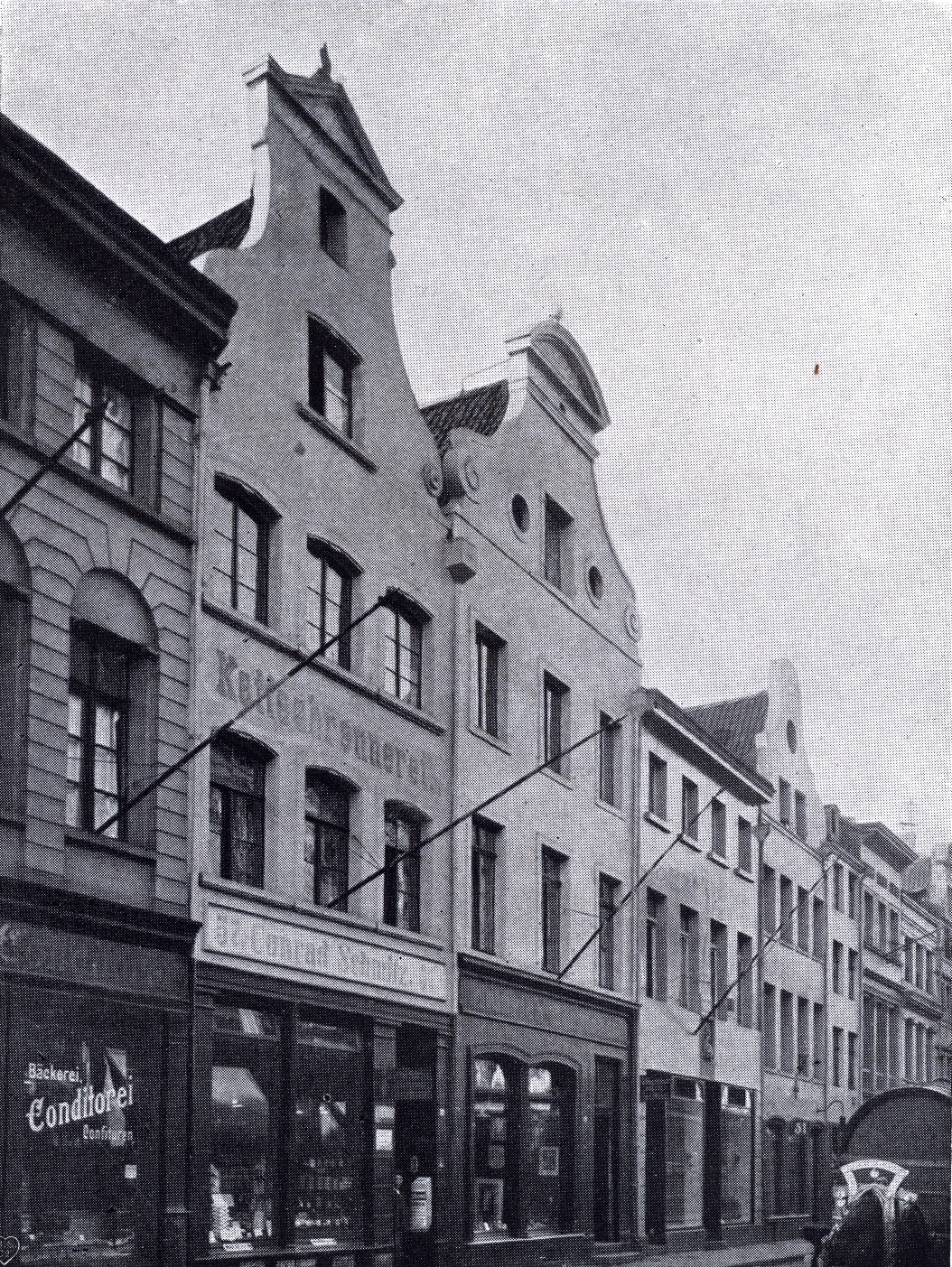
Düsseldorf, Bolkerstraße Häuser 59 (links angeschnitten), Giebelhaus 57 und Giebelhaus 55.
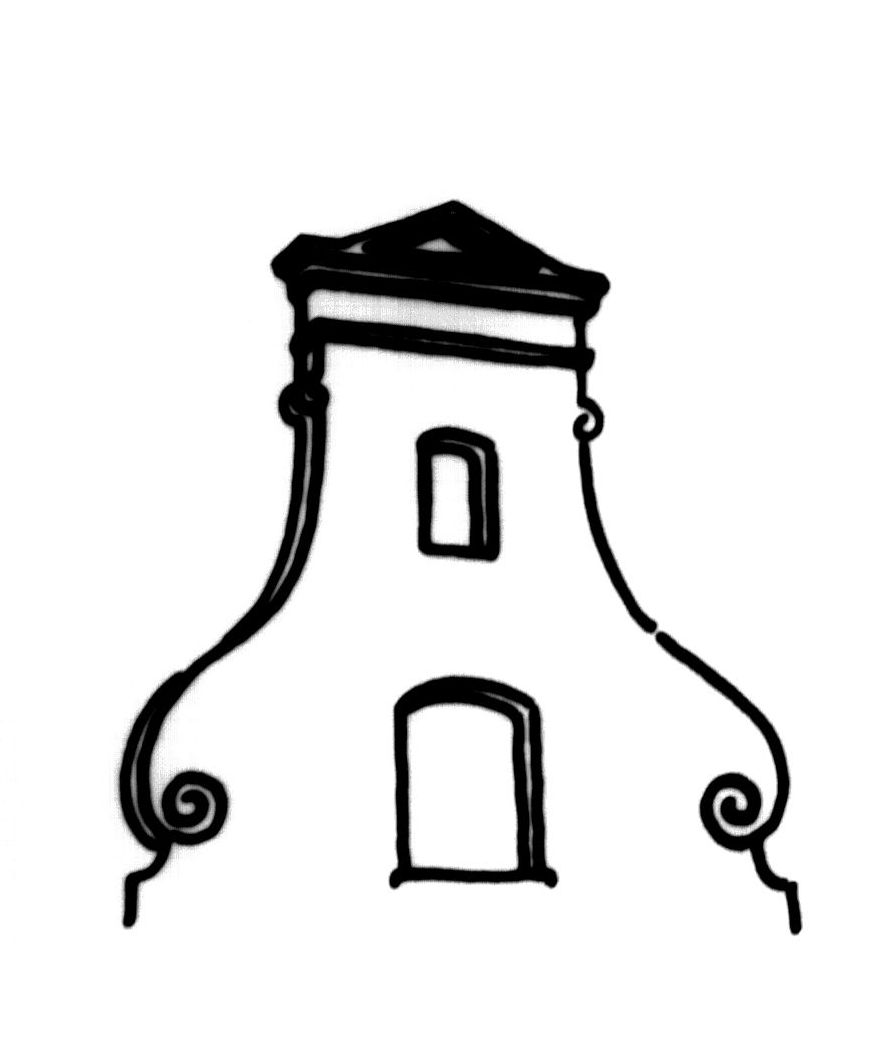
Zeichnung des Barockgiebels von Haus Bolkerstraße 57 von Paul Sültenfuß

- Giebelhäuser Ratingerstraße 30, 32. Paul Clemen erwähnt das Haus Ratingerstrasse 30 mit der Bierbrauerei „Zum jungen Bären“.[4][15]

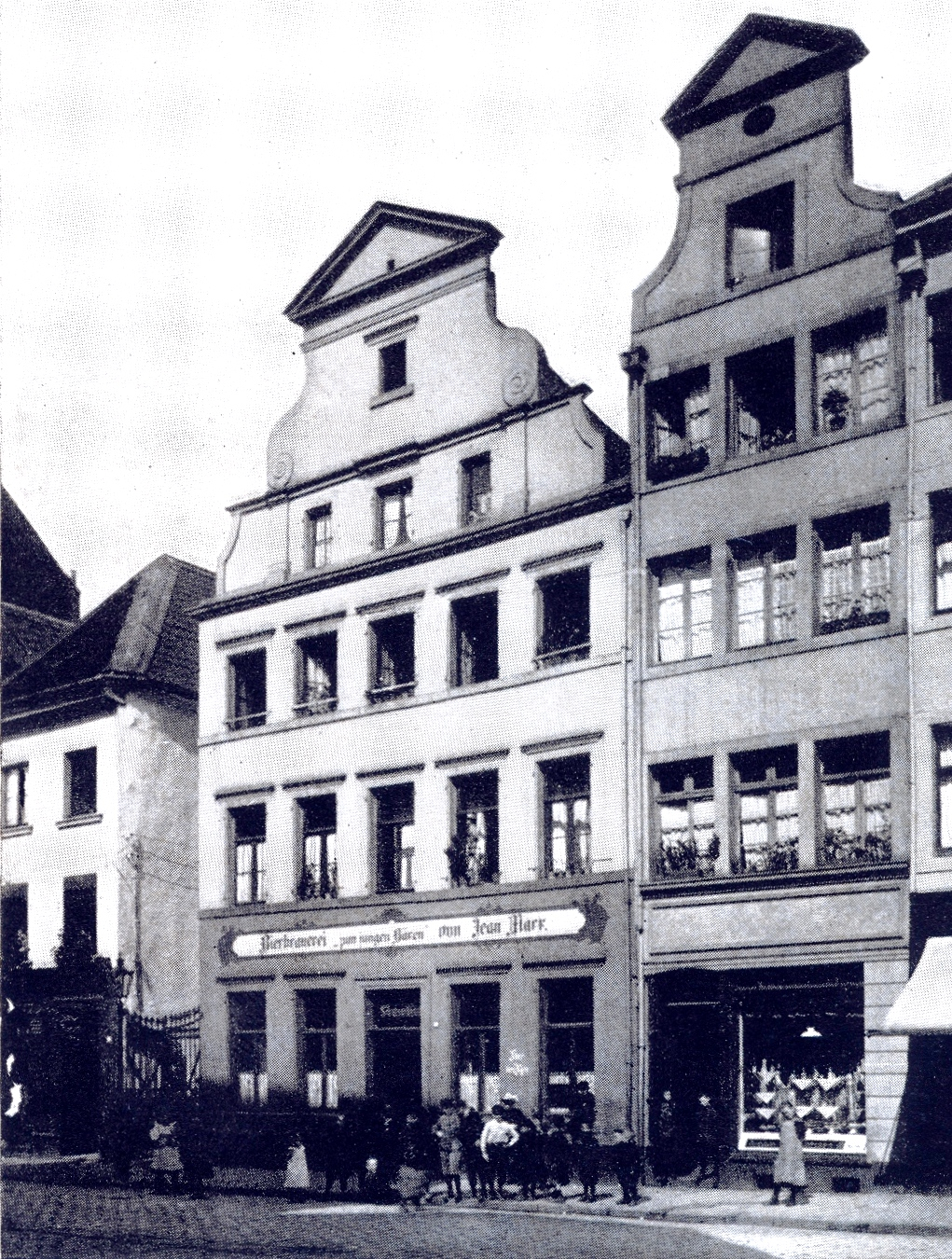
Ratingerstraße 30 (links) und 32 (rechts)

- Giebelhäuser Rheinort 10, 12, 14 und Rheinstraße 2. Die Giebelhäuser Rheinort 10,12, 14 und Rheinstr. 2 in Düsseldorf werden in der Literatur besonders gewürdigt. So von Paul Sültenfuß und Josef Kleesattel.
  - Rheinort Nr. 10. 1806 bewohnte der Handelsmann Peter Morb das Haus. Um 1817 war das Haus unter Klein ein bekannter Gasthof. Später wurde Johann Busch Eigentümer, danach Fr. Schwaänzer.[16] Die Fassade überstand die Zerstörungen des Zweiten Weltkrieges, wurde jedoch abgebrochen und in der Akademiestraße wieder aufgebaut.[17]
  - Rheinort Nr. 12. Das Haus gehörte um 1820 Michael Düming, später Bernhard Rüsgen.[16] Die Fassade überstand die Zerstörungen des Zweiten Weltkrieges, wurde jedoch abgebrochen und in der Akademiestraße originalgetreu wieder aufgebaut.[17]
  - Rheinort Nr. 14. Das Haus gehörte der Familie Dohmen, Krahnenmeister Joseph Dohmen wohnte schon 1806 dort, 1858 gehörte es noch der Witwe Joseph Dohmen.[16] Das Gebäude wurde zerstört.
  - Rheinstraße Nr. 2. Das Haus Rheinstraße 2 wird bei Paul Sültenfuß besonders gewürdigt. Das Gebäude wurde zerstört.

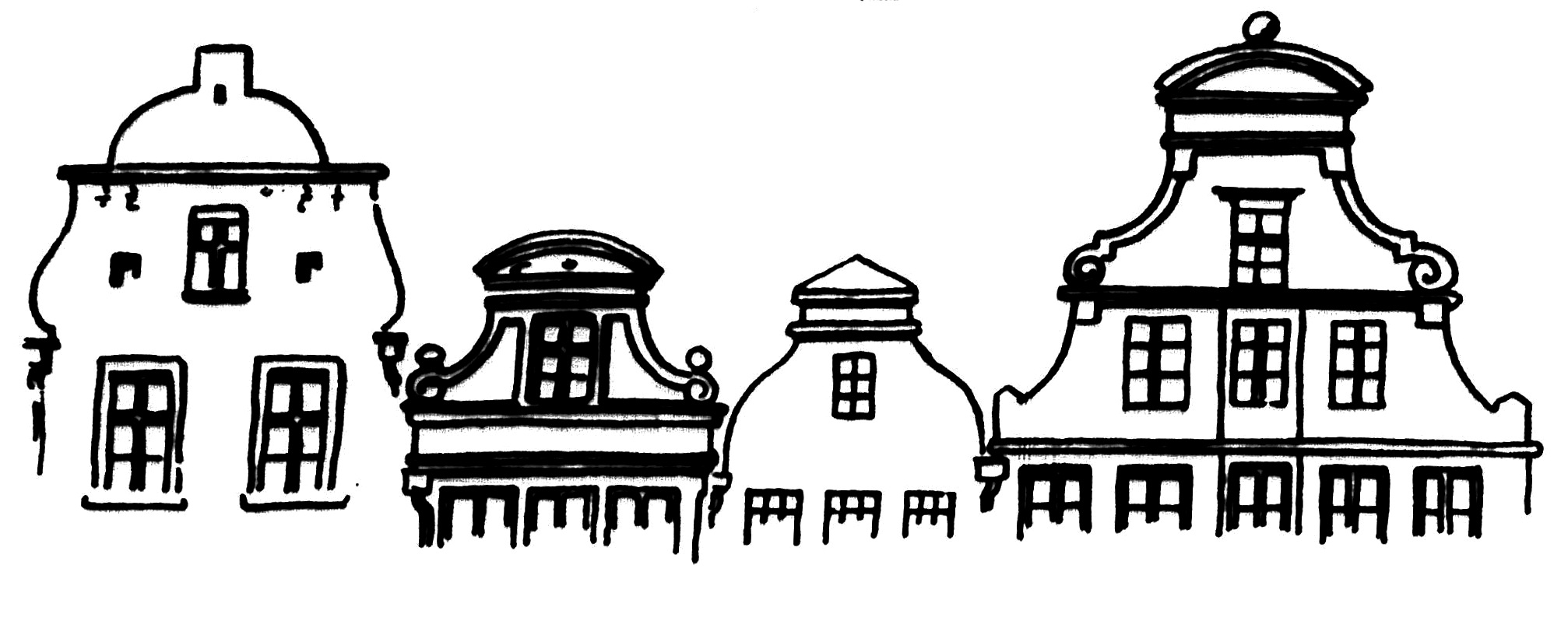
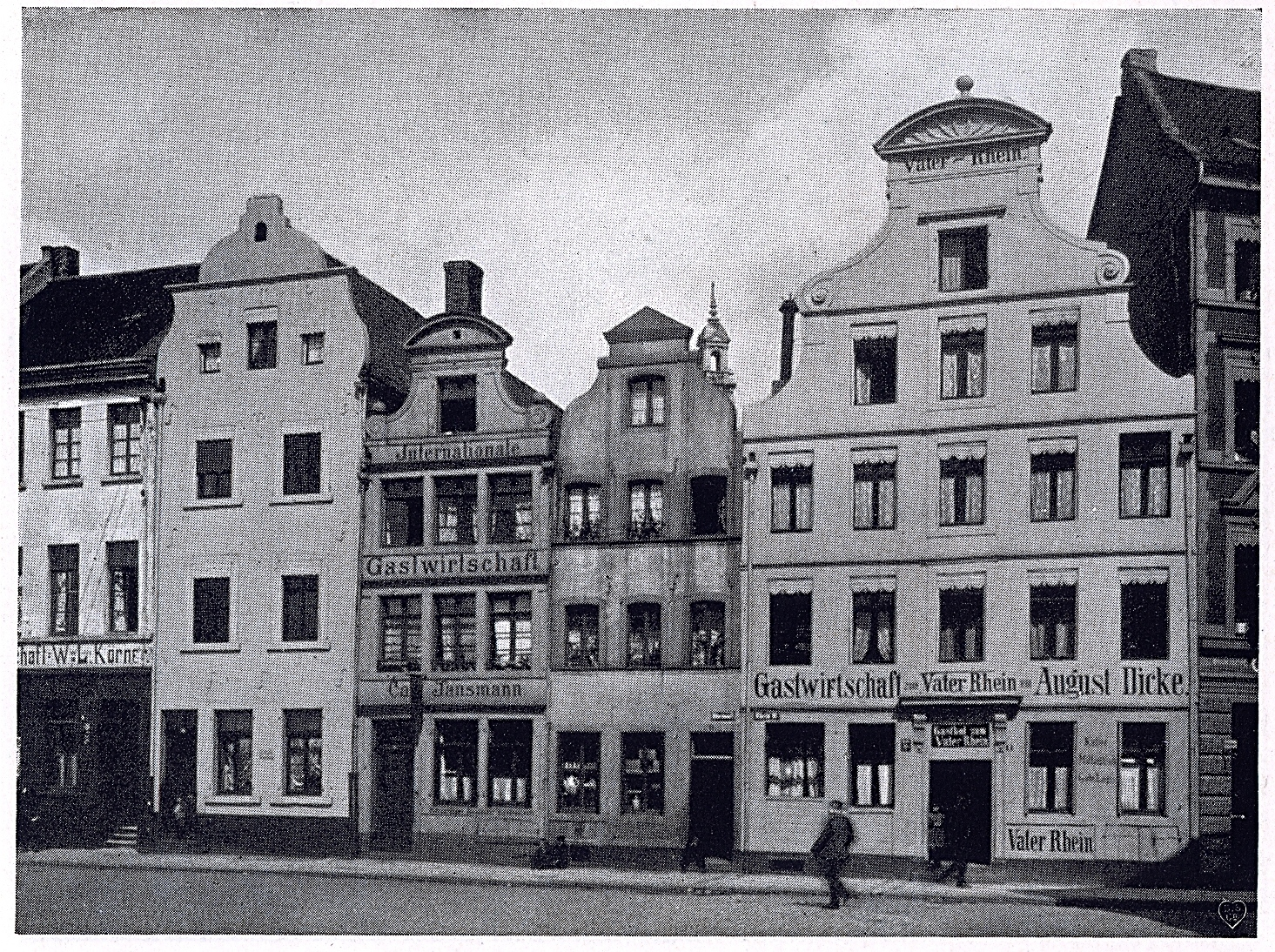
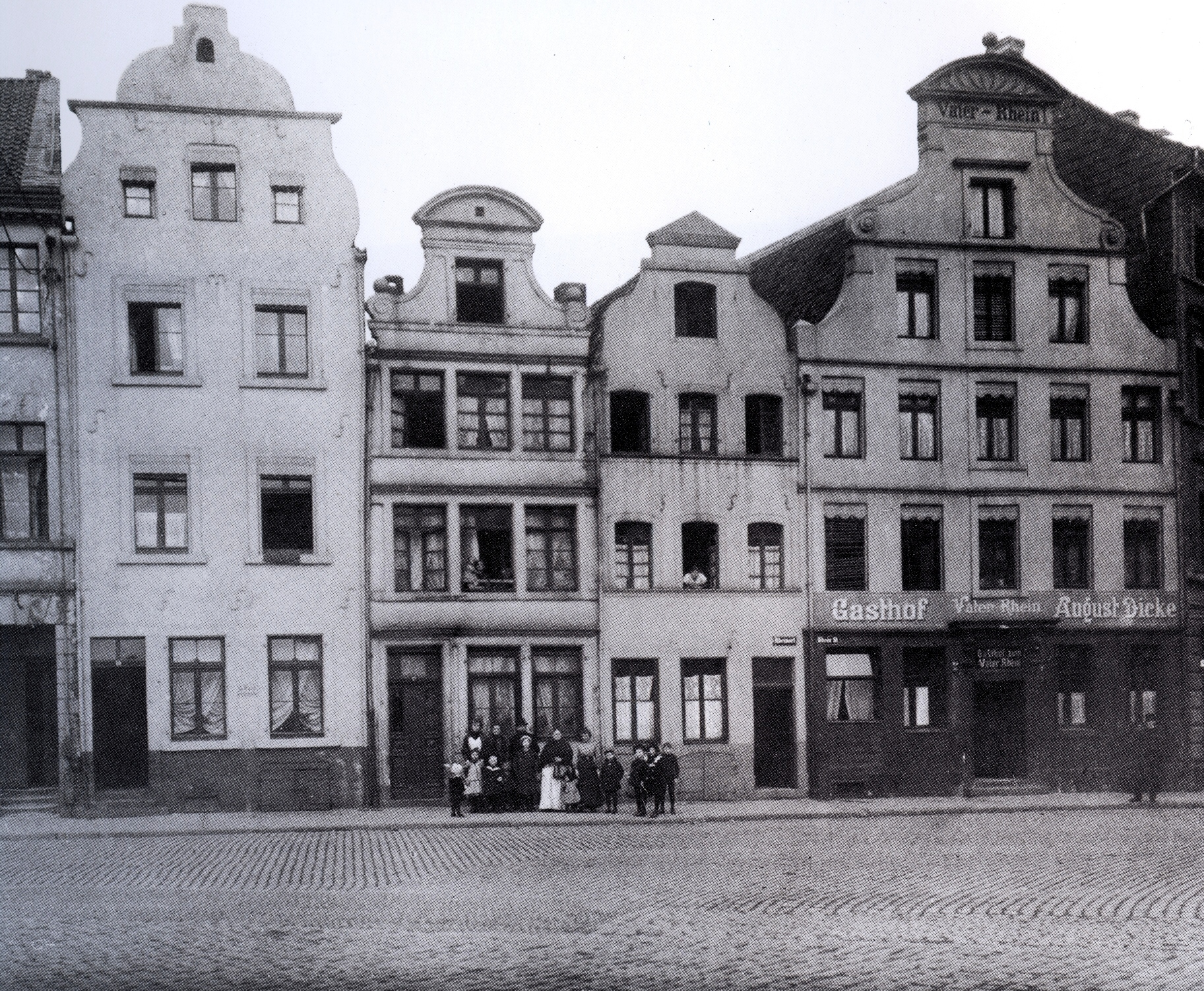
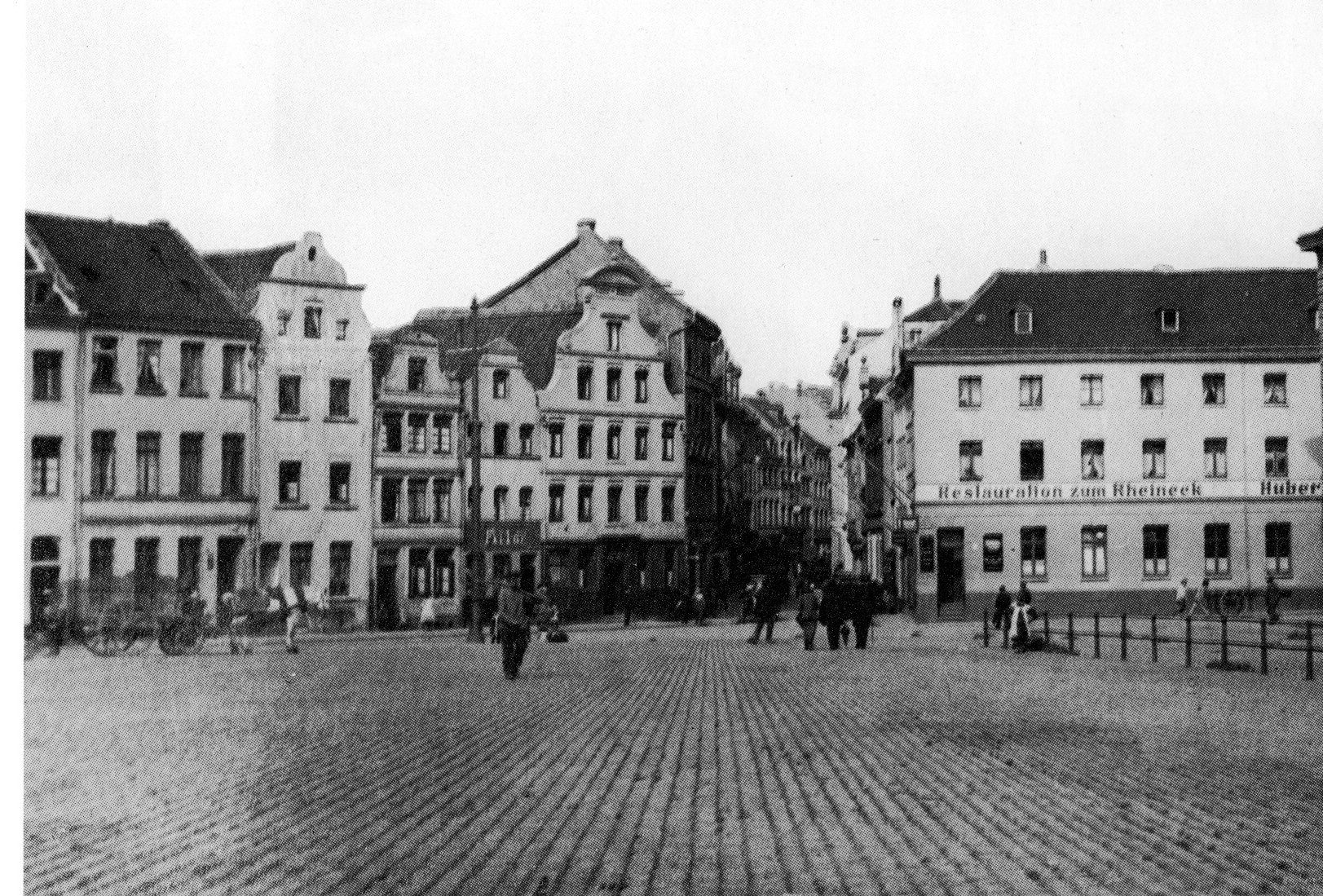

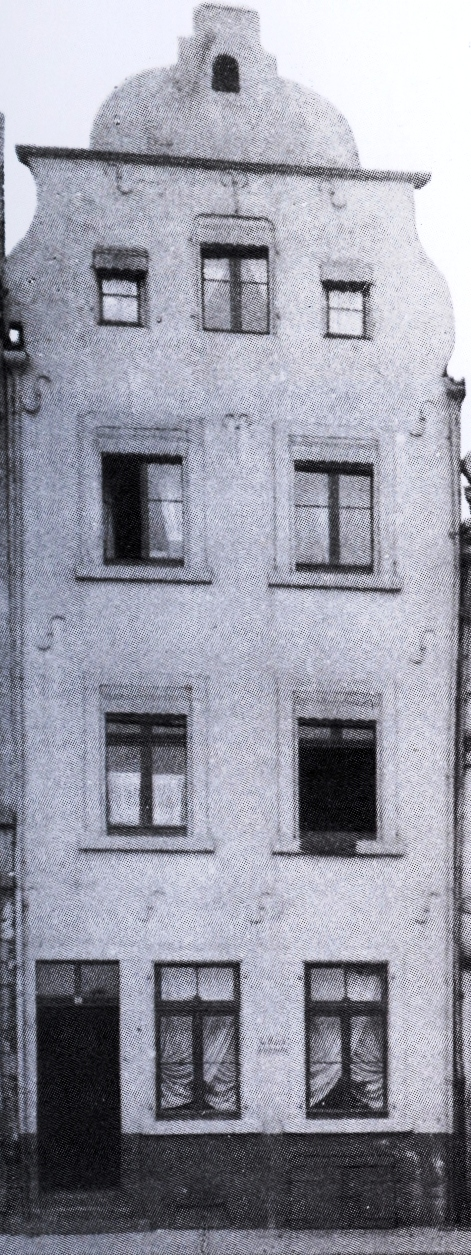
Rheinort 10
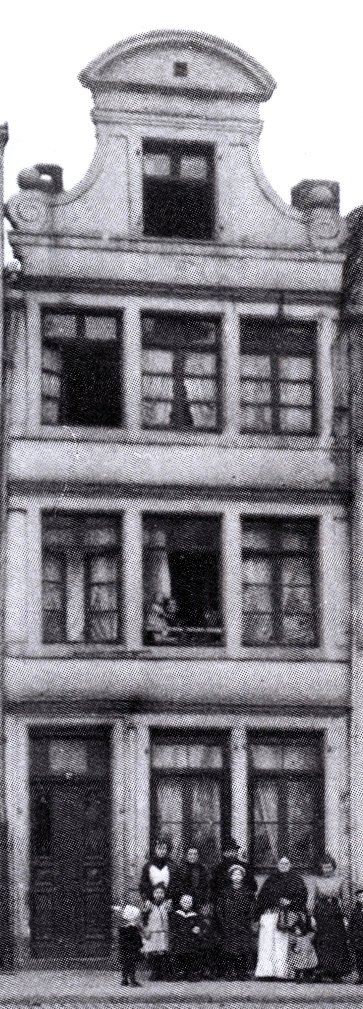
Rheinort 12
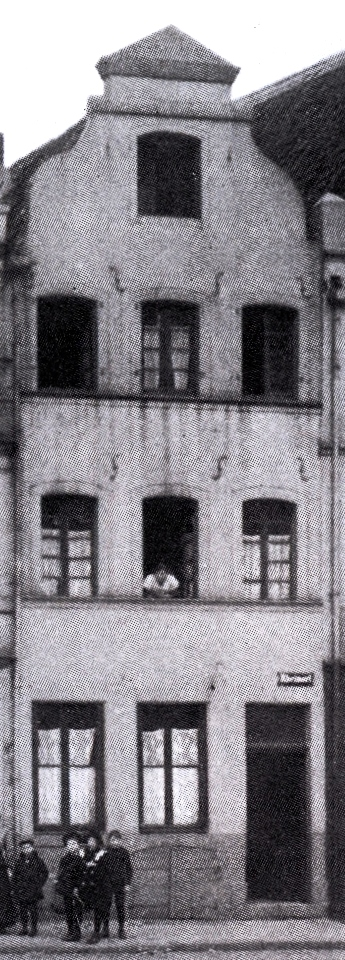
Rheinort 14
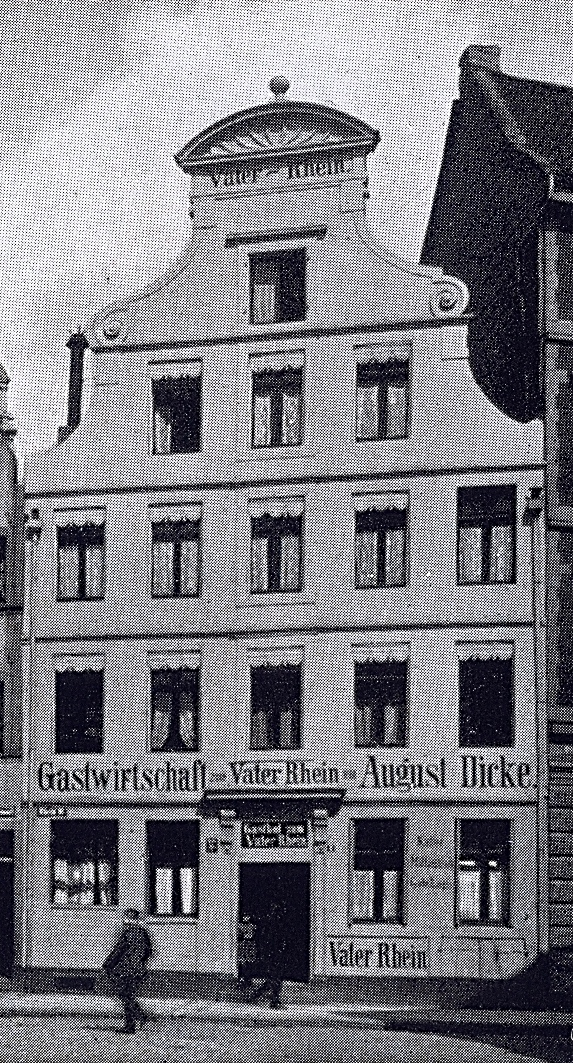
Rheinstraße 2

- Giebelhaus Bolkerstraße 32. Das Haus hieß zuerst Haus zum schwarzen Bären und gehörte im Jahre 1664 der Witwe Ingenhoven. 1717 heißt es noch bei Belastung des Nebenhauses hier „zum schwarzen Bären“. Um 1787 hieß es Haus im Weinberg und gehörte dem Hofrath Mülheim, der es im Jahre 1784 an den Kaufhändler Caas verkaufte. Dieser veräußerte es an den Weinhändler B. Heymann, der späterhin Restaurateur der Loge gewesen sein soll. 1811 erwarb David Seelig, der bis dahin in der Flingerstrasse gewohnt hatte, das Haus. Seelig verkaufte Colonialwaaren und errichtete später einer Zigarrenfabrik. 1890 bewohnte und besaß es Wildhändler Nef.[18] Die Giebelform wird von Paul Sültenfuß und Josef Kleesattel gewürdigt.

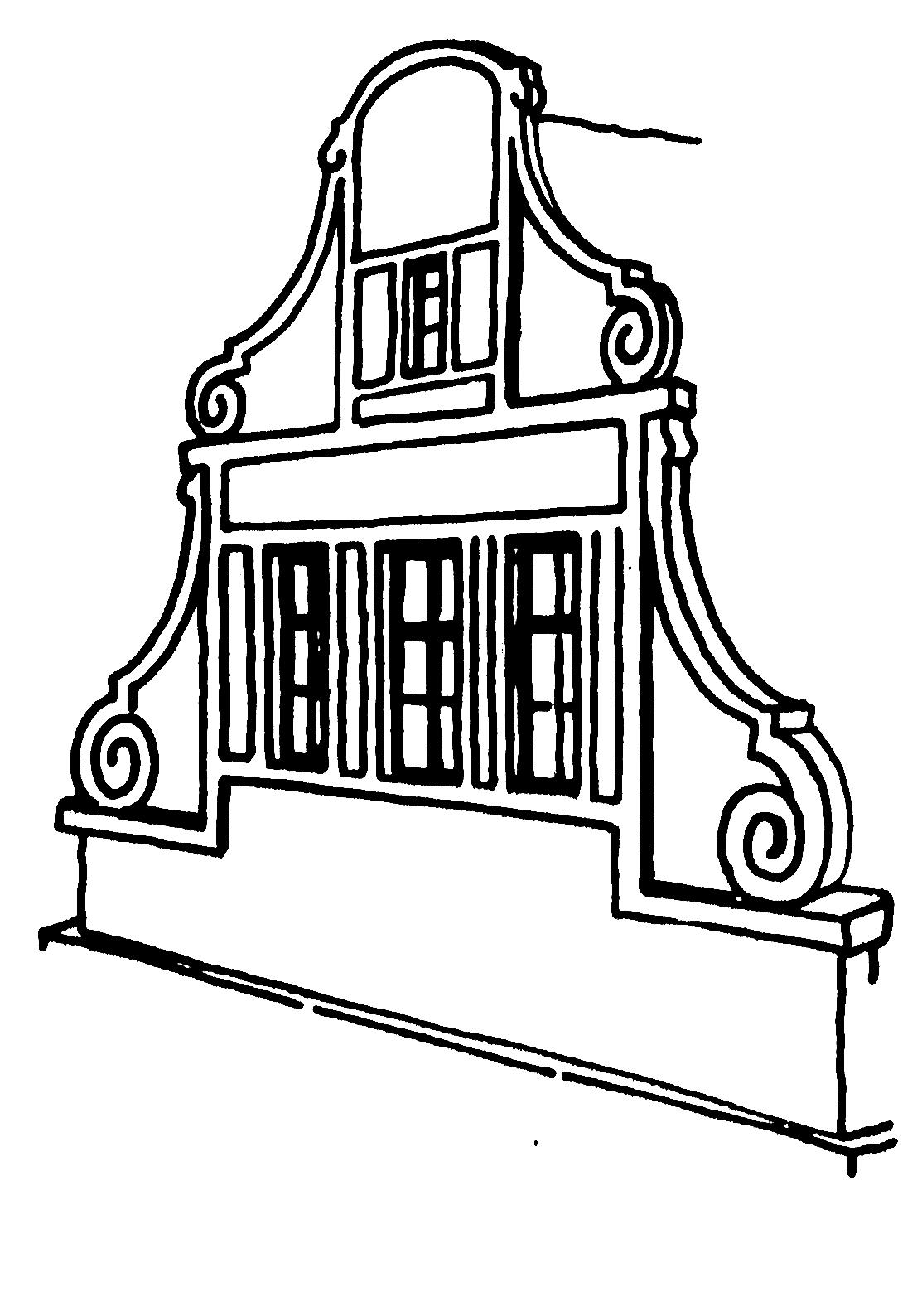
Bolkerstr. 32 (Zeichnung von Paul Sültenfuß)
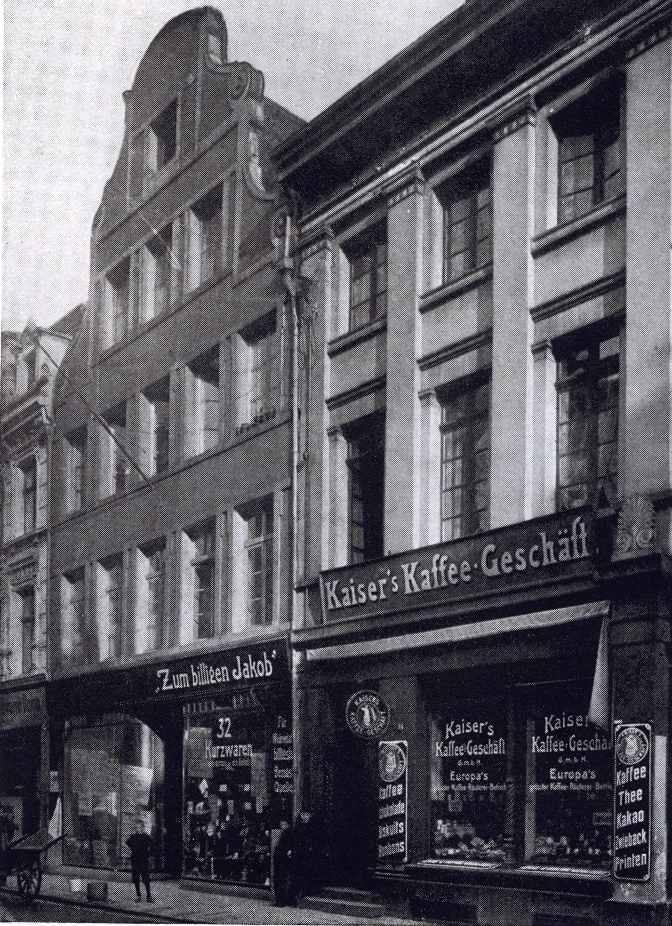
Bolkerstraße Nr. 32, 34.

- Giebelhaus Citadellstraße Ecke Schulstraße: Gasthaus „Im Schenkschen“ oder „Em Schenkske“. Das Gebäude befand sich an der Citadellstraße 1, Ecke Schulstraße in Düsseldorf und wurde im Jahre 1911 abgerissen. Das kleine Haus heißt „im Schinkschen“ oder „im Schenkschen“, weil hier eine kleine Schenke war. Sie gehörte 1890 dem Anton Falkenbach.[19][20] Josef Kleesattel bezeichnet dies als Kunstschatz: „Einen wahren Kunstschatz birgt die Citadellstraße, die gegen Ende des siebzehnten oder zu Anfang des achtzehnten Jahrhunderts angelegt wurde. Hier haben wir zunächst das älteste Haus der Straße, ein niedliches Backsteingiebelhaus.(Abb. 64).[21]“

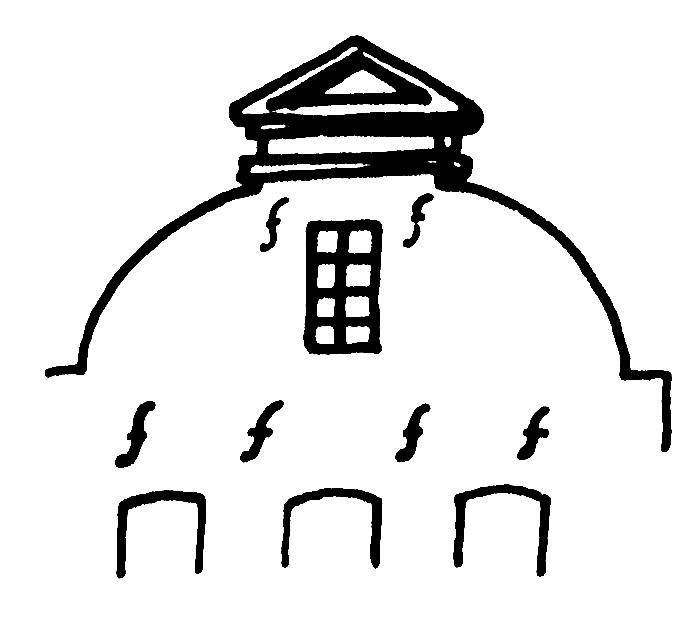
Paul Sültenfuß:Gasthaus Im Schenkschen, Citadellstraße Ecke Schulstraße in Düsseldorf.
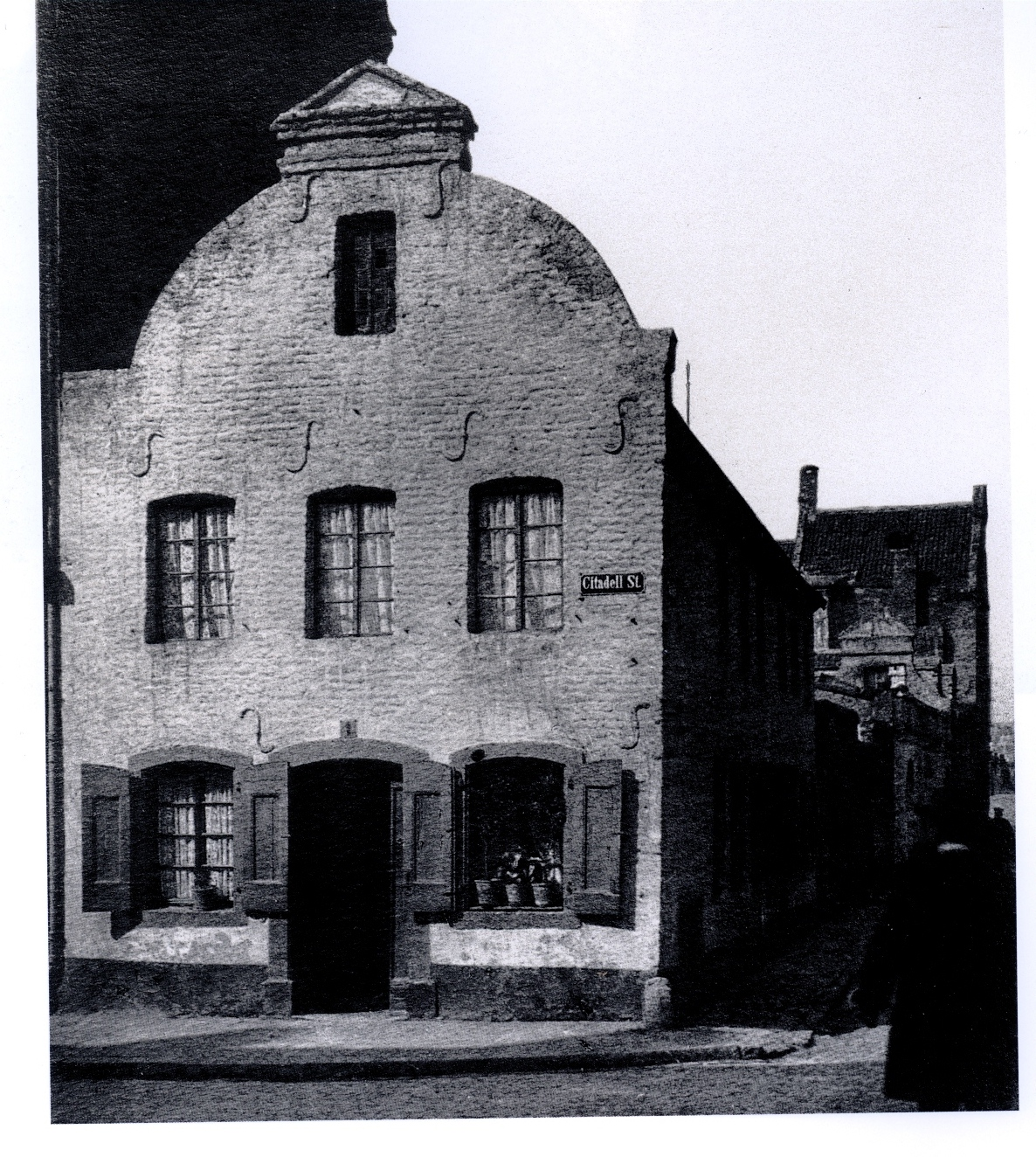
Gasthaus Im Schenkschen, Citadellstraße Ecke Schulstraße in Düsseldorf.
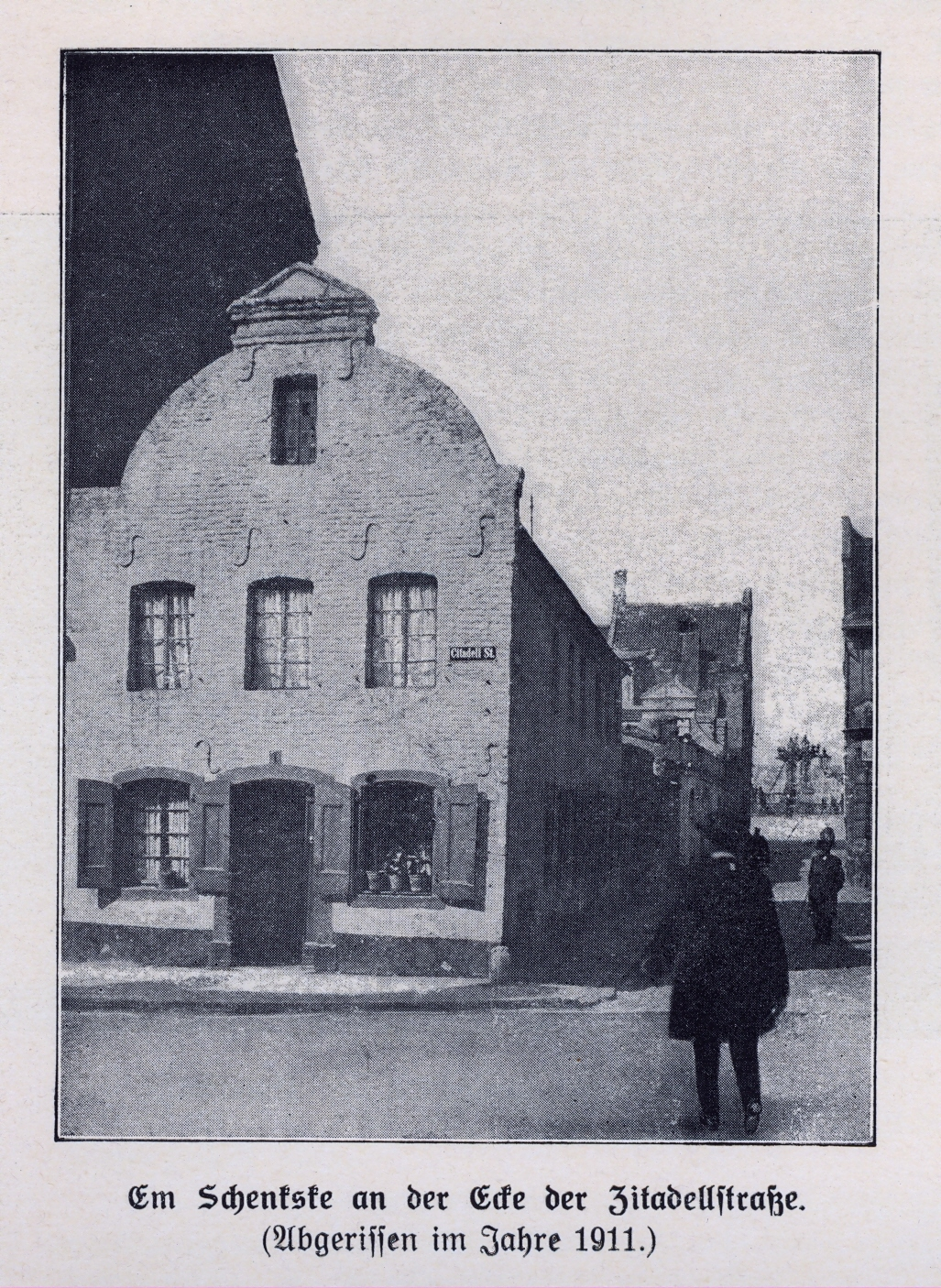
Gastwirtschaft Im Schenkschen „Em Schenkske“, abgerissen im Jahre 1911.
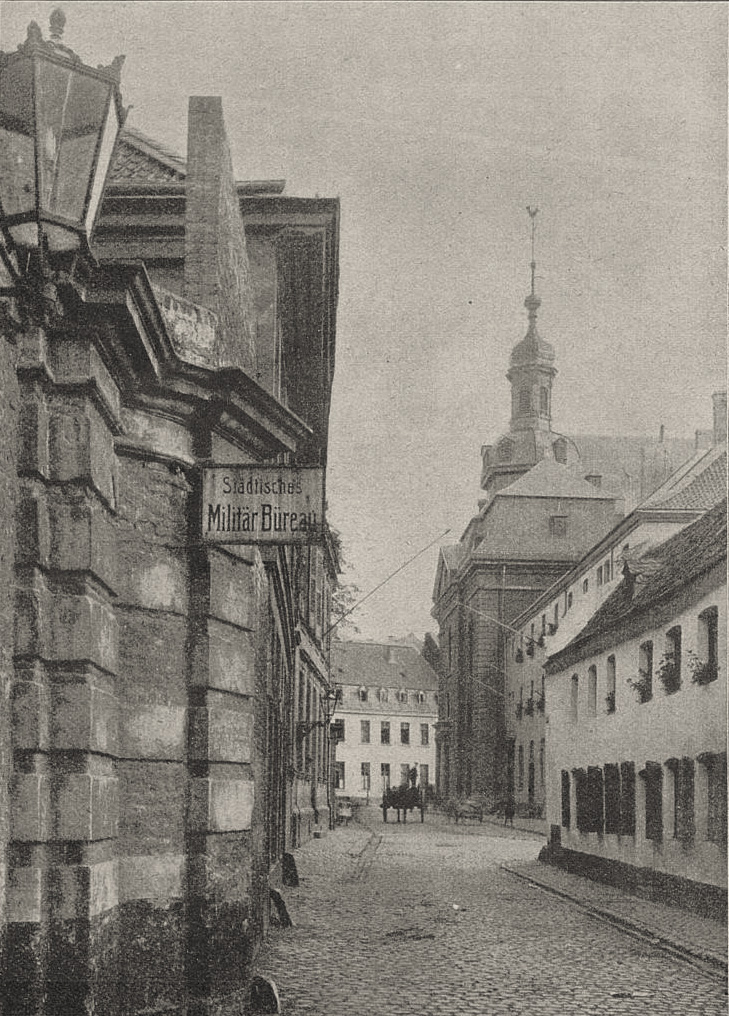
Gasthaus Em Schenkske, Seite an der Schulstraße, vor 1911

- Giebelhaus Kurzestraße 7. Das Haus hieß 1742 „zum Mühlenstein“, und gehörte dem Weinhändler Schleger. 1759 erwarb es Heinrich Hansen. 1805 betrieb P. Weinbecke seinen Handel in Likör und Ellenwaren. 1890 war es ein vielbesuchtes Wirthschaftslokal von Wilhelm Euler.[22]

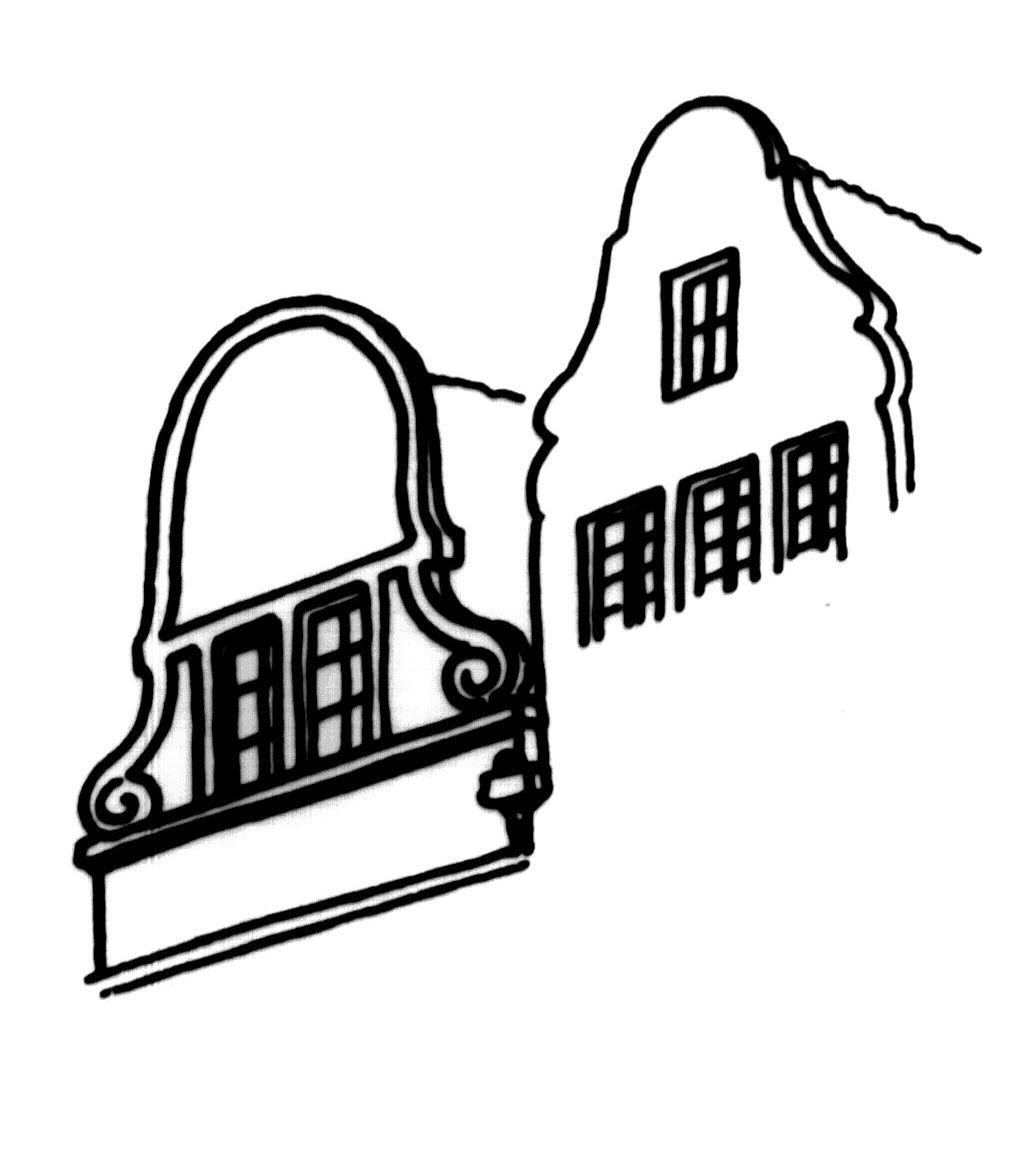
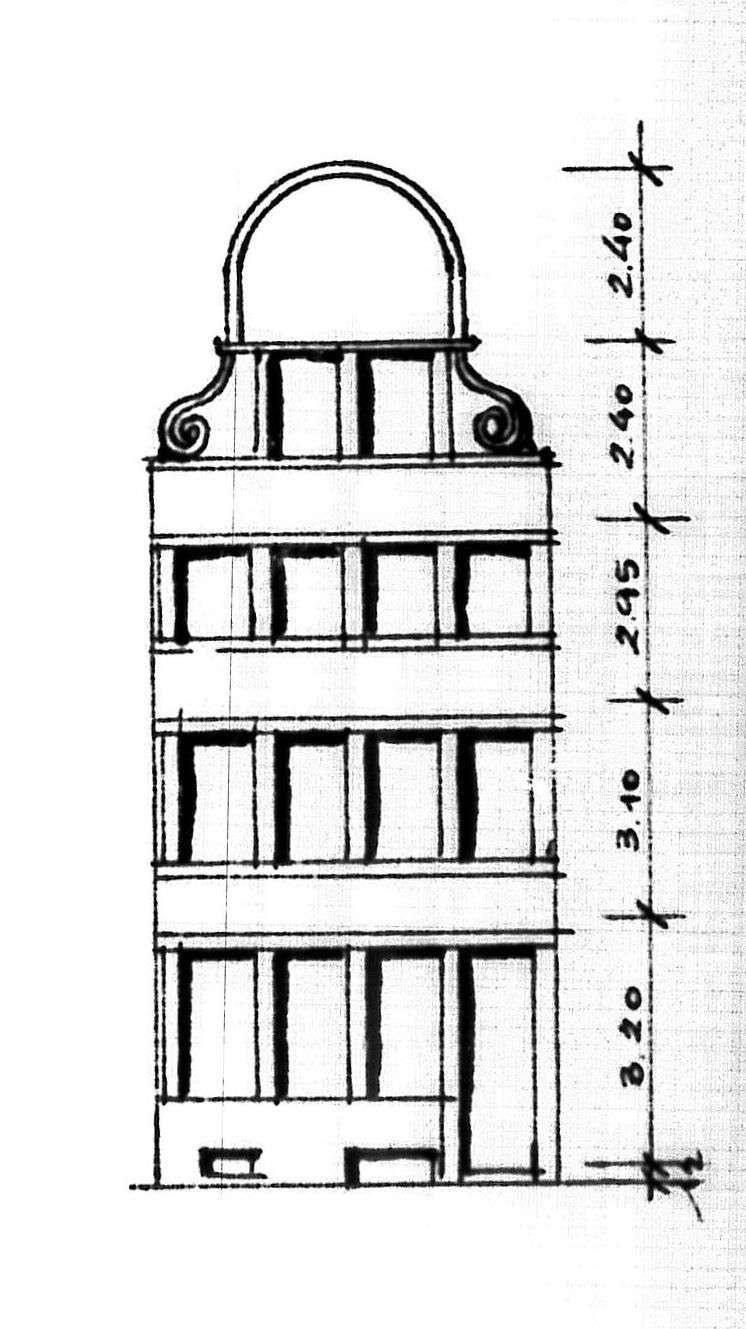
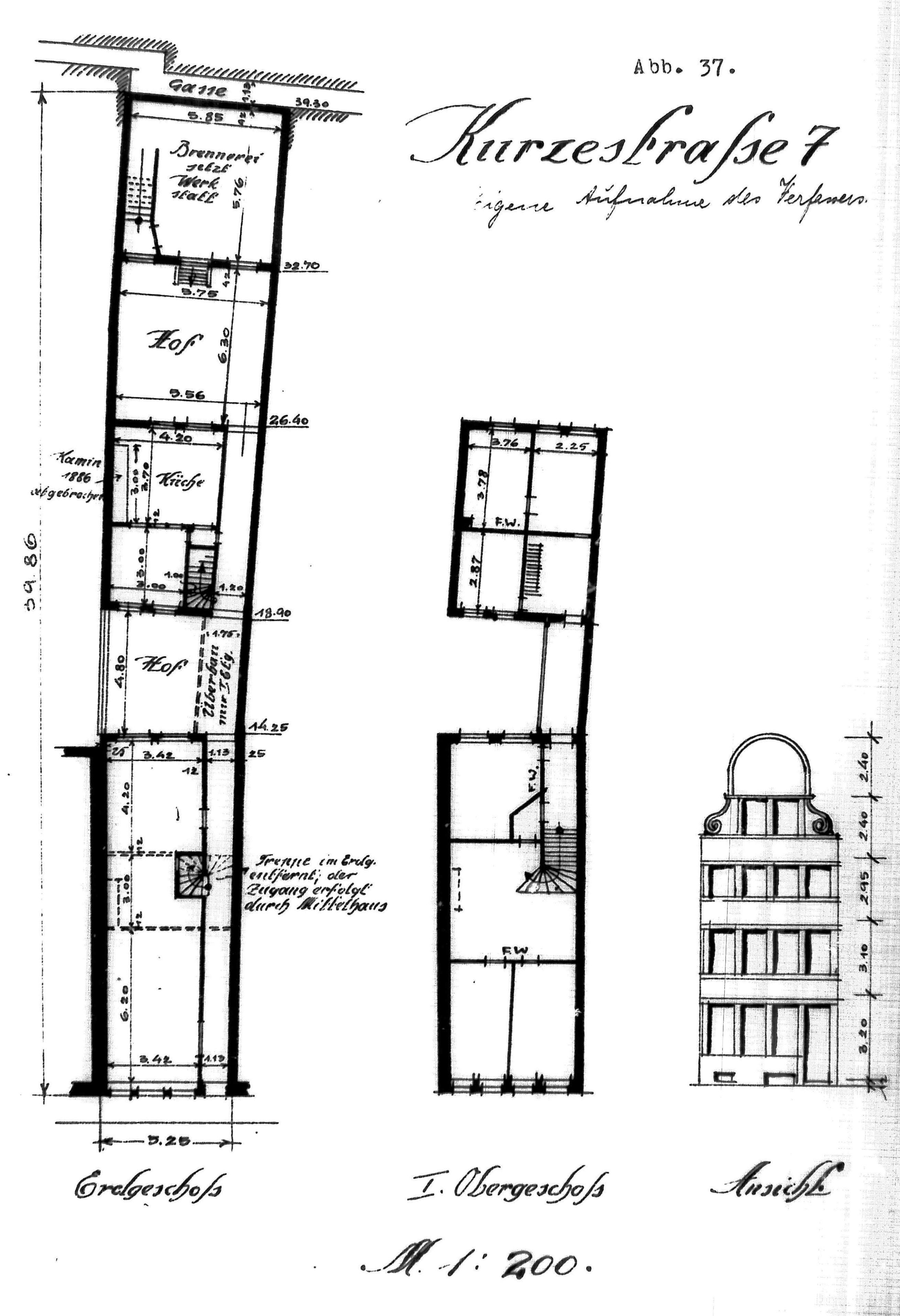

- Giebelhaus Kurzestraße 9. Das Haus Nr. 9 gehörte 1759 den Eheleuten Porter, der das Haus von den Eltern geerbt hatte und an den Kaufhändler Johann Joseph Hagdorn verkaufte. 1817 trieb der Bankier S. Prag sein Commissions- und Wechselgeschäft in dem Hause. Im 19. Jahrhundert zog Joseph Böhmer Lichter in dem Haus.[22]

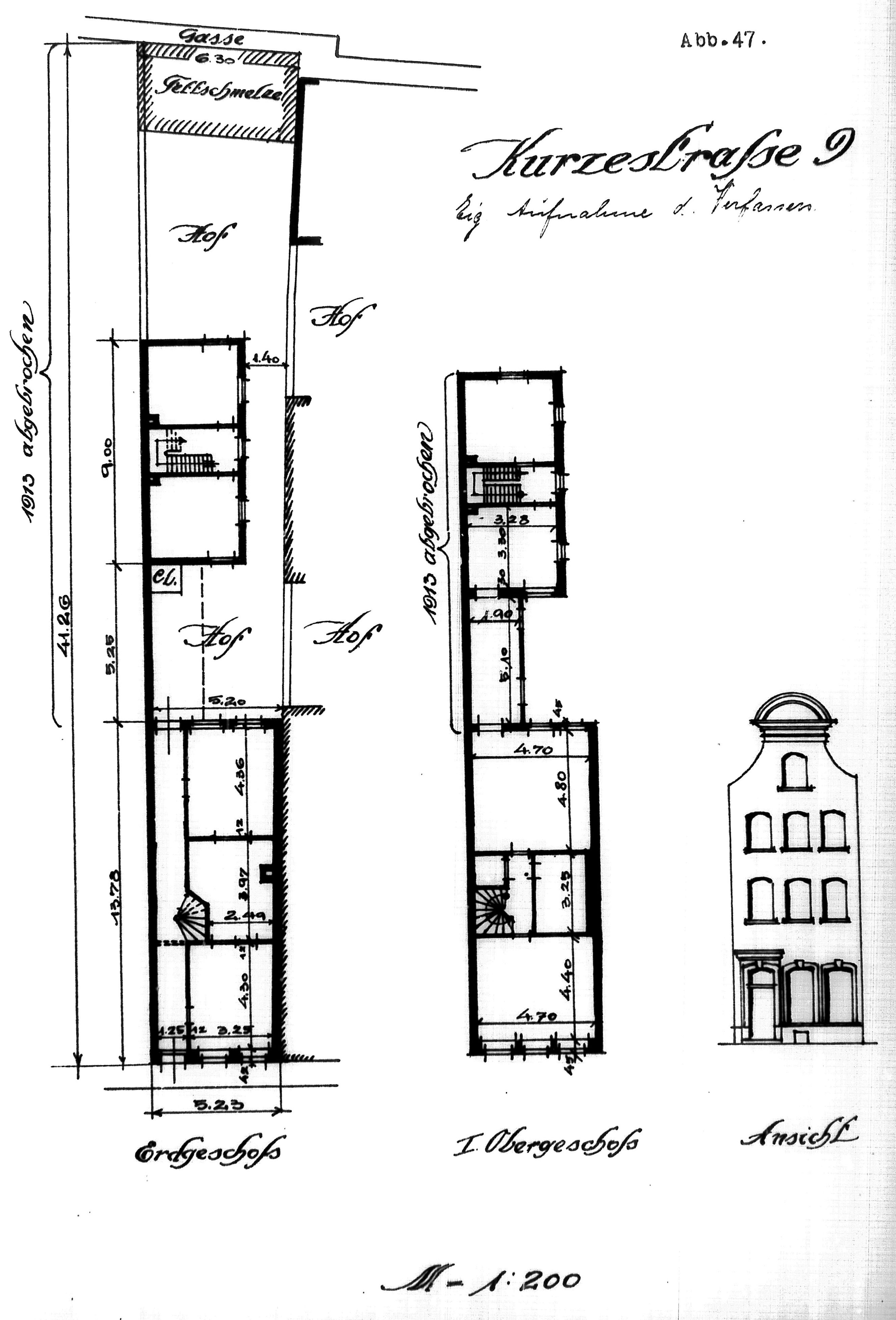
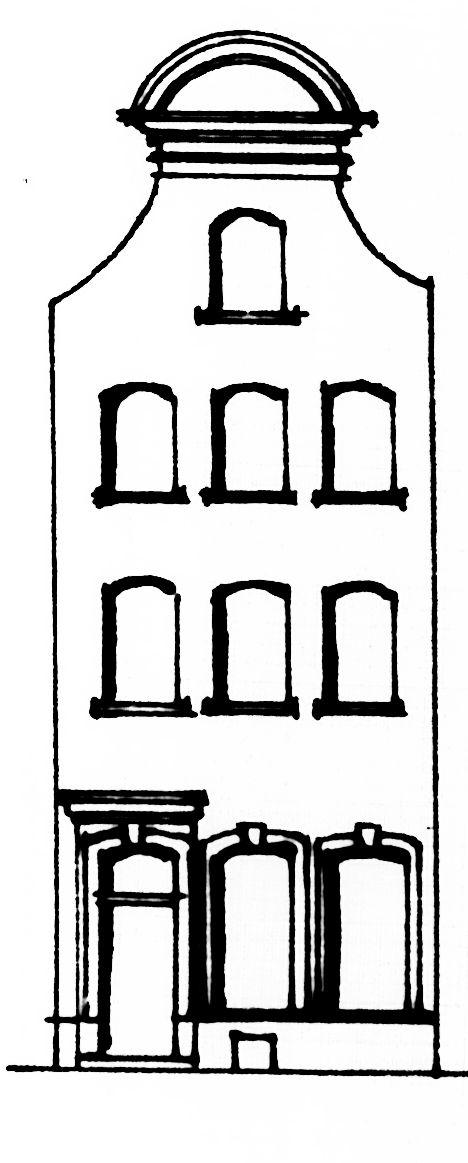

- Giebelhaus Kurzestraße 14. Im Haus war der sog. Mostartstein zu suchen, der 1788 gegenüber dem schwarzen Raben lag. dort lag Schlegers Haus, wo 1738 der Chirurg Zeck wohnte, daneben Maurenbrechers und Apotheker Gaddungs Haus.[23]

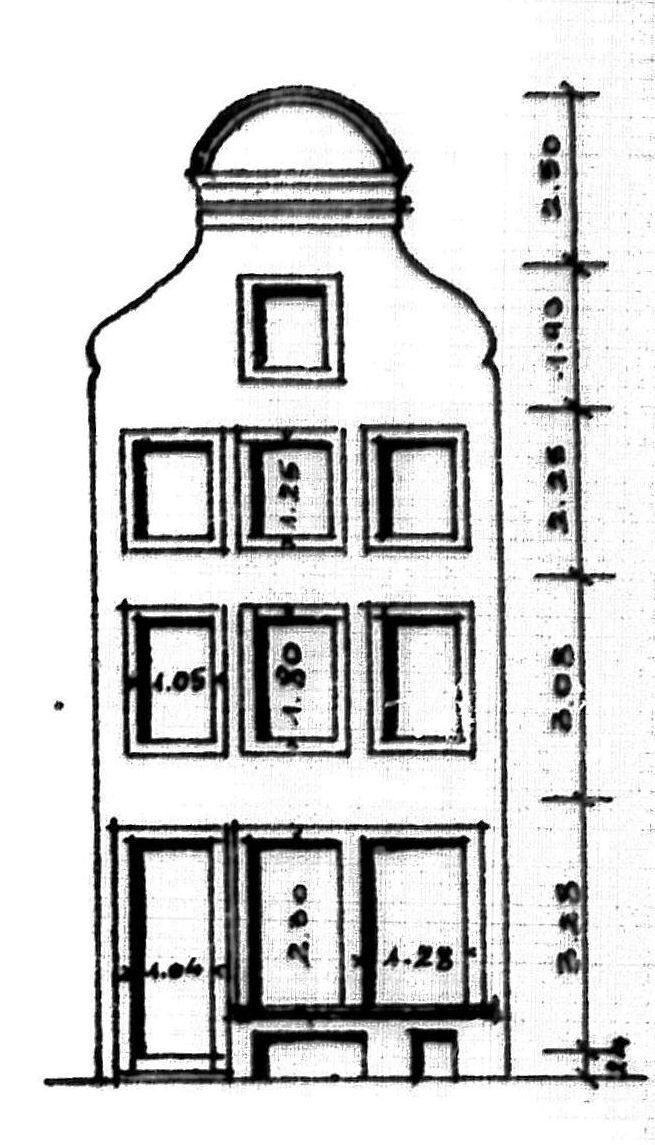
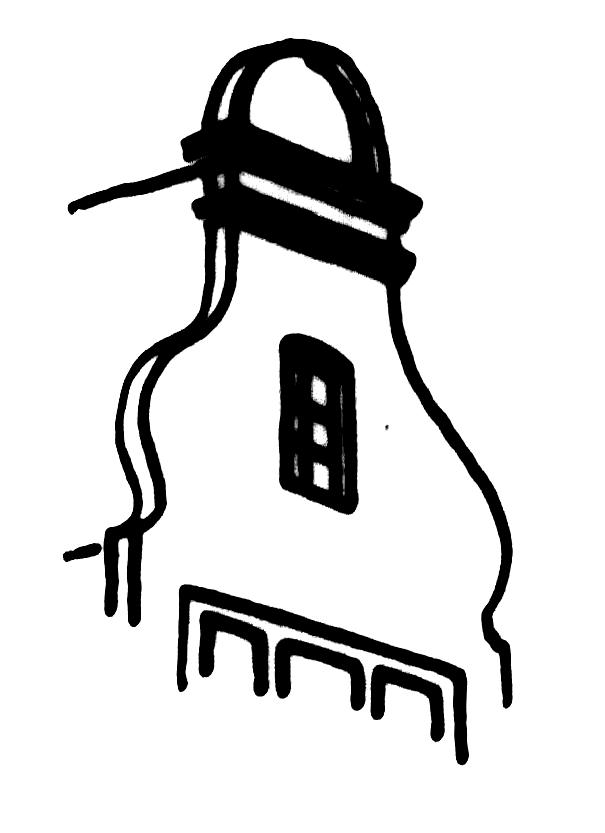
Zeichnung (Paul Sültenfuß) Giebelhaus Kurzestraße 14 in Düsseldorf.
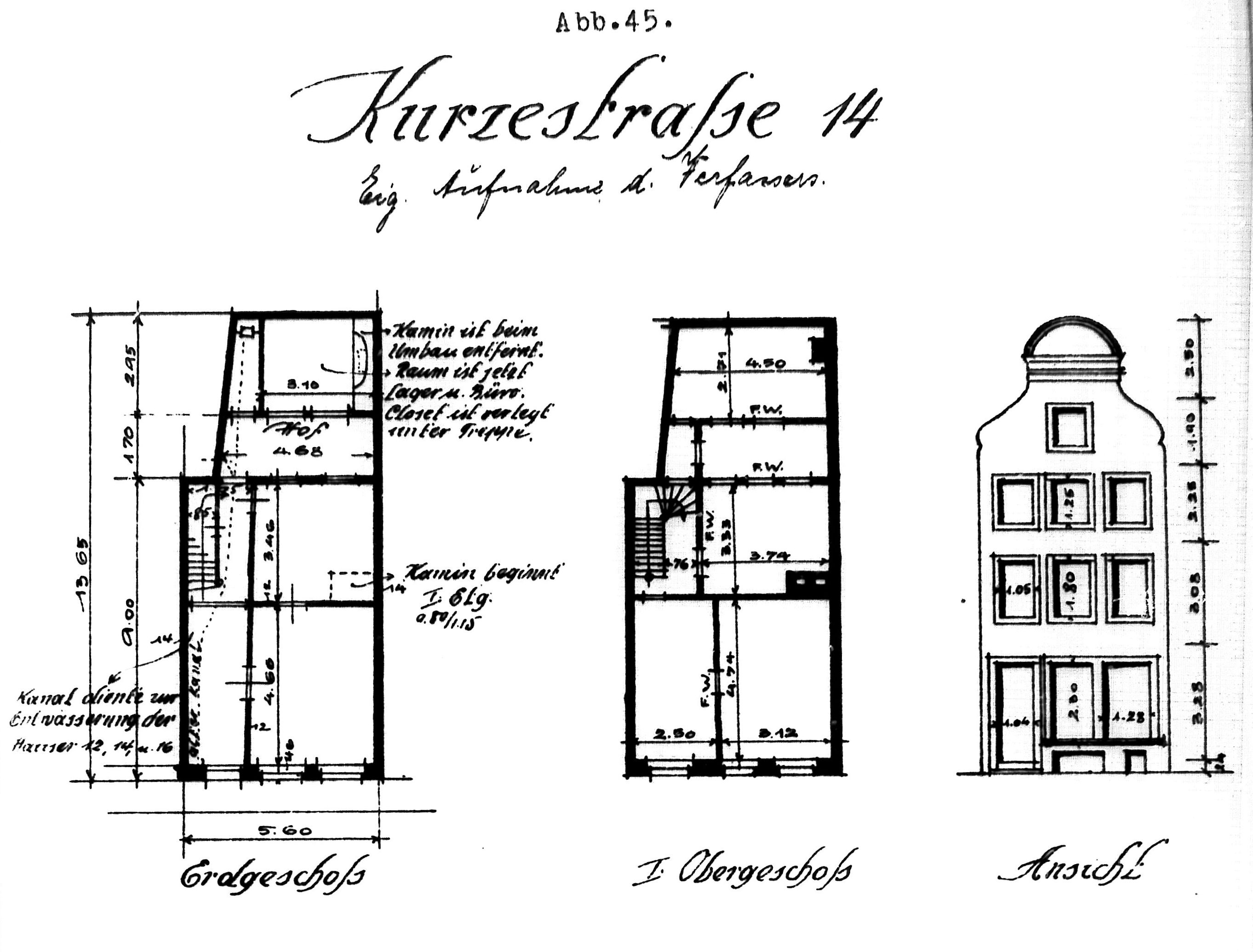
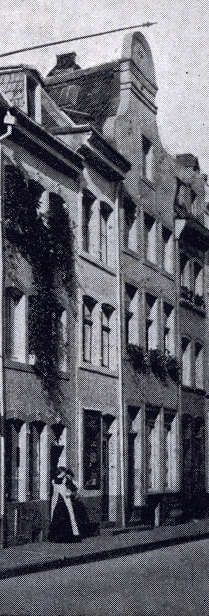

- Giebelhaus Mühlenstraße 28. Das Gebäude wurde nach der Jahreszahl im Anker am Giebel im Jahre 1706 erbaut. Das Giebelhaus hieß ursprünglich Haus zum Krebs. 1738 gehörte es der Familie Zervossen. 1758 wurde es beim Bombardement beschädigt. 1772 wohnte im Krebs der Chirurg und Zahnarzt Bushammer, seit 1774 hieß das Haus zur Vorsehung oder à la Providence. Dorthin zogen im Jahre 1781 – nach dem Tod des Peter Christian Cornelius – dessen Erben und führten im Haus ihren Samelhandel fort. 1817 führte Wilms dort ein Geschäft mit Juwelen und Schmuck. Danach erwarb es Philipp Hessdörfer. Über der Haustür war ein in Öl gemaltes Schild angebracht, das die „in der goldenen Vorsehung“ zeigte.[24]

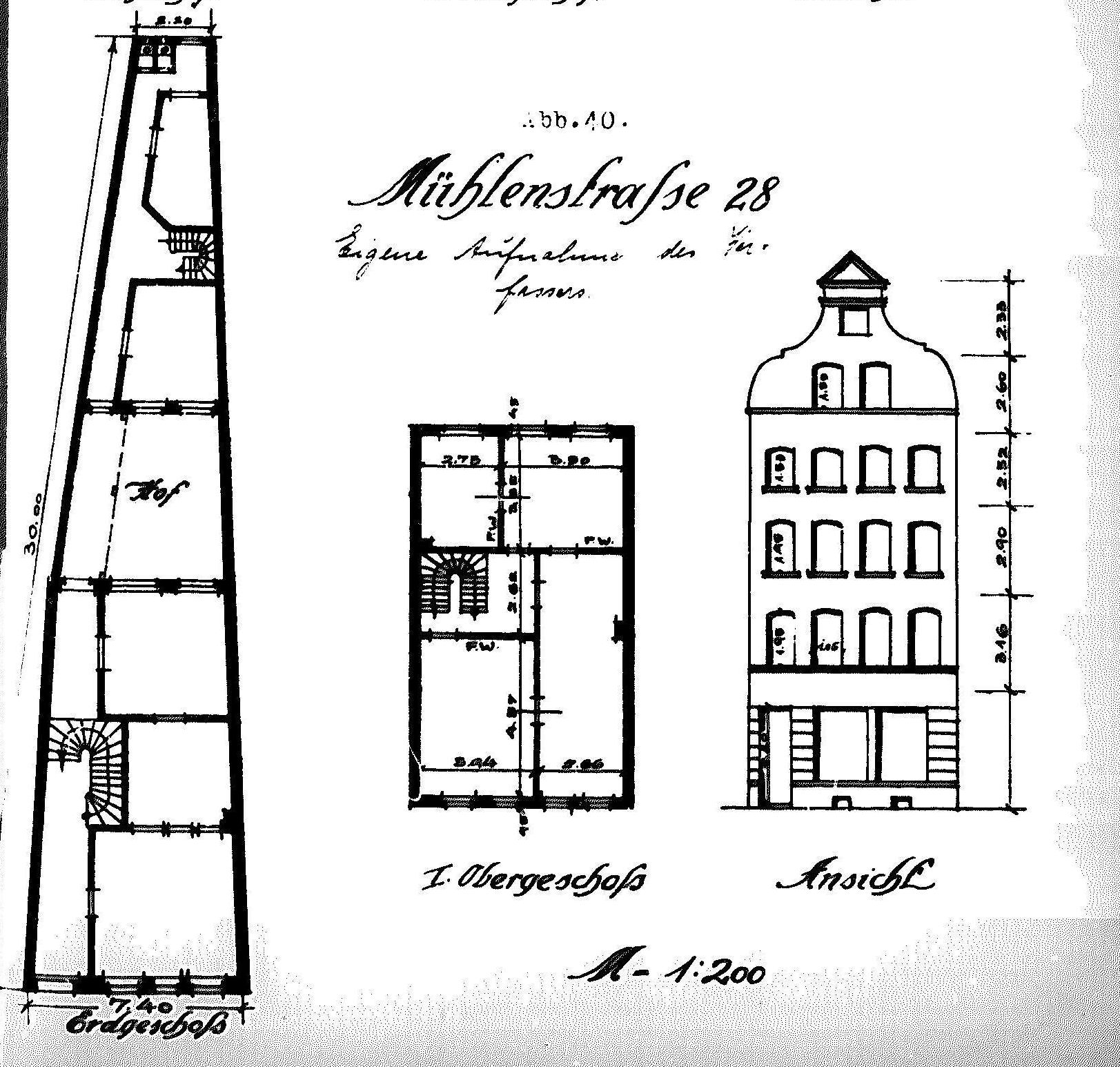
Mühlenstraße 28, Grundrisse Erd- und 1. Obergeschoss
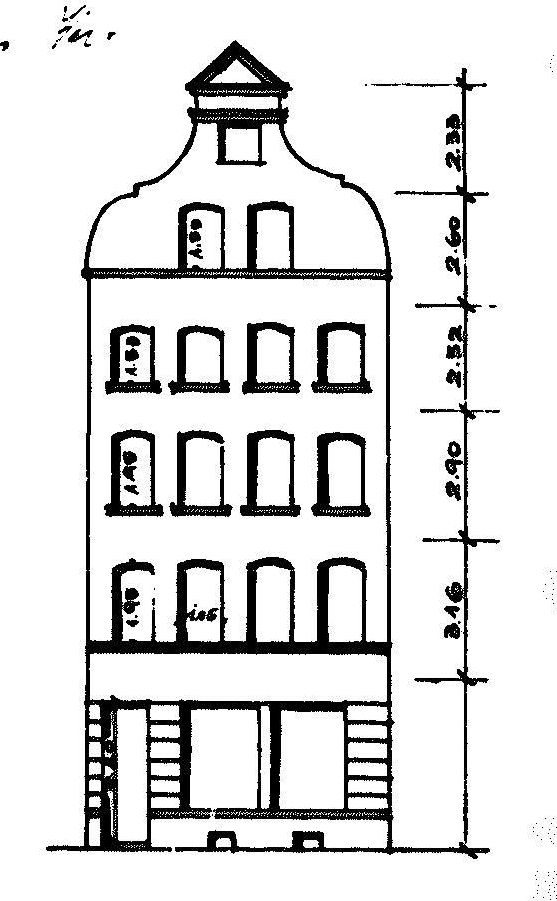
Mühlenstr. 28, Ansicht
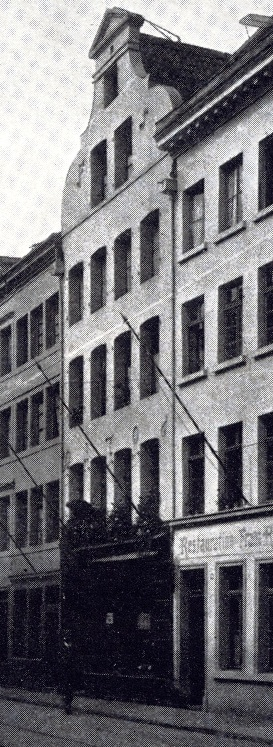

- Giebelhaus Mühlenstraße 18.

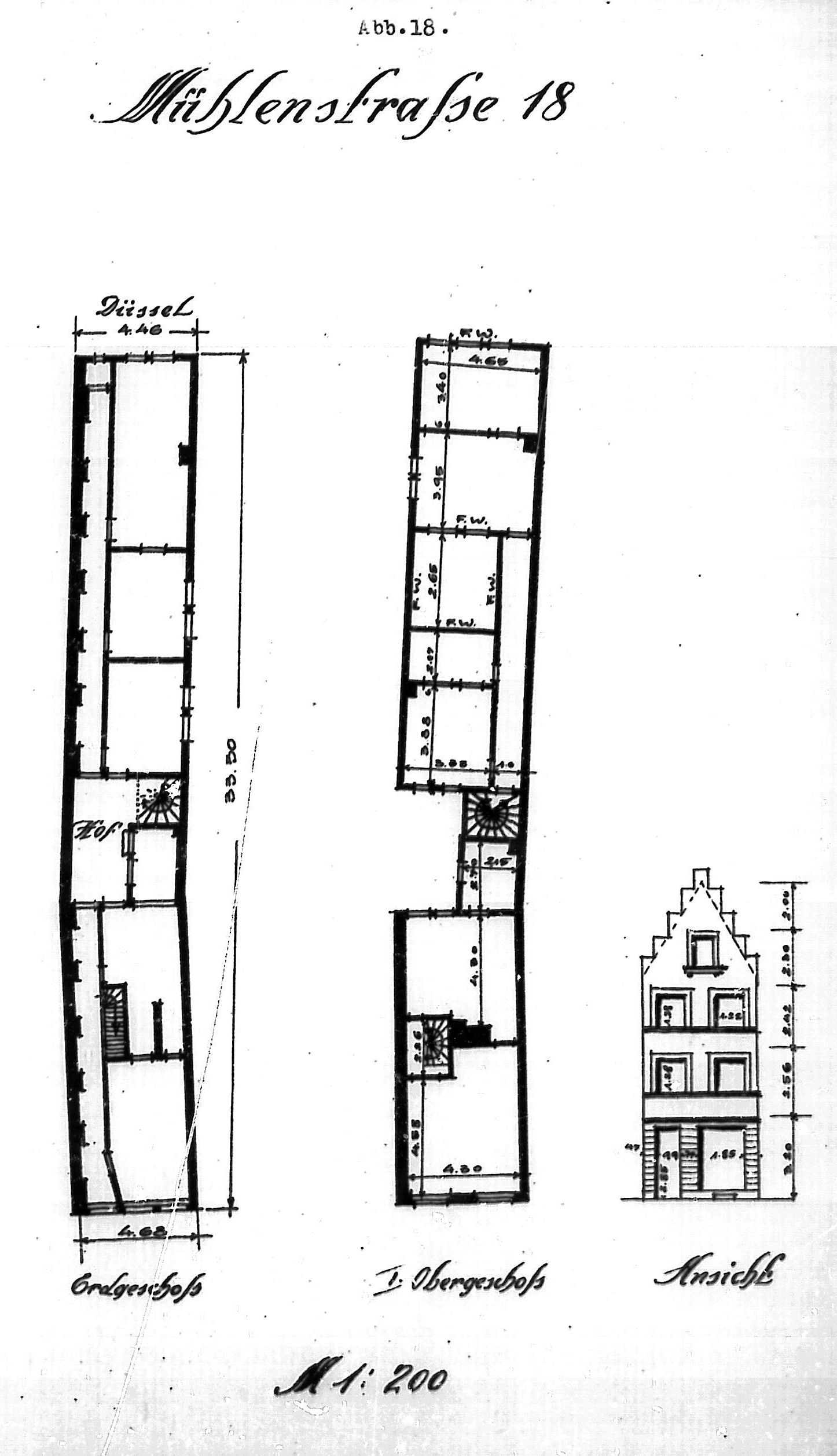
Mühlenstraße 18, Grundrisse Erd- und 1. Obergeschoss
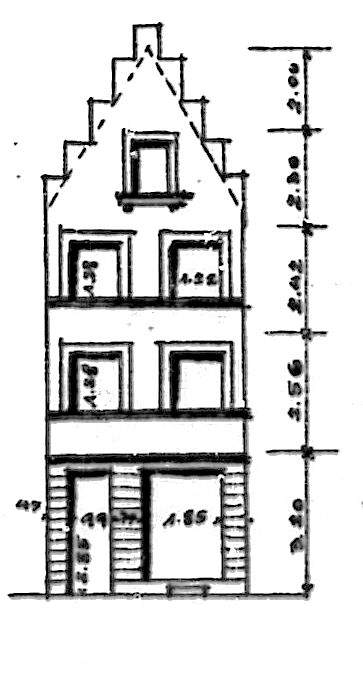
Mühlenstraße 18, Ansicht
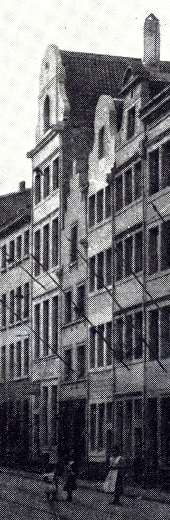